# Hannah Arendt

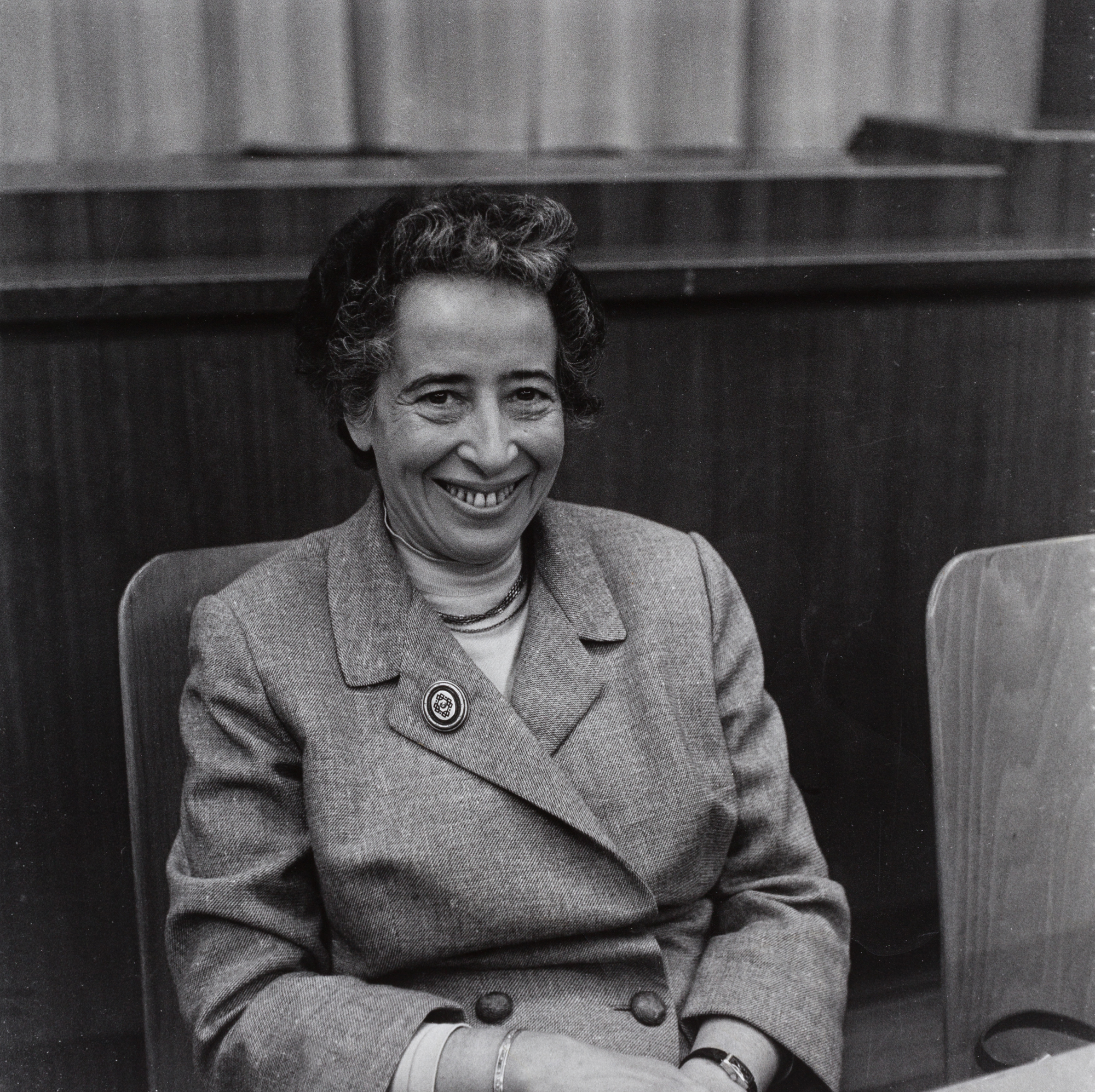
Hannah Arendt auf dem 1. Kulturkritikerkongress 1958, Fotografie von Barbara Niggl Radloff

Hannah Arendt (geboren am 14. Oktober 1906 als Johanna Arendt in Linden, heutiger Stadtteil von Hannover; gestorben am 4. Dezember 1975 in New York City) war eine jüdische deutsch-US-amerikanische politische Theoretikerin und Publizistin.
Die Entrechtung und Verfolgung von Juden in der Zeit des Nationalsozialismus sowie ihre eigene kurzzeitige Inhaftierung durch die Gestapo im Juli 1933 bewogen sie zur Emigration aus Deutschland. Sie emigrierte über Karlsbad und Genf nach Paris, wo sie als Sozialarbeiterin bei jüdischen Einrichtungen wirkte. Nachdem sie vom nationalsozialistischen Regime 1937 ausgebürgert worden war, war sie staatenlos, bis sie 1951 die US-amerikanische Staatsbürgerschaft erhielt. Seitdem verstand sie sich als US-Amerikanerin und bekannte sich zur US-amerikanischen Verfassung. Arendt war unter anderem als Journalistin sowie Hochschullehrerin tätig und veröffentlichte wichtige Beiträge zur politischen Philosophie. Gleichwohl lehnte sie es ab, als „Philosophin“ bezeichnet zu werden. Auch dem Begriff „Politische Philosophie“ stand sie eher distanziert gegenüber; sie zog die Bezeichnung „Politische Theorie“ für ihre entsprechenden Publikationen vor und legte Wert darauf, dass sie als Historikerin arbeite. Auch wegen ihrer theoretischen Auseinandersetzungen mit Philosophen wie Sokrates, Platon, Aristoteles, Immanuel Kant, Martin Heidegger und Karl Jaspers sowie mit den maßgeblichen Vertretern der neuzeitlichen politischen Philosophie wie Niccolò Machiavelli, Charles-Louis de Montesquieu und Alexis de Tocqueville wird sie dennoch häufig als Philosophin bezeichnet. Gerade wegen ihres eigenständigen Denkens, der Theorie der totalen Herrschaft, ihrer existenzphilosophischen Arbeiten und ihrer Forderung nach freien politischen Diskussionen nimmt sie in den Debatten der Gegenwart eine bedeutende Rolle ein. Sie verachtete diejenigen deutschen Intellektuellen, die sich ab 1933 Adolf Hitler zuwandten.
Arendt vertrat ein Konzept von „Pluralität“ im politischen Raum. Demnach bestehe zwischen den Menschen eine potentielle Freiheit und Gleichheit in der Politik. Wichtig sei es, die Perspektive des anderen einzunehmen. An politischen Vereinbarungen, Verträgen und Verfassungen sollten auf möglichst konkreten Ebenen gewillte und geeignete Personen beteiligt sein. Aufgrund dieser Auffassung stand Arendt rein repräsentativen Demokratien kritisch gegenüber und bevorzugte Rätesysteme sowie Formen direkter Demokratie.
Ihre öffentlichen Stellungnahmen zu politischen Ereignissen waren unter Gegnern und Freunden häufig umstritten; ihre Zivilcourage wurde oft als Unnachgiebigkeit wahrgenommen und bekämpft, insbesondere ihre Arbeit zum Eichmann-Prozess. Durch ihr politisches Hauptwerk Elemente und Ursprünge totaler Herrschaft Anfang der 1950er Jahre wurde sie öffentlich bekannt. Vita activa oder Vom tätigen Leben gilt als Arendts philosophisches Hauptwerk.

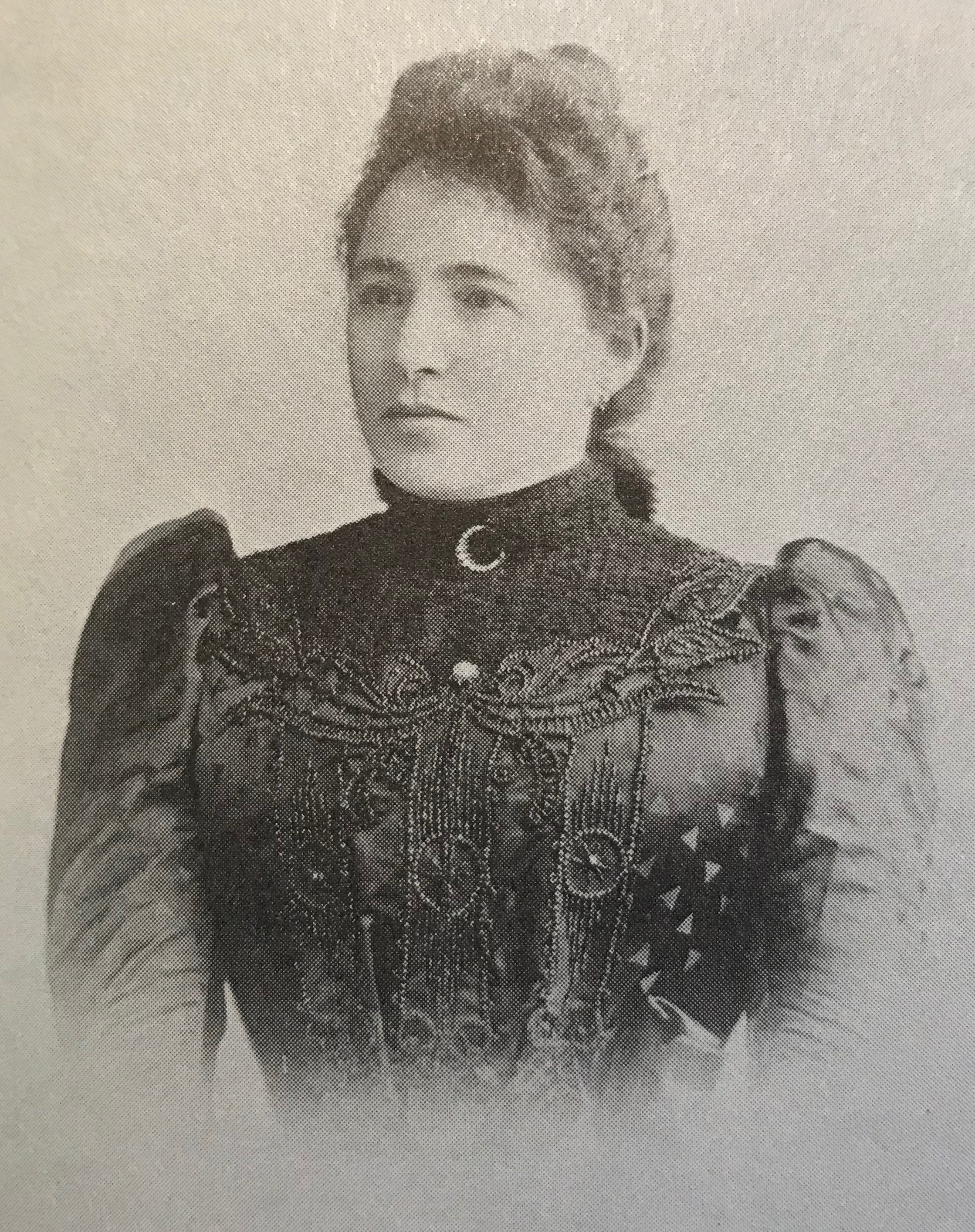
Arendts Mutter Martha Cohn, ca. 1899

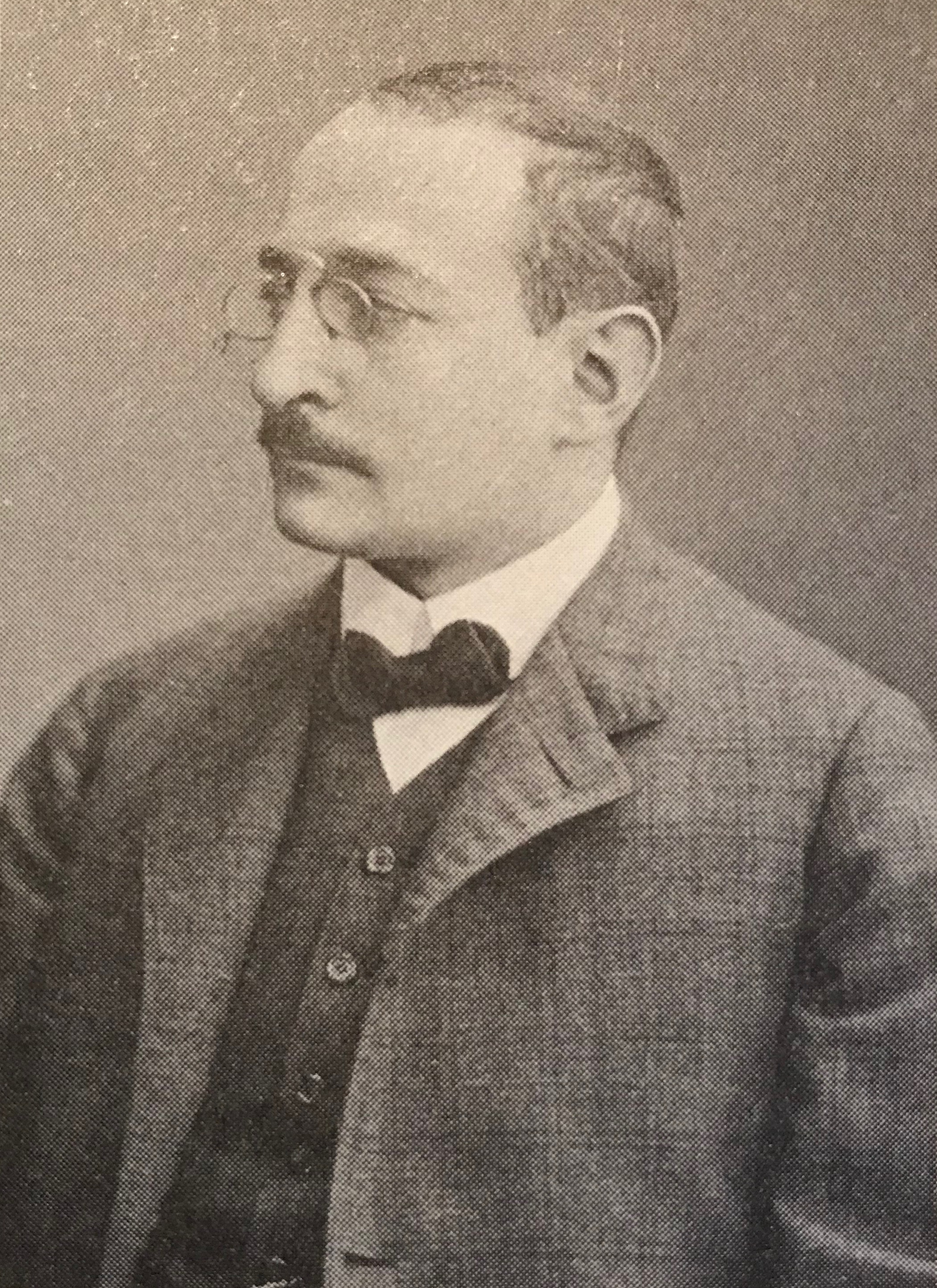
Arendts Vater Paul Arendt, ca. 1900

Als Quellen für ihre Überlegungen nutzte Arendt neben philosophischen, politischen und historischen Dokumenten unter anderem Biografien und literarische Werke. Diese Texte wertete sie wortgetreu aus und konfrontierte sie mit ihren eigenen Denkansätzen.

## Leben und Werk

### Kindheit und Jugend

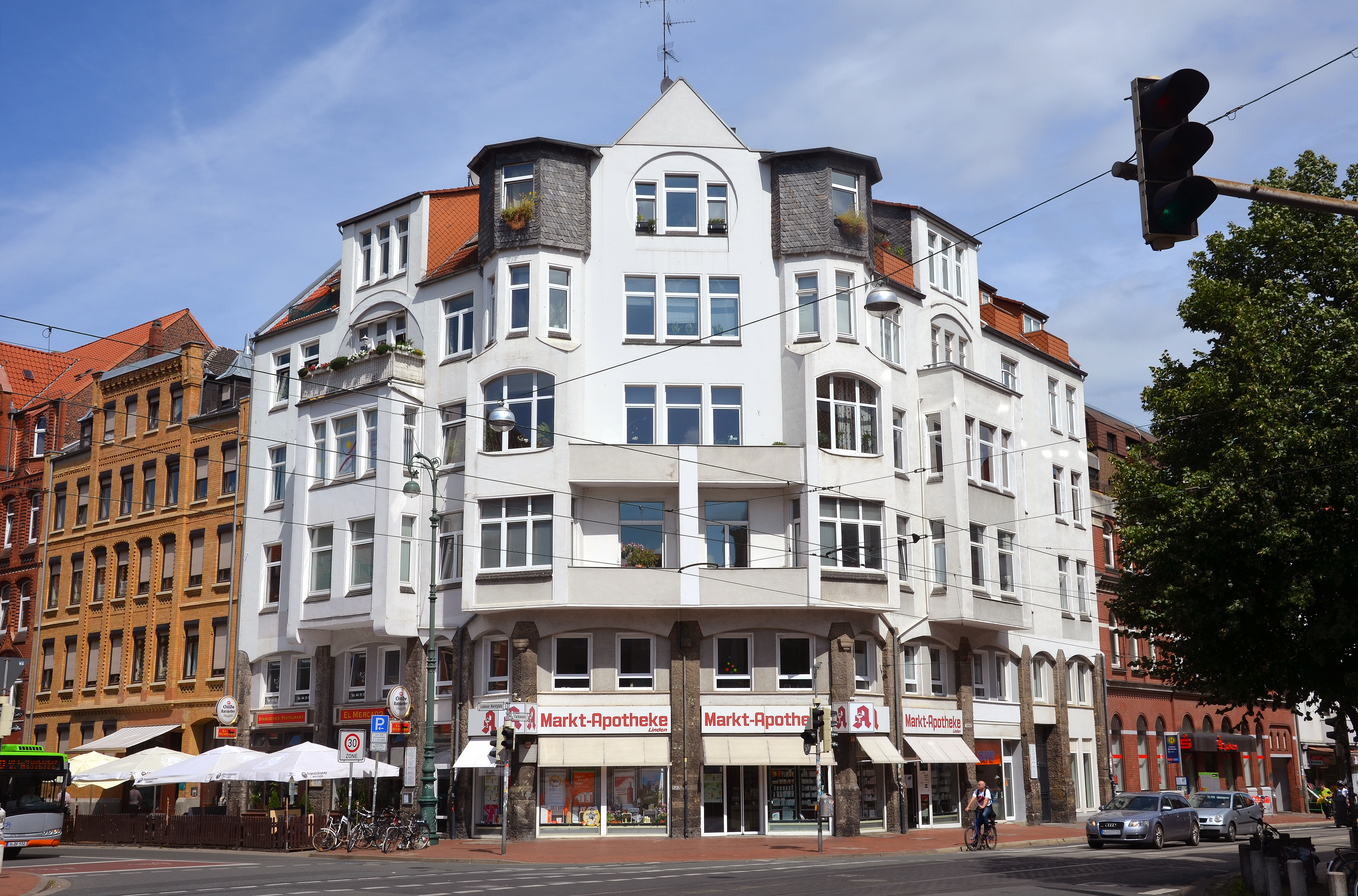
Geburtshaus Lindener Marktplatz 2 in Hannover-Linden (weißes Eckhaus)

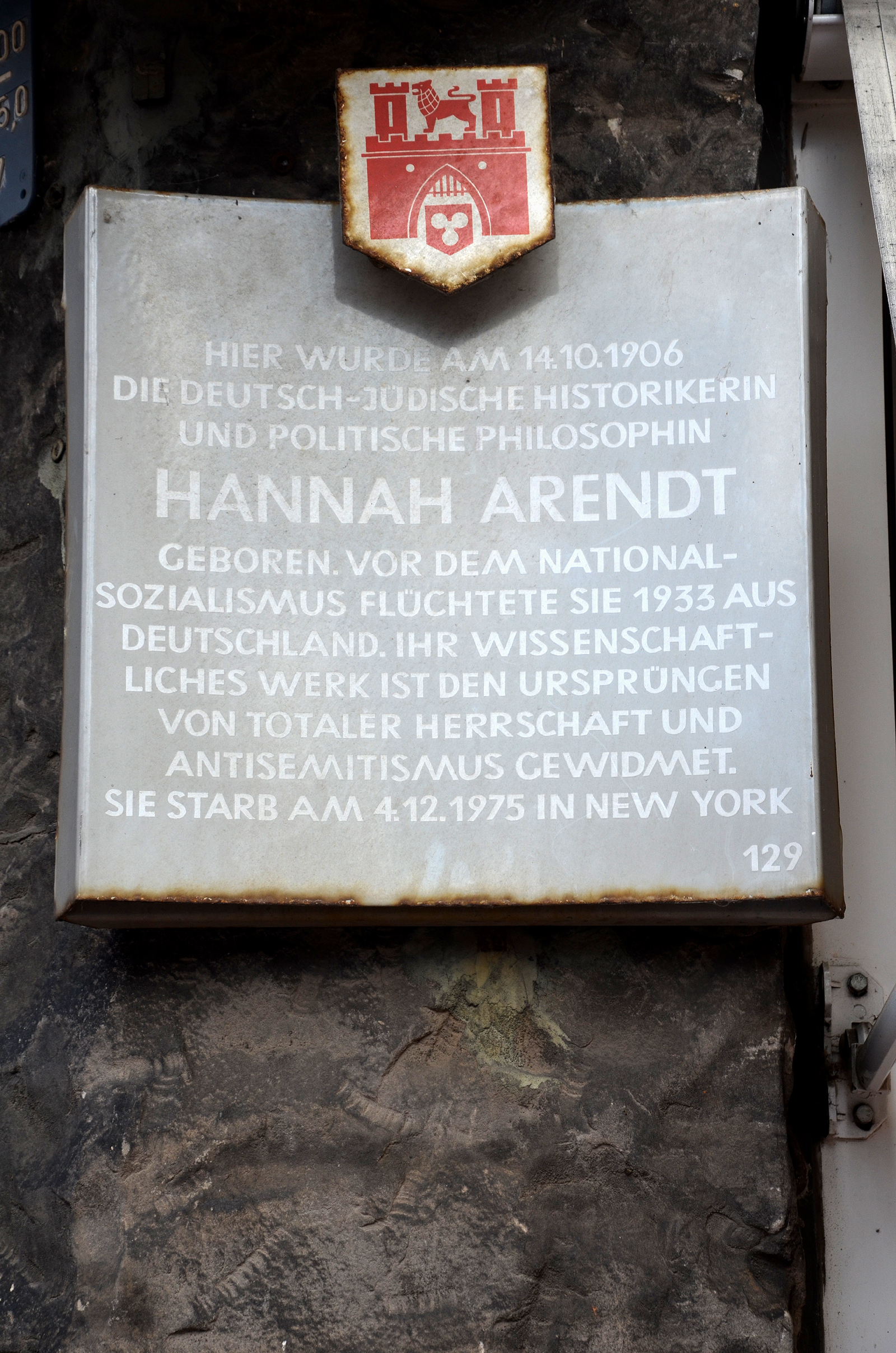
Gedenktafel am Geburtshaus in Hannover-Linden

Johanna Arendt wurde 1906 als Tochter säkularer jüdischer Eltern im heute zu Hannover gehörenden Linden geboren. Ihre Vorfahren stammten aus Königsberg i. Pr., wohin ihr schwer erkrankter Vater, Paul Arendt (1873–1913), und die Mutter, Martha geb. Cohn (1874–1948), zurückkehrten, als sie kaum drei Jahre alt war. Nach dem frühen Tod des Vaters, der Ingenieur war, wurde sie von ihrer sozialdemokratisch eingestellten Mutter freiheitlich erzogen. In den gebildeten Kreisen Königsbergs war die Mädchenbildung selbstverständlich. Durch die Großeltern (ein Großvater war der Großkaufmann und Kommunalpolitiker Max Arendt) hatte sie das liberale Reformjudentum kennengelernt. Sie gehörte keiner religiösen Gemeinschaft an, verstand sich jedoch immer als Jüdin.
Bereits mit 14 Jahren las Arendt Kants Kritik der reinen Vernunft und Karl Jaspers’ Psychologie der Weltanschauungen sowie Søren Kierkegaard. Sie musste die Schule wegen Differenzen mit einem Lehrer verlassen und ging anschließend nach Berlin, wo sie ohne formalen Schulabschluss, u. a. als Gasthörerin, Vorlesungen zur christlichen Theologie, so bei Romano Guardini, besuchte. Zurück in Königsberg, bestand sie 1924 als externer Prüfling das Abitur. Noch während ihrer Schulzeit hatte sie einen philosophischen Kreis gegründet, in dem sie 1920 Ernst Grumach traf. Durch ihn lernte sie ihre langjährige Freundin Anne Mendelsohn, später Anne Weil, kennen.

### Studienzeit

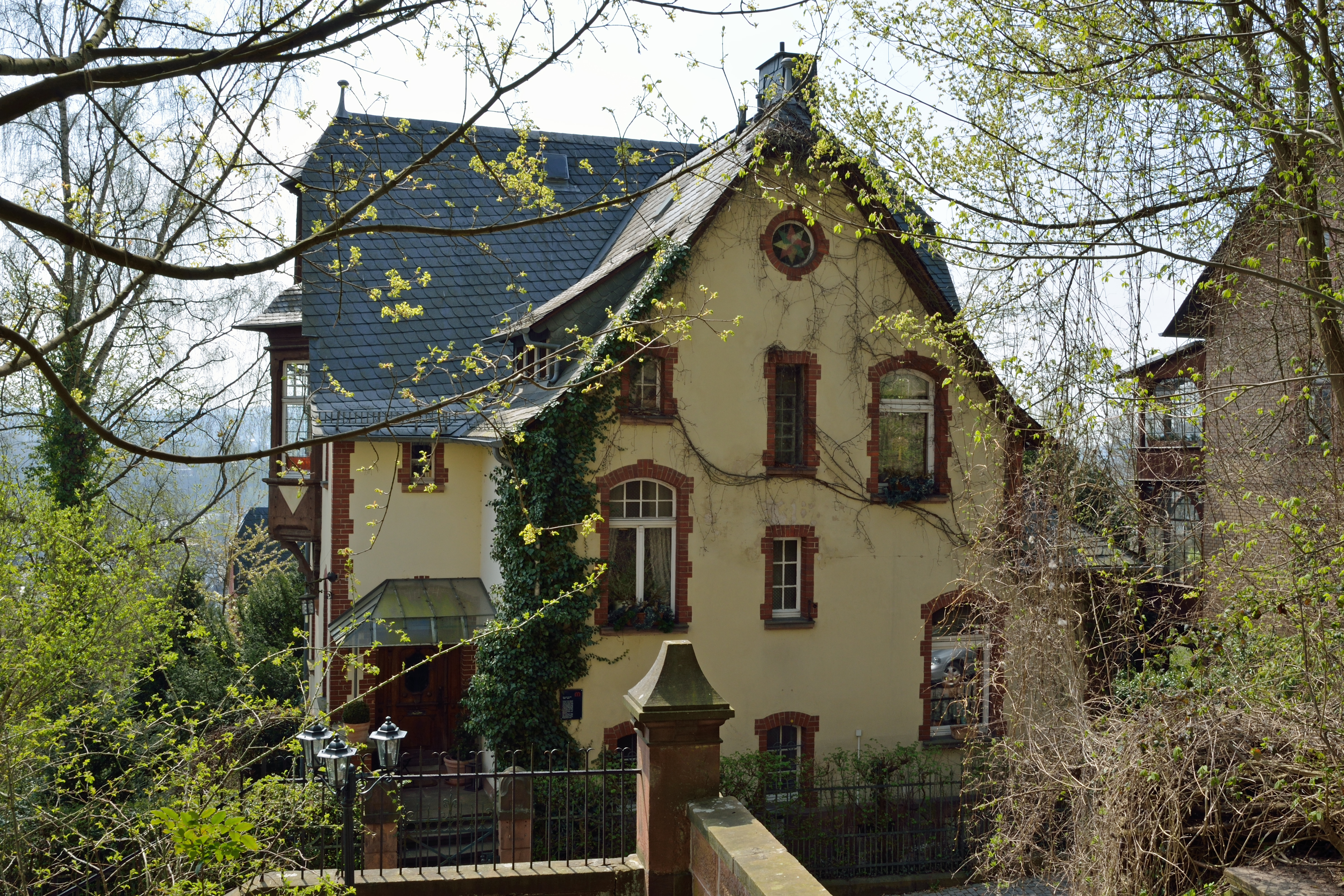
Haus von Arendts Studentenzimmer 1924–1925 in Marburg, Lutherstraße 4

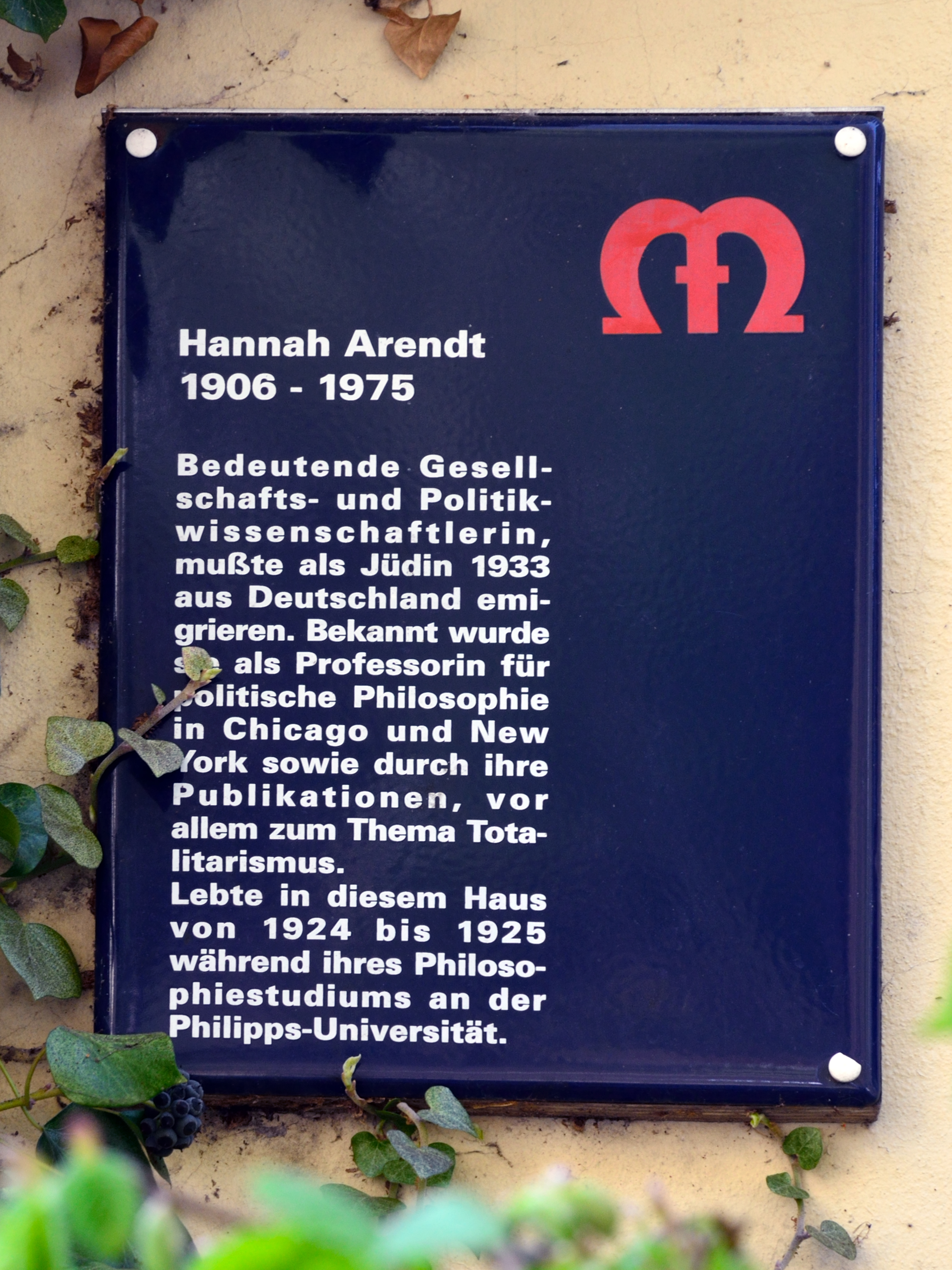
Gedenktafel in Marburg

1924 nahm sie ihr Studium an der Universität Marburg auf und studierte ein Jahr lang Philosophie bei Martin Heidegger und Nicolai Hartmann, außerdem als Nebenfächer Evangelische Theologie, wobei sie insbesondere Vorlesungen bei Rudolf Bultmann hörte, sowie Gräzistik.
Der 35-jährige Familienvater Heidegger und die 18-jährige Studentin verliebten sich ineinander und begannen eine Beziehung. Arendt war nicht die erste und nicht die einzige Liebesbeziehung Heideggers in seiner Marburger Zeit. Arendt lebte in Marburg wegen ihrer Beziehung zu Heidegger, die dieser geheim halten wollte, sehr zurückgezogen. Sie pflegte lediglich Kontakte zu ihrem Kommilitonen Hans Jonas und zu ihren Königsberger Freunden. Die Beziehung zwischen Heidegger und Arendt blieb der Öffentlichkeit verborgen, bis 1982 die große Arendt-Biografie von Elisabeth Young-Bruehl gleichzeitig in den USA und Großbritannien erschien. Seitdem gibt es darüber zahlreiche Veröffentlichungen.
Anfang 1926 fasste sie auf Drängen Heideggers den Entschluss, den Studienort zu wechseln, und ging für ein Semester zu Edmund Husserl nach Freiburg. In Heidelberg studierte sie anschließend Philosophie und wurde auf Vermittlung Heideggers 1928 bei Karl Jaspers nach erfolgreicher Verteidigung ihrer Arbeit Der Liebesbegriff bei Augustin promoviert. Mit Jaspers blieb sie bis zu dessen Tod freundschaftlich verbunden. In Heidelberg weitete Arendt ihren Freundeskreis aus. Dazu gehörten Karl Frankenstein, der 1928 eine geschichtsphilosophische Dissertation vorlegte, der Jungianer Erich Neumann und Erwin Loewenson, ein expressionistischer Essayist. Auch Jonas kam nach Heidelberg und arbeitete dort ebenfalls über Augustinus.
Ein anderer Kreis erschloss sich ihr durch die Freundschaft mit Benno von Wiese und die von Jaspers empfohlenen Vorlesungen von Friedrich Gundolf. Große Bedeutung hatte für sie zudem Kurt Blumenfeld, der Geschäftsführer und Hauptsprecher der deutschen Zionistenorganisation, dessen Thema die Erforschung der so genannten Judenfrage und der Assimilation war. Ihm verdanke sie, heißt es in einem Brief an ihn aus dem Jahr 1951, ihr Verständnis für die Situation der Juden.

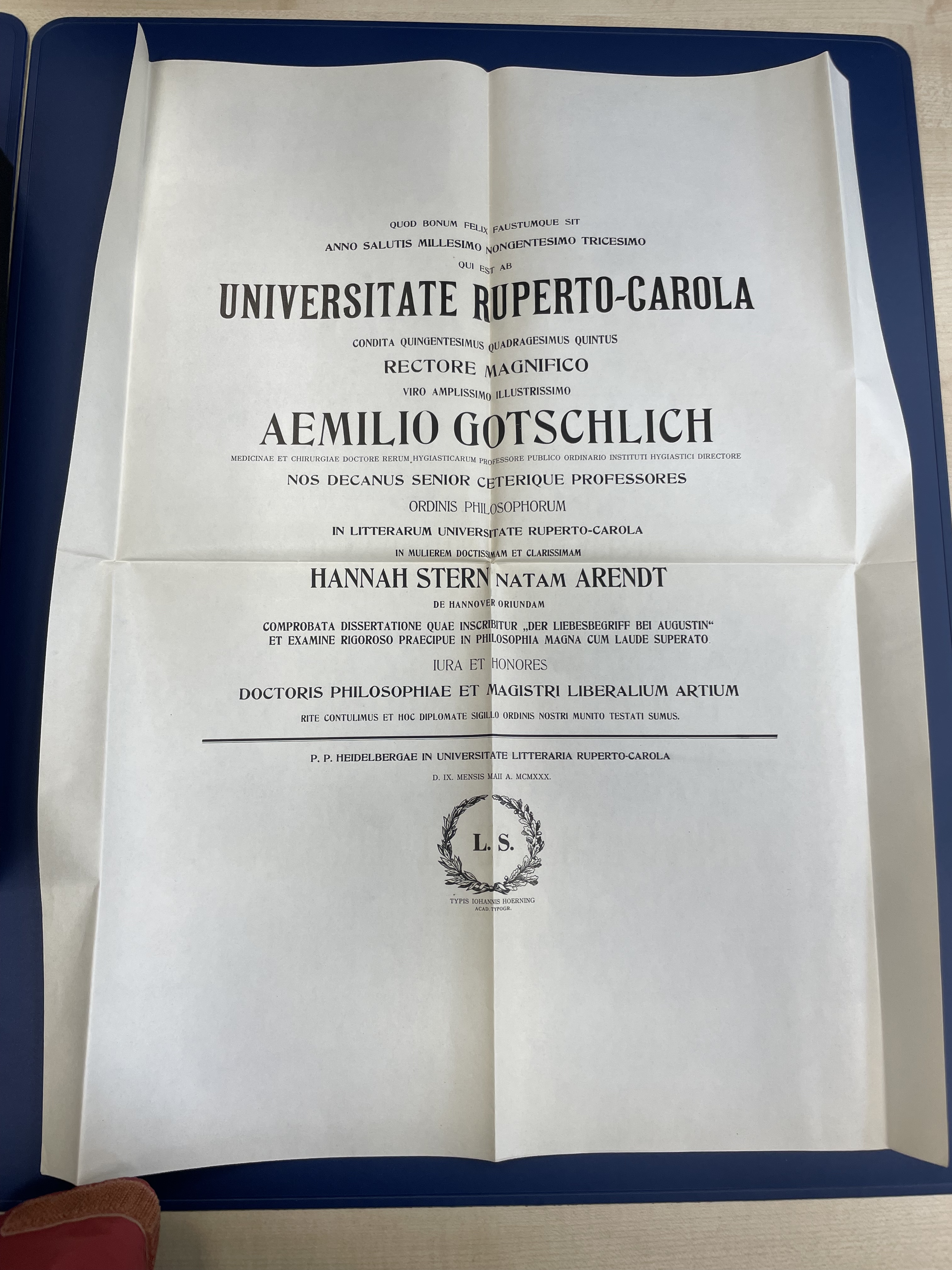
Dr. Urkunde von Arendt, 1930, Uni Heidelberg

### Heirat, Beginn der NS-Herrschaft, erste politische Aktivitäten
Ihr erstes Buch trägt den Titel Der Liebesbegriff bei Augustin. Versuch einer philosophischen Interpretation. Es handelt sich um ihre bereits im Alter von 22 Jahren verfasste und 1929 in Leipzig gedruckte und in Berlin bei Julius Springer publizierte Dissertation. Darin verbindet sie philosophische Ansätze Martin Heideggers mit denen von Karl Jaspers und betont bereits damals die wichtige Rolle der Geburt (später Gebürtlichkeit, Natalität) für das Individuum wie auch für seine Mitmenschen. Damit grenzt sie sich von ihrem Lehrer Heidegger ab. Das Werk wurde in wichtigen philosophischen und literarischen Publikationen besprochen. Auf Kritik stieß, dass sie Augustinus als Philosophen betrachtet und nicht als Kirchenvater. Außerdem wurde bemängelt, dass sie neuere theologische Literatur nicht zitiert habe. Einige Interpreten sehen in diesem Werk indes bereits spätere Leitmotive Arendts vorbereitet.

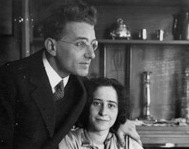
Günther Stern und Hannah Arendt, ca. 1929

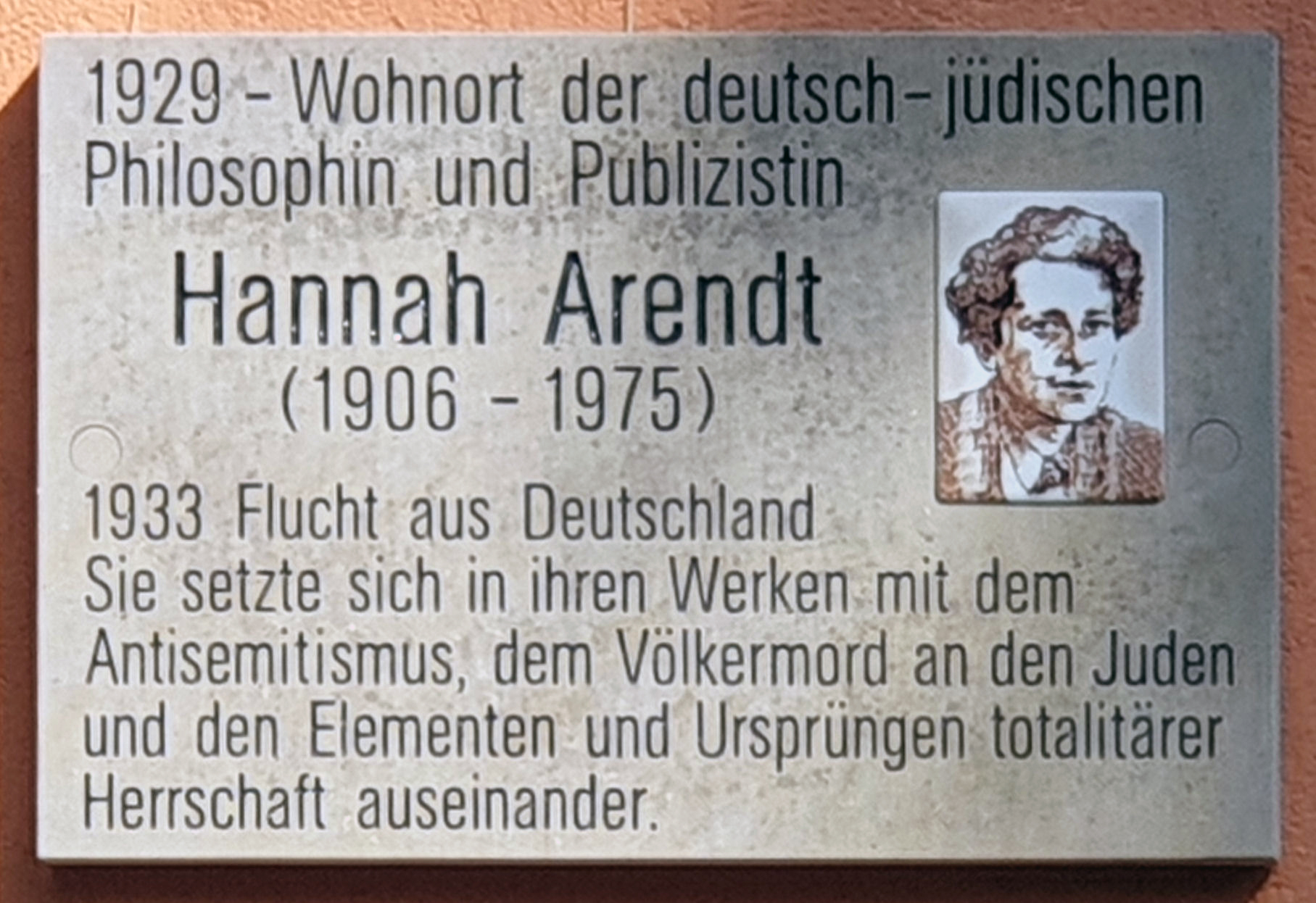
Gedenktafel in Babelsberg

In Berlin traf sie ebenfalls 1929 Günther Stern wieder, den sie schon aus Marburg kannte und der später unter seinem Pseudonym Günther Anders bekannt wurde. Kurz darauf zog sie mit ihm zusammen, für die damalige Zeit ein in der öffentlichen Meinung verpöntes Verhalten; die beiden heirateten noch im selben Jahr in Nowawes. Sie wohnten dann in Drewitz, in Heidelberg, ein Jahr in Frankfurt am Main und dann wieder in Berlin. Arendt schrieb für die Frankfurter Zeitung und besuchte Seminare bei Paul Tillich und Karl Mannheim, dessen Buch Ideologie und Utopie sie rezensierte. Zugleich befasste sie sich mit Rahel Varnhagen von Ense, einer intellektuellen Jüdin der Romantik.

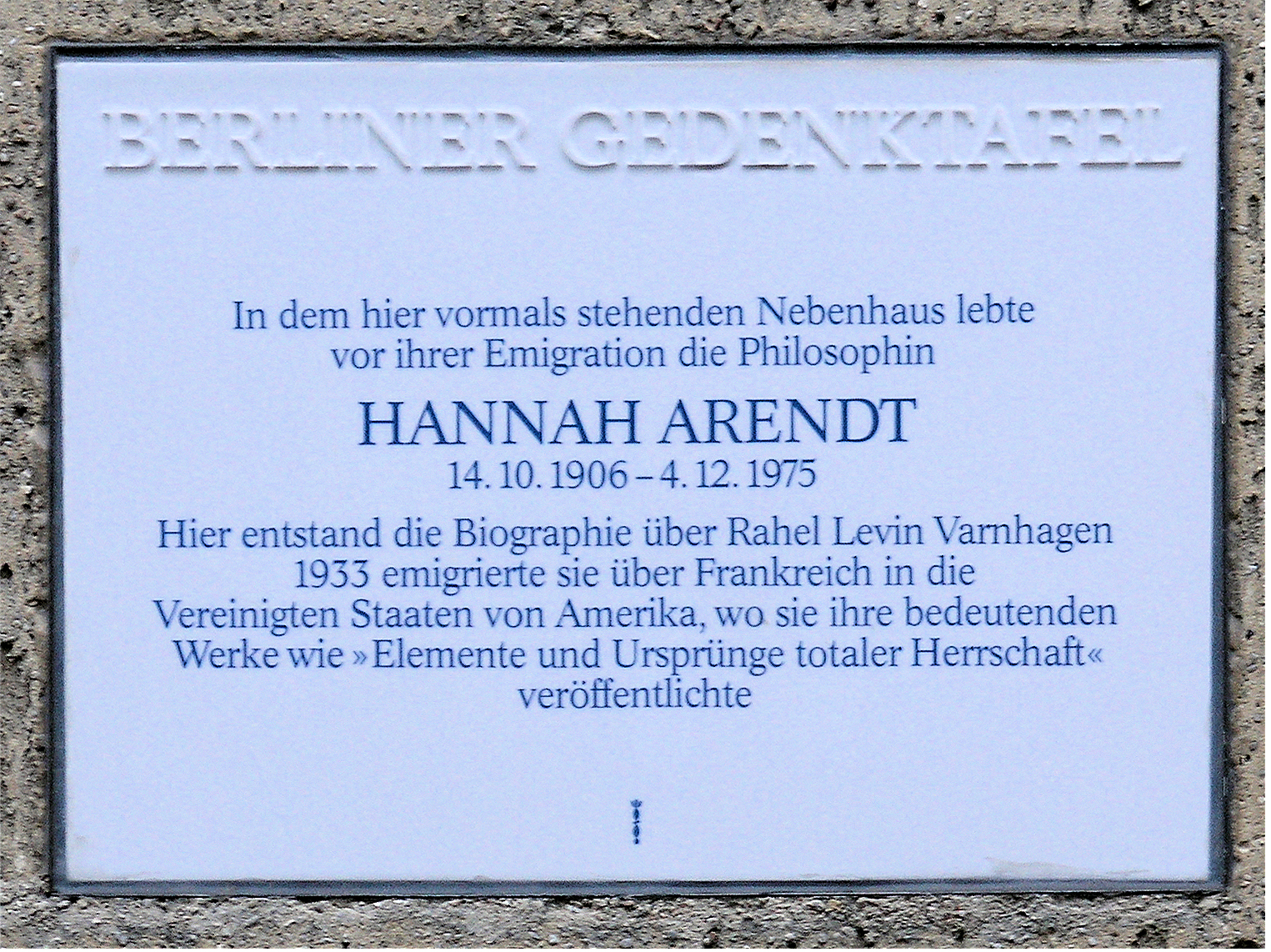
Berliner Gedenktafel am Haus Opitzstraße 6, in Berlin-Steglitz

Als sich abzeichnete, dass Sterns Habilitationsschrift von Theodor W. Adorno nicht akzeptiert werden würde, gingen beide wieder nach Berlin. Dort begann Arendt mit der Arbeit an ihrem als Habilitation angelegten Werk über Rahel Varnhagen. Nach einem positiven Gutachten von Jaspers, der weitere Gutachten von Heidegger und Dibelius besorgte, wurde die Studie durch ein Stipendium der Notgemeinschaft der Deutschen Wissenschaft gefördert. Gleichzeitig begann Arendt, sich mehr für politische Fragen zu interessieren. Sie las Marx und Trotzki und knüpfte neue Kontakte an der Hochschule für Politik. Die Ausgrenzung der Juden trotz Assimilation analysierte sie anhand des erstmals von Max Weber in Bezug auf die Juden verwendeten Begriffs „Paria“ (Außenseiter). Sie stellte diesem, angeregt durch die Schriften Bernard Lazares, den entgegengesetzten Terminus „Parvenu“ (Aufsteiger) gegenüber. 1932 veröffentlichte sie in der Zeitschrift Geschichte der Juden in Deutschland den Artikel Aufklärung und Judenfrage, in dem sie in der Auseinandersetzung mit Gotthold Ephraim Lessing und Moses Mendelssohn als Aufklärern und Johann Gottfried Herder als Vorläufer der Romantik ihre Ideen über die Eigenständigkeit des Judentums entwickelte.

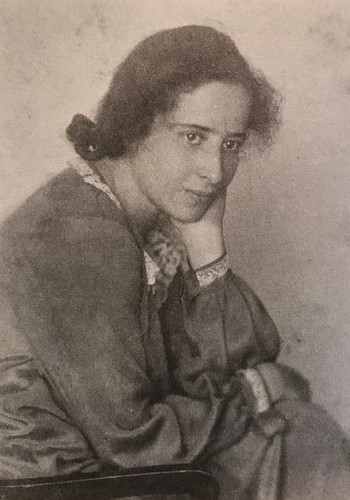
Hannah Arendt, 1924

Ebenfalls 1932 verfasste sie eine Rezension über das Buch Das Frauenproblem in der Gegenwart von Alice Rühle-Gerstel, in der sie die Frauenemanzipation im öffentlichen Leben würdigte, ihr jedoch die Beschränkungen – insbesondere in der Ehe und im Arbeitsleben – gegenüberstellte. Sie konstatierte die „faktische Geringschätzung“ der Frau in der Gesellschaft und kritisierte die Pflichten, die mit ihrer Unabhängigkeit nicht zu vereinbaren seien. Der Frauenbewegung stand Hannah Arendt indes distanziert gegenüber. Die politischen Fronten seien „Männerfronten“, betonte sie einerseits. Andererseits sah sie jedoch die „Fragwürdigkeit“ der Frauenbewegung ebenso wie die der Jugendbewegung, weil beide – klassenübergreifend angelegt – dabei scheitern müssten, einflussreiche politische Parteien zu bilden.
Kurz vor der Machtübergabe an Adolf Hitler versuchte Karl Jaspers, sie in mehreren Briefen davon zu überzeugen, dass sie sich als Deutsche betrachten solle. Dies lehnte sie stets mit dem Hinweis auf ihre Existenz als Jüdin ab. Sie schrieb: „Für mich ist Deutschland die Muttersprache, die Philosophie und die Dichtung.“ Ansonsten fühlte sie sich zur Distanz verpflichtet. Besonders kritisierte sie den von Jaspers gebrauchten Ausdruck „deutsches Wesen“. Jaspers antwortete: „Es ist mir wunderlich, daß Sie als Jüdin sich vom Deutschen unterscheiden wollen.“ Diese kontroversen Positionen nahmen beide auch nach dem Krieg ein.
Im Jahr 1931 ging Arendt davon aus, dass die Nationalsozialisten an die Regierung kommen würden, dachte 1932 an Emigration, blieb jedoch zunächst in Deutschland und wurde erstmals politisch aktiv. Ihr Mann, der sich inzwischen Günther Anders nannte, flüchtete im März 1933 nach Paris. Vermittelt durch Kurt Blumenfeld, war Arendt für die Zionistische Vereinigung für Deutschland tätig, um die beginnende Judenverfolgung zu dokumentieren. Ihre Wohnung in Berlin diente Flüchtlingen als Zwischenstation. Im Juli 1933 wurde sie verhaftet und kam für acht Tage in Gestapo-Haft. Gegenüber Günter Gaus äußerte sie sich 1964 über ihr Motiv: „Wenn man als Jude angegriffen wird, muss man sich als Jude verteidigen.“
Im Jahr 1933 vertrat sie die Auffassung, dass das nationalsozialistische Regime aktiv zu bekämpfen sei. Sie stand damit im Gegensatz zu vielen gebildeten Deutschen, teilweise mit jüdischem Hintergrund, die sich mit dem NS-Regime arrangieren wollten, die neuen Herrscher manchmal lobten oder die Diktatur zunächst unterschätzten. Im Gaus-Interview drückte sie ihre Verachtung für die umgehende – damals noch freiwillige – „Gleichschaltung“ der meisten Intellektuellen aus. Arendt war davon abgestoßen und wollte mit dieser Art von affirmativen, opportunistischen oder sogar begeisterten Gelehrten nichts gemein haben.
Daraus resultierte auch der Streit mit Leo Strauss, dessen konservative Auffassungen sie ablehnte. Ebenso war sie von Heideggers NS-Engagement enttäuscht, dessen Parteieintritt in die NSDAP mit Datum 1. Mai 1933 registriert worden war. Daraufhin brach sie den Kontakt ab und traf Strauss erst 1950 wieder. Auch die Freundschaft mit Benno von Wiese beendete sie, als er sich frühzeitig dem Nationalsozialismus zuwandte und ebenfalls 1933 Parteimitglied wurde.
Diese Erfahrung der tiefen Entfremdung von Freunden beschrieb sie in ihren Werken und in ihrer Korrespondenz mehrmals. Sie war davon überzeugt, dass es sich jeweils um Willensentscheidungen handelte, für die der Einzelne verantwortlich war. Noch kurz vor ihrem Tod stellte sie fest: Gerade viele professionelle Denker hätten hinsichtlich des Nationalsozialismus versagt, als sie sich für das Regime engagierten. Arendt verlangte nicht von jedem aktiven Widerstand. Schon das Schweigen erkannte sie als Ablehnung der totalen Herrschaft an.

### Exil, zweite Ehe und Engagement für jüdische Flüchtlinge

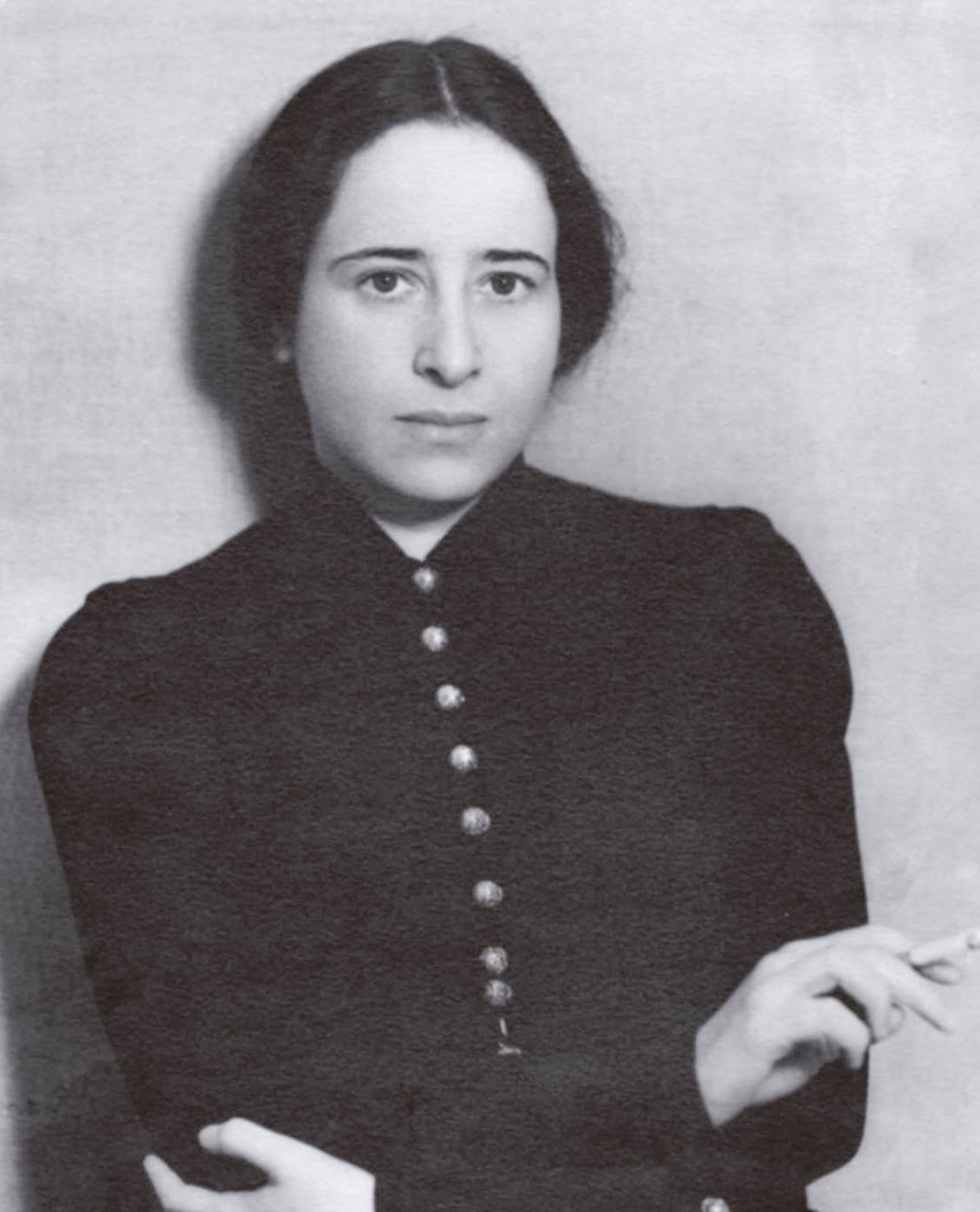
Hannah Arendt 1933

Über das tschechische Karlsbad, Genua und Genf emigrierte sie 1933 zunächst nach Frankreich. In Paris war sie, ohne Papiere, wiederum für zionistische Organisationen tätig, die beispielsweise jüdischen Jugendlichen zur Flucht nach Palästina verhalfen. Sie arbeitete wissenschaftlich über den Antisemitismus und hielt Vorträge vor verschiedenen Vereinigungen sowie in der Freien Deutschen Hochschule Paris.
Hannah Arendt und ihr Ehemann hatten schon in Berlin unterschiedliche Interessen und Freundeskreise: „Er verkehrt(e) unter Linken, im Umfeld von Brecht“, sie hatte zunehmend Kontakt zu zionistischen und anderen jüdischen Persönlichkeiten. Zunächst wohnten beide in Paris zusammen, besuchten gemeinsam die Seminare Alexandre Kojèves und Versammlungen mit anderen Intellektuellen im Exil. Doch die Ehe scheiterte und wurde 1937 geschieden. Arendt vertraute Elfride Heidegger in einem Brief vom 10. Februar 1950 an, dass sie, als sie Marburg verließ, fest entschlossen war, nie wieder einen Mann zu lieben: „Und dann heiratete ich, nur um zu heiraten, einen Mann, den ich nicht liebte.“ Arendt führt weiter aus, dass sie sich den Dingen absolut überlegen fühlte, dass sie glaubte, über alles verfügen zu können, gerade weil sie nichts von sich selbst erwartete. Schließlich sagte sie, dass sich alles erst änderte, als sie den Mann traf, der ihr zweiter Ehemann werden sollte.
Bereits 1936 hatte sie Heinrich Blücher kennengelernt, einen ehemaligen Kommunisten, der sich schon früh gegen die Politik Josef Stalins gewandt hatte. In Paris gehörten beide mit Walter Benjamin, dem Rechtsanwalt Erich Cohn-Bendit, dem Nervenarzt Fritz Fränkel und dem Maler Carl Heidenreich zu einem Kreis deutscher Flüchtlinge.
1937 wurde Arendt die deutsche Staatsbürgerschaft aberkannt. 1939 glückte es ihr gerade noch, ihre Mutter aus Königsberg in Sicherheit zu bringen. Im Januar 1940 heiratete sie Heinrich Blücher. Für Blücher war es die dritte Ehe.
Anfang Mai 1940 wiesen die französischen Behörden über die Presse die deutschstämmigen Ausländer an, sich zum Abtransport zu melden. Arendt wurde mit vielen anderen Frauen für eine Woche im Vélodrome d’Hiver inhaftiert. Danach wurden sie in das südfranzösische Camp de Gurs deportiert. In ihrem Essay Wir Flüchtlinge schreibt sie dazu sarkastisch, dass „die Zeitgeschichte eine neue Gattung von Menschen geschaffen hat – Menschen, die von ihren Feinden ins Konzentrationslager und von ihren Freunden ins Internierungslager gesteckt werden“. Nach etwa einem Monat gelang ihr mit wenigen anderen die Flucht aus Gurs, denn die Wachsamkeit der französischen Lagerverwaltung hatte in der chaotischen Lage, nachdem die Wehrmacht Paris besetzt hatte und nach Süden vorgerückt war, vorübergehend nachgelassen. In einem Brief an Salomon Adler-Rudel schilderte Arendt wenig später die Umstände der Internierungen von Flüchtlingen aus NS-Deutschland. Die folgende Zeit verbrachten sie und ihr Mann in Montauban.
Im französischen Exil verband sie eine enge Freundschaft mit dem damals noch weitgehend unbekannten Walter Benjamin, den sie auch materiell unterstützte. Nachdem er sich 1940 das Leben genommen hatte, setzte sie sich 1945 vergeblich beim Schocken-Verlag für die Veröffentlichung seiner Werke ein. Erst 1968 konnte sie seine Essays – mit Anmerkungen und einem Vorwort versehen – in den USA herausgeben.

### Immigration in die USA, Erwerbstätigkeit und Kampf für eine jüdische Armee
Ihr erster Ehemann Günther Anders und Morris Gintzler gaben Unterhaltgarantien für das Ehepaar Blücher-Arendt ab. Damit konnten sie mit der Hilfe von Varian Fry in Marseille die Visa für die Einreise in die USA bekommen. Am 10. Mai 1941 legte das Schiff Guiné mit den Blücher-Arendts von Lissabon ab und erreichte am 22. Mai 1941 New York.
Das Ehepaar wohnte zunächst in Hotelzimmern und lebte von einem geringen Stipendium der zionistischen Flüchtlingsorganisation. Arendt vervollkommnete sehr schnell ihre Kenntnisse der englischen Sprache. Ab Oktober 1941 war sie für das deutsch-jüdische Magazin Aufbau in New York tätig. Sie schrieb regelmäßig eine kurze deutschsprachige Kolumne unter dem englischen Aufmacher This Means You („Das geht dich an“). Der Startartikel unter dem Titel Moses oder Washington knüpft in der Gestalt des Moses an die jüdische Exilgeschichte an. Arendt argumentiert, dass das moderne (Reform-)Judentum den Bezug zu seiner eigentlichen Tradition verloren habe, ein Motiv, das auch die These ihres Buches über Rahel Varnhagen bildet. Es „wächst bei uns höchst paradoxerweise die Zahl jener, die Moses und David durch Washington oder Napoléon ersetzen“, Juden, die sich auf fremde Kosten (nämlich der Nichtjuden) „verjüngen“ wollten. Kritisch merkt sie an, dass die (jüdische) Geschichte kein Vehikel sei, aus dem man beliebig aussteigen könne; sie fordert, aus dem Judentum einen „Segen“ zu machen, nämlich eine Waffe im Kampf um die Freiheit. Damit wollte sie das politische Bewusstsein der jüdischen Öffentlichkeit in aller Welt wecken. In zahlreichen Artikeln forderte sie den Aufbau einer selbstständigen jüdischen Armee auf Seiten der Alliierten. Mit diesem Verlangen, das sie bereits vor Beginn der Massenmorde in den Konzentrationslagern formulierte, konnten sie und ihre wenigen Mitstreiter sich nicht durchsetzen.
Zwar bezeichnete sich Arendt in dieser Zeit noch als (säkulare) Zionistin, nahm aber eine zunehmend kritische Haltung zur Weltanschauung des Zionismus ein, die sie mit anderen Ideologien wie Sozialismus oder Liberalismus verglich, welche Voraussagen über die Zukunft machten. Sie hielt Freiheit und Gerechtigkeit für Grundprinzipien der Politik, die mit der Vorstellung eines auserwählten Volkes nicht zu vereinbaren seien. Diese Positionen stießen in der jüdischen Öffentlichkeit zumeist auf Ablehnung.
1943 veröffentlichte sie den Essay We Refugees (dt. Wir Flüchtlinge), in dem sie sich mit der Rechtlosigkeit von Flüchtlingen und Staatenlosen auseinandersetzt.
Von 1944 bis 1946 war Hannah Arendt als Forschungsleiterin der Conference on Jewish Relations tätig, anschließend bis 1949 als Lektorin im jüdischen Schocken-Verlag. Am 26. Juli 1948 starb ihre Mutter Martha Arendt während einer Reise zu ihrer Stieftochter Eva Beerwald in England. Von 1949 bis 1952 arbeitete sie als Executive Secretary (Geschäftsführerin) für die Organisation zur Rettung und Pflege jüdischen Kulturguts Jewish Cultural Reconstruction Corporation (JCR). Bis Heinrich Blücher 1951 Philosophie-Kurse an einem College erteilen konnte, sorgte Hannah Arendt nahezu alleine für den Lebensunterhalt der Familie.

### Erste Reisen in die Bundesrepublik und Berichte über die Nachwirkungen des NS-Regimes
1949/1950 bereiste Arendt im Auftrag der Jewish Cultural Reconstruction die Bundesrepublik Deutschland und setzte sich dafür ein, die nicht zerstörten jüdischen Kulturgüter, darunter ganze Bibliotheken, nach Israel oder in die USA zu bringen. Arendt traf während dieses Aufenthalts zum ersten Mal seit 1933 Karl Jaspers und Martin Heidegger. Eine zweite Reise folgte 1952. Seitdem fuhr sie jedes Jahr für einige Monate nach Europa, bisweilen auch nach Israel, besuchte viele Freunde und Verwandte, jedes Mal aber Karl und Gertrud Jaspers. Während ihrer Recherchen in der Bundesrepublik stand sie in brieflichem Kontakt mit Gershom Scholem.
In dem Essay Besuch in Deutschland. Die Nachwirkungen des Naziregimes (1950) schreibt Arendt sehr differenziert über die Nachkriegssituation. Deutschland habe in kurzer Zeit durch Verbrechen, die niemand für möglich gehalten hätte, das moralische Gefüge der westlichen Welt zerstört. Millionen von Menschen aus Osteuropa strömten in das zerstörte Land. „Man kann bezweifeln, ob die Politik der Alliierten, alle deutschen Minderheiten aus nichtdeutschen Ländern zu vertreiben – als ob es nicht schon genug Heimatlosigkeit auf der Welt gäbe – klug gewesen ist; doch außer Zweifel steht, daß bei denjenigen europäischen Völkern, die während des Krieges die mörderische Bevölkerungspolitik Deutschlands zu spüren bekommen hatten, die bloße Vorstellung, mit Deutschen auf demselben Territorium zusammenleben zu müssen, Entsetzen und nicht bloß Wut auslöste.“ Sie stellt eine seltsame Teilnahmslosigkeit der Bevölkerung fest. Über Europa liege wegen der deutschen Konzentrations- und Vernichtungslager ein Schatten tiefer Trauer. Doch dieser Alptraum von Zerstörung und Schrecken werde nirgends weniger besprochen als in Deutschland. „Die Gleichgültigkeit, mit der sich die Deutschen durch die Trümmer bewegen, findet ihre genaue Entsprechung darin, dass niemand um die Toten trauert.“
Hingegen kursierten zahlreiche Geschichten über die Leiden der Deutschen, die gegen die Leiden der anderen aufgerechnet würden, wobei die „Leidensbilanz“ in Deutschland stillschweigend als ausgeglichen gelte. Die Flucht vor der Verantwortung und die Zuschreibung von Schuld auf die Besatzungsmächte seien weit verbreitet. „Der Durchschnittsdeutsche sucht die Ursachen des letzten Krieges nicht in den Taten des Naziregimes, sondern in den Ereignissen, die zur Vertreibung von Adam und Eva aus dem Paradies geführt haben.“

### Arbeiten zur Existenzphilosophie
Nach Kriegsende veröffentlichte Arendt zwei Artikel zur Existenzphilosophie. In The Nation erschien Anfang 1946 der Text French Existentialism, in dem sie vor allem das Denken Albert Camus’ zustimmend und dasjenige Sartres kritisch beleuchtete. Sie äußerte gegenüber Jaspers ihre große Hoffnung auf einen neuen Typus von Menschen, der ohne allen „europäischen Nationalismus“ Europäer ist und sich für einen europäischen Föderalismus einsetzt. Dazu zählte sie Camus aus der französischen Résistance, dem sie in einem Brief Ehrlichkeit und politische Einsicht bescheinigte.
Den Artikel Was ist Existenzphilosophie? veröffentlichte sie in den USA 1946 in der Partisan Review, auf Französisch in Paris 1947 und in der Schriftenreihe der von Jaspers und anderen gegründeten Zeitschrift Die Wandlung 1948 zusammen mit fünf weiteren Beiträgen als Essayband. Es handelte sich um die erste Buchveröffentlichung nach ihrer 1929 erschienenen Dissertation.
In dieser Schrift entwickelte Arendt eine eigene Position innerhalb der Existenzphilosophie, verfolgte sie in späteren Werken aber nicht weiter. Als Uwe Johnson 1974 anfragte, ob der Text erneut herausgegeben werden dürfe, fand sie diesen zwar akzeptabel, wollte aber den Abschnitt über Heidegger herausnehmen, woran die Veröffentlichung scheiterte. Auch die englische Fassung ließ sie zu Lebzeiten nicht wieder auflegen.
Arendt setzt sich in dieser kleinen Arbeit kritisch mit der Philosophie Martin Heideggers auseinander, dem sie eine Nähe zum modernen Nihilismus zuschreibt. Seine Lehre des Seins habe er niemals wirklich vollendet. Mit der Analyse des Daseins vom Tode her begründe Heidegger die Nichtigkeit des Seins. Der Mensch werde gottähnlich beschrieben, zwar nicht als „Welt-erschaffendes“, aber als „Welt-zerstörendes“ Wesen. Arendt wendet dagegen ein, dass „der Mensch Gott nicht ist und mit seinesgleichen zusammen in einer Welt lebt“, ein Gedanke, den sie später noch oft wiederholen wird. Heidegger umgehe die vorläufigen Kantschen Begriffe von Freiheit, Menschenwürde und Vernunft, reduziere den Menschen auf seine Funktionen in der Welt und spreche ihm Existenz allein durch das Philosophieren zu. Darüber hinaus kritisiert sie Heideggers „mythologisierende Unbegriffe“ wie „Volk“ und „Erde“, die er in Vorlesungen der 1930er Jahre seinen „isolierten Selbsten“ nachträglich als gemeinsame Grundlage untergeschoben habe. Es sei evident, dass „derartige Konzeptionen nur aus der Philosophie heraus- und in irgendeinen naturalistischen Aberglauben hineinführen“.
Die Existenzphilosophie Karl Jaspers’ hingegen beschreibt sie ausschließlich positiv. Er vollziehe einen Bruch mit allen philosophischen Systemen, mit Weltanschauungen und „Lehren vom Ganzen“, setze sich mit „Grenzsituationen“ auseinander und betrachte die Existenz als eine Form der Freiheit. Der Mensch könne sich „in spielender Metaphysik“ an die Grenzen des Denkbaren herantasten und sie überschreiten. Im Gegensatz zu Heidegger sei für Jaspers das Philosophieren lediglich die Vorbereitung auf das „Tun“ durch die Kommunikation auf der Basis der allen gemeinsamen Vernunft. Jaspers wisse, dass das Denken der Transzendenz zum Scheitern verurteilt ist. Die Jaspers'sche Philosophie, unterstreicht die Autorin, liegt im Wesentlichen in den Wegen seines Philosophierens. Diese können aus den „Sackgassen eines positivistischen oder nihilistischen Fanatismus“ herausführen.

### Stellungnahmen zu Palästina und Israel

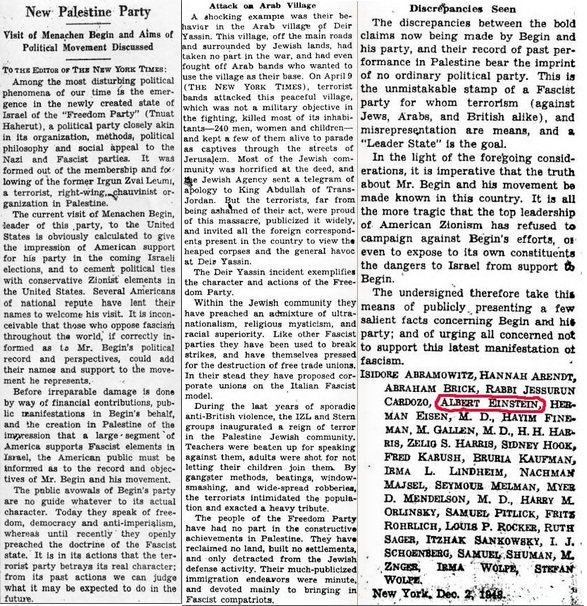
Erklärung als Leserbrief an die New York Times: New Palestine Party. Visit of Menachen Begin and Aims of Political Movement Discussed. Unterschrieben von Albert Einstein, Arendt und anderen.

Hannah Arendt schrieb Ende 1948 den Artikel Frieden oder Waffenstillstand im Nahen Osten? (veröffentlicht in den USA im Januar 1950). Darin setzt sie sich mit der Geschichte Palästinas und der Gründung des Staates Israel auseinander. Frieden könne ihr zufolge nur durch Verständigung und faire Vereinbarungen zwischen Arabern und Juden erreicht werden. Sie beschrieb die Einwanderungsgeschichte seit 1907 und betonte, dass sich bisher beide Gruppen feindselig gegenüberstanden und sich – auch wegen der Besetzung durch die Türken und später die Briten – niemals als gleichberechtigte Partner oder auch nur als Menschen angesehen hatten. Während sie in der „Heimatlosigkeit“ und „Weltlosigkeit“ das größte Probleme der Juden beschrieb, kritisierte sie die meisten zionistischen Führer, da sie die Probleme der arabischen Bevölkerung übersehen hätten.
Ihre Vision war ein binationales Palästina auf der Grundlage nicht-nationalistischer Politik, eine Föderation, die möglicherweise andere Staaten des Nahen Ostens umfassen könne. Die Einwanderung und die Vertreibung eines Teils der arabischstämmigen Bevölkerung stellten eine moralische Hypothek dar, während die auf Gleichheit und Gerechtigkeit beruhenden Kollektivsiedlungen (Kibbuzim) und die Hebräische Universität sowie die Industrialisierung auf der Habenseite stünden.
Israel konnte sich Arendt zufolge von den Gesetzen des Kapitalismus befreien, da es durch Spendengelder aus den USA finanziert werde und daher nicht dem Gesetz der Profitmaximierung unterliege. Ihre Sorge nach dem gewonnenen Palästinakrieg, der Unglück über Juden und Araber gebracht und alle jüdisch-arabischen Wirtschaftssektoren zerstört habe, besteht darin, dass Israel eine aggressive expansionistische Politik betreiben könne. Doch hofft sie auf den universalistischen Geist im Judentum und auf verständigungsbereite Kräfte in den arabischen Staaten.
Es gab in dieser Zeit nur sehr wenige Persönlichkeiten auf arabischer und jüdischer Seite, die für ein binationales Palästina eintraten. Arendt bezieht sich auf den ersten Präsidenten der Hebräischen Universität Judah Leon Magnes sowie den libanesischen Politiker und Philosophieprofessor Charles Malik und streicht deren Einmaligkeit heraus. Beide setzten sich für eine jüdisch-arabische Übereinkunft zur Lösung des Palästinaproblems ein, Magnes 1946 und Malik vor dem Sicherheitsrat der Vereinten Nationen im Mai 1948.
Als im Dezember 1948 der ehemalige Führer der zionistischen Terror-Organisation Irgun Menachem Begin New York besuchte, um Spenden für seine neugegründete Cherut-Partei zu sammeln, verfassten 26 Intellektuelle, darunter viele mit jüdischem Hintergrund, einen scharf formulierten Leserbrief, der am 4. Dezember 1948 in der New York Times veröffentlicht wurde. Zu den Unterzeichnern gehörten neben Arendt u. a. Isidore Abramowitz, Albert Einstein, Sidney Hook und Stefan Wolpe. Sie warnten eindringlich vor dieser Partei und charakterisierten sie als faschistisch und terroristisch. Als schockierendes Beispiel für Charakter und Vorgehensweise der Organisation erwähnen sie auch das von Begin kommandierte Massaker von Deir Yasin.
An ihre Freundin, die US-amerikanische Schriftstellerin Mary McCarthy, schrieb Arendt mehr als zwanzig Jahre später, Israel sei ein eindrucksvolles Beispiel für die Gleichheit der Menschen. Für noch wichtiger hielt sie die „Überlebensleidenschaft“ des jüdischen Volkes seit der Antike. Sie befürchtete, dass sich der Holocaust wiederholen könne. Als Rückzugsort und wegen des unausrottbaren Antisemitismus sei Israel notwendig. Arendt betont, dass jede wirkliche Katastrophe in Israel sie mehr berühre als fast alles andere.

### Formen totaler Herrschaft
Direkt nach dem Zweiten Weltkrieg begann Arendt mit der Arbeit an einer umfassenden Studie über den Nationalsozialismus, 1948 und 1949 ausgeweitet auf den Stalinismus. Das Buch enthält die drei Teile Antisemitismus, Imperialismus und Totale Herrschaft. Während Arendt für die beiden ersten Teile in hohem Maße auf vorhandenes historisches und literarisches Quellenmaterial zurückgreifen konnte, musste sie sich den Hintergrund für den dritten Teil neu erarbeiten. 1951 erschien die US-amerikanische Ausgabe unter dem Titel: The Origins of Totalitarianism. Die von ihr selbst bearbeitete, teilweise vom Original abweichende deutsche Fassung (1955) nannte sie Elemente und Ursprünge totaler Herrschaft. Ihr Werk bearbeitete und erweiterte sie bis zur Edition der dritten Auflage 1966. Die Arbeit stellt keine reine Geschichtsschreibung dar. Vielmehr kritisiert sie das Kausalitätsdenken der meisten Historiker und bemerkt: Alle Versuche von Geschichtswissenschaftlern, den Antisemitismus zu erklären, seien bisher unzulänglich gewesen.
Sie stellt die neuartige und vieldiskutierte These auf, dass sich totalitäre Bewegungen jeder Weltanschauung und Ideologie bemächtigen und sie durch Terror in eine neue Staatsform überführen können. Geschichtlich vollständig realisieren konnten dies ihrer Ansicht nach bis 1966 lediglich der Nationalsozialismus und der Stalinismus.
Im Gegensatz zu anderen Autoren sieht Arendt ausschließlich diese beiden Systeme als totalitär an, nicht aber Einparteiendiktaturen wie den italienischen Faschismus, den Franquismus oder die Deutsche Demokratische Republik. Sie stellt die neue Qualität der totalen Herrschaft gegenüber gewöhnlichen Diktaturen heraus. Erstere beziehe sich auf alle Bereiche des menschlichen Lebens, nicht nur auf die politischen. Im Zentrum stehe eine Massenbewegung. Im Nationalsozialismus habe eine völlige Verkehrung der Rechtsordnung geherrscht. Verbrechen, Massenmorde seien die Regel gewesen. Neben dem Terror hält sie das Streben nach Weltherrschaft für ein wichtiges Kennzeichen der totalen Herrschaft.
Sie arbeitet heraus, wie vor dem Hintergrund der Massengesellschaft und des Zerfalls der Nationalstaaten durch den Imperialismus traditionelle Politikformen, insbesondere die Parteien, den totalitären Bewegungen mit ihren neuen Techniken der Massenpropaganda unterlegen waren.
Neben historischen benutzt Arendt auch literarische Quellen wie beispielsweise Marcel Proust und setzt sich mit zahlreichen Denkern seit der Antike auseinander, mit Kant ebenso wie mit Montesquieu. Sie verwendet ihre Methode „des buchstäblichen Ernstnehmens ideologischer Meinungen“. Die Äußerungen totalitärer Ideologen seien von vielen Beobachtern unterschätzt worden.
Die Beschreibungen der totalen Herrschaft dienten vor allem Politikwissenschaftlern dazu, Theorien des Totalitarismus zu entwickeln, die z. T. weit über die strenge Definition Arendts hinausgehen.

### US-Staatsbürgerschaft, berufliche Position und politische Stellungnahmen
1951 wurde Hannah Arendt Staatsbürgerin der USA. Unter dem Status der Staatenlosigkeit hatte sie sehr gelitten, weil sie ihn als einen Ausschluss aus der menschlichen Gesellschaft ansah. Die Staatsbürgerschaft bedeutete für sie „das Recht, Rechte zu haben“. Daher forderte sie eine Ergänzung zur amerikanischen Verfassung, dass niemand seine Staatsangehörigkeit verlieren dürfe, wenn er dadurch staatenlos wird.
In Deutschland hatte sich Hannah Arendt Anfang 1933 auf dem Weg zu einer normalen akademischen Karriere mit einer ordentlichen Professur befunden. Der Nationalsozialismus machte diese Pläne zunichte. Arendt betont in ihren Briefen bis wenige Jahre vor ihrem Tod, sie verfüge weder über Besitz noch über eine Stellung, was nach ihrer Auffassung zur Unabhängigkeit ihres Denkens beitrug.
Immer wieder zeigte sie persönlichen Mut, z. B. durch ihre praktischen Tätigkeiten für jüdische Organisationen während der Zeit des Nationalsozialismus. Ihre öffentlichen und persönlichen Stellungnahmen zu politischen Ereignissen waren häufig unter Gegnern, aber auch Freunden umstritten; ihre Zivilcourage wurde oft als Unnachgiebigkeit wahrgenommen und bekämpft.
In einer auf 1948 zu datierenden kurzen Aufzeichnung Memo on research benennt Arendt die wichtigsten zeitgenössischen politischen Themen. Sie unterscheidet zentrale politische Probleme der Zeit:
„Totalitarismus, die Rassenfrage, der Verfall des europäischen nationalstaatlichen Systems, die Emanzipation der Kolonialvölker, die Liquidierung des Britischen Imperialismus“
und rein jüdische Probleme:
„Antisemitismus, die Palästina-Angelegenheit, Fluchtbewegungen, Heimatlosigkeit, etc.“
Etwas früher, 1947, schrieb sie an Jaspers:

„Unter freien Umständen sollte eigentlich jeder einzelne entscheiden dürfen, was er nun gerne sein möchte, Deutscher oder Jude oder was immer […]. Woran mir liegen würde, und was man heute nicht erreichen kann, wäre eigentlich nur eine solche Änderung der Zustände, daß jeder frei wählen kann, wo er seine politischen Verantwortlichkeiten auszuüben gedenkt und in welcher kulturellen Tradition er sich am wohlsten fühlt.“

Im Alter von 47 Jahren bekam sie 1953 endlich eine befristete Professur am Brooklyn College (New York), auch auf Grund des Erfolgs, den sie mit ihrem Totalitarismus-Buch in den USA erzielt hatte. In New York wirkte sie 1955 neben Martin Buber u. a. bei der Gründung des Leo Baeck Institute mit, einer Dokumentations- und Forschungsstätte für die Geschichte der deutschsprachigen Juden. Die Bestände sind in elektronischer Form im Jüdischen Museum Berlin einsehbar.
In den 1950er Jahren plante Arendt im Anschluss an die Analyse des Totalitarismus eine Arbeit über den Marxismus. Aus den Vorarbeiten entstanden einige Artikel, Essays und Vorlesungen. 1953 veröffentlichte sie im Aufbau den Text: Gestern waren wir noch Kommunisten… Sie unterscheidet darin zwischen „ehemaligen Kommunisten“ und „Exkommunisten“. Erstere seien entweder als Künstler Aushängeschilder gewesen oder hätten schon früh die Moskauer Prozesse, den Hitler-Stalin-Pakt oder den Mangel an innerparteilicher Demokratie durchschaut und sich danach vielfach ins Privatleben zurückgezogen. Letztere indes hätten ihre Bekenntnisse gegen den Kommunismus zum Sprungbrett einer neuen Karriere als Experten des Antikommunismus und des Kalten Krieges gemacht.
Große Sorge bereitete ihr in dieser Zeit die Verfolgung ehemaliger Kommunisten, Intellektueller und Künstler durch Joseph McCarthy und seine Anhänger in den USA, während sie den Volksaufstand in Ungarn 1956 als Beispiel für den Versuch einer friedlichen Revolution mit Ansätzen zu einem Rätesystem bewertete. 1960 erschienen Die ungarische Revolution und der totalitäre Imperialismus (engl. als Teil der 2. Auflage von The Origins of Totalitarianism) und 1961 Between Past and Future (sechs Essays über das politische Denken).
Schon Mitte der 1950er Jahre hatte Arendt einen Antrag auf Wiedergutmachung des ihr von den Nationalsozialisten zugefügten Unrechts gestellt, der mehrmals abgelehnt wurde. Karl Jaspers schrieb ein Gutachten dazu, dass es sich bei ihrer Schrift über Rahel Varnhagen in der Fassung von 1933 um eine abgeschlossene erfolgreiche Habilitationsarbeit gehandelt habe, die nur wegen der Machtübernahme nicht vorgelegt werden konnte. Sie erhielt zunächst 40.000 DM zugesprochen. Im Jahr 1966 legte sie Verfassungsbeschwerde gegen eine Neufassung des Bundesentschädigungsgesetzes ein. Im Jahr 1971 entschied das Bundesverfassungsgericht, dass dieses Gesetz wegen Ungleichbehandlung verfassungswidrig ist. Ihr Fall wurde zum Präzedenzfall, so dass auch andere Wissenschaftler, die – trotz Erfüllung der Voraussetzungen – ab 1933 keine Professur an deutschen Universitäten erreichen konnten, in der Folgezeit von ihrer jahrelangen Prozessführung profitierten.
Zur Adenauer-Ära in Deutschland äußerte sie sich mehrmals kritisch. Nachdem zunächst NS-Täter kaum bestraft worden seien, wurden nach dem Eichmann-Prozess langsam die schlimmsten vor Gericht gestellt.

„Ein böses Zeichen sind die unglaublich milden Urteile der Gerichte. Ich glaube, für 6500 vergaste Juden bekommt man 3 Jahre 6 Monate oder so ähnlich […]. Diese sogenannte Republik ist wirklich ‚wie gehabt‘. Und über diese politischen Dinge wird auch die wirtschaftliche Entwicklung auf die Dauer nicht hinweghelfen.“

Im Laufe der Jahre setzte sie sich wiederholt mit der „Geschichte der Afroamerikaner“, der Diskriminierung der Schwarzen in den USA, auseinander; deren Lösung hielt sie für unabdingbar für die Existenz der Vereinigten Staaten. Auch zu diesen Äußerungen gab es heftige Kontroversen, da sie zwar die grundsätzliche rechtliche und politische Gleichstellung forderte, aber Quoten oder andere Bevorzugungen vehement ablehnte. Hannah Arendt reagierte mit einem kurzen Brief vom 29. Juli 1965 an Ralph Ellison auf seine Kritik an ihrem Essay Reflections on Little Rock. Der Brief gilt allgemein als Revision ihres Essays.
Der oberste Gerichtshof urteilte in Brown v. Board of Education, dass die Trennung von schwarzen und weißen Schülergruppen gegen den 14. Zusatzartikel zur Verfassung der Vereinigten Staaten verstieß. Im Süden der USA stieß das Urteil auf heftigen Widerstand. In Little Rock wurde der obersten Schulbehörde angeordnet, dass neun Schüler und Schülerinnen zur Schule durften. Der Gouverneur widersetzte sich. Die „Nationalgarde des Bundesstaates Arkansas gemeinsam mit einem »Mob von kreischenden und hysterischen Demonstranten«“ versuchte, den Schulbesuch zu verhindern. Liberale in den USA verurteilten dies. Präsident Dwight D. Eisenhower griff ein und setzte den Schulbesuch durch.
Arendt beurteilte dies anders als ihre liberalen Freunde. „Sie beunruhigte offensichtlich, dass Eltern ihre Kinder einem weißen Mob aussetzten, und in Anlehnung ihrer normativen Unterscheidung zwischen politischem, sozialem und privatem Bereich aus Vita Activa kritisierte sie die Politik der schwarzen Vertretungsorgane.“ Sie verteidigte die Privatsphäre der Eltern. „Dass auch »Kinder«, in diesem Fall 16-Jährige, politische Subjekte sein können, schien ihr ausgeschlossen.“ Kinder sollten außerdem „nicht die Kämpfe der Erwachsenen ausfechten“. Die Politik kann nach Arendt nur „die Gleichheit aller vor dem Gesetz garantieren“. Marie Luise Knott merkt an, dass Arendt als Kind Rassismus ausgesetzt war und dass Little Rock „offensichtlich Erinnerungen wachgerufen“ hatte. Arendt habe aber übersehen, dass der „Antisemitismus nicht mit dem Hautfarbenrassismus in den USA“ gleichgesetzt werden konnte. Auch hatten die Juden in Europa keine Sklavengeschichte.
Die Kritik von Ellison „war grundsätzlicherer Natur als die ihrer früheren Kritiker“. Er „konstatierte schlicht, sie habe keine Ahnung von der Lage der Schwarzen und keinerlei Ahnung, welche Qualen sich tagtäglich im Kopf einer jeden schwarzen Mutter abspielten“. Nach Knott muss Arendt „bei der Lektüre des Buches »Who Speaks for the Negro« verstanden haben […] in welchen Ausmaß schwarzes Heranwachsen ein tagtäglicher Überlebenskampf war“.
Knott schreibt, dass Arendt am Beispiel von Bernard Lazare die „Figur des »bewussten Parias«“ entworfen hatte. Lazare, ähnlich Ellisons Romanfigur, betraten die Bühne der Politik, weil „jeder Jude bzw. jeder Schwarze, der nicht zum Rebell wurde, mitverantwortlich war für die fortgesetzten gesellschaftlichen Lügen, für die eigene Unterdrückung und für die »Schändung der Menschheit« in ihm … Die Schwarzen hatten wie die Juden einen Doppelkampf zu führen – einerseits gegen die fortgesetzte Gewalt der modernen Sklavenhalter und andererseits gegen die Fortsetzung der Sklavenmentalität in den eigenen Köpfen.“
Vielfach verurteilte sie den Vietnamkrieg, z. B. anhand einer Analyse der Pentagon-Papiere, die sie unter dem Titel Lying in Politics (dt. Die Lüge in der Politik) 1971 publizierte.
Im Juni 1968 heißt es in einem Brief an Karl Jaspers: „Mir scheint, die Kinder des nächsten Jahrhunderts werden das Jahr 1968 mal so lernen wie wir das Jahr 1848.“ Der weltweiten Studentenbewegung stand sie zwar positiv gegenüber, kritisierte aber von ihr wahrgenommene Auswüchse heftig. In ihrem 1970, gleichzeitig auf Englisch und Deutsch, veröffentlichten Werk Macht und Gewalt legte sie eine ausführliche differenzierte Analyse der Studentenrebellion vor und grenzte zugleich die Begriffe Macht und Gewalt voneinander ab. Unter Macht versteht sie eine bedeutsame Einflussnahme der Bürger auf politische Angelegenheiten im Rahmen von Verfassung und Gesetzen. Keine Herrschaftsform komme ohne Machtbasis aus. Selbst die sehr weitgehend auf Gewalt beruhende totale Herrschaft bedürfe der Unterstützung von vielen.
Adelbert Reif gegenüber betonte sie 1970 in einem Interview, sie schätze an den Studenten die „Lust am Handeln“ und „die Zuversicht, die Dinge aus eigener Kraft ändern zu können“. In den USA sei zum ersten Mal seit langer Zeit eine spontane politische Bewegung entstanden, die nicht nur Propaganda betreibe, sondern nahezu ausschließlich aus moralischen Motiven handele. Andererseits lehnte sie die weitere Entwicklung dieser Bewegung zu „Fanatismus“, „Ideologien“ und „Zerstörungswut“ ab. „Die guten Sachen in der Geschichte sind gewöhnlich von sehr kurzer Dauer.“ So würden wir heute noch (1970) von dem kurzen klassischen Zeitalter in Griechenland zehren.

### Eichmann in Jerusalem

#### Prozessberichterstattung und nachfolgende Kontroversen

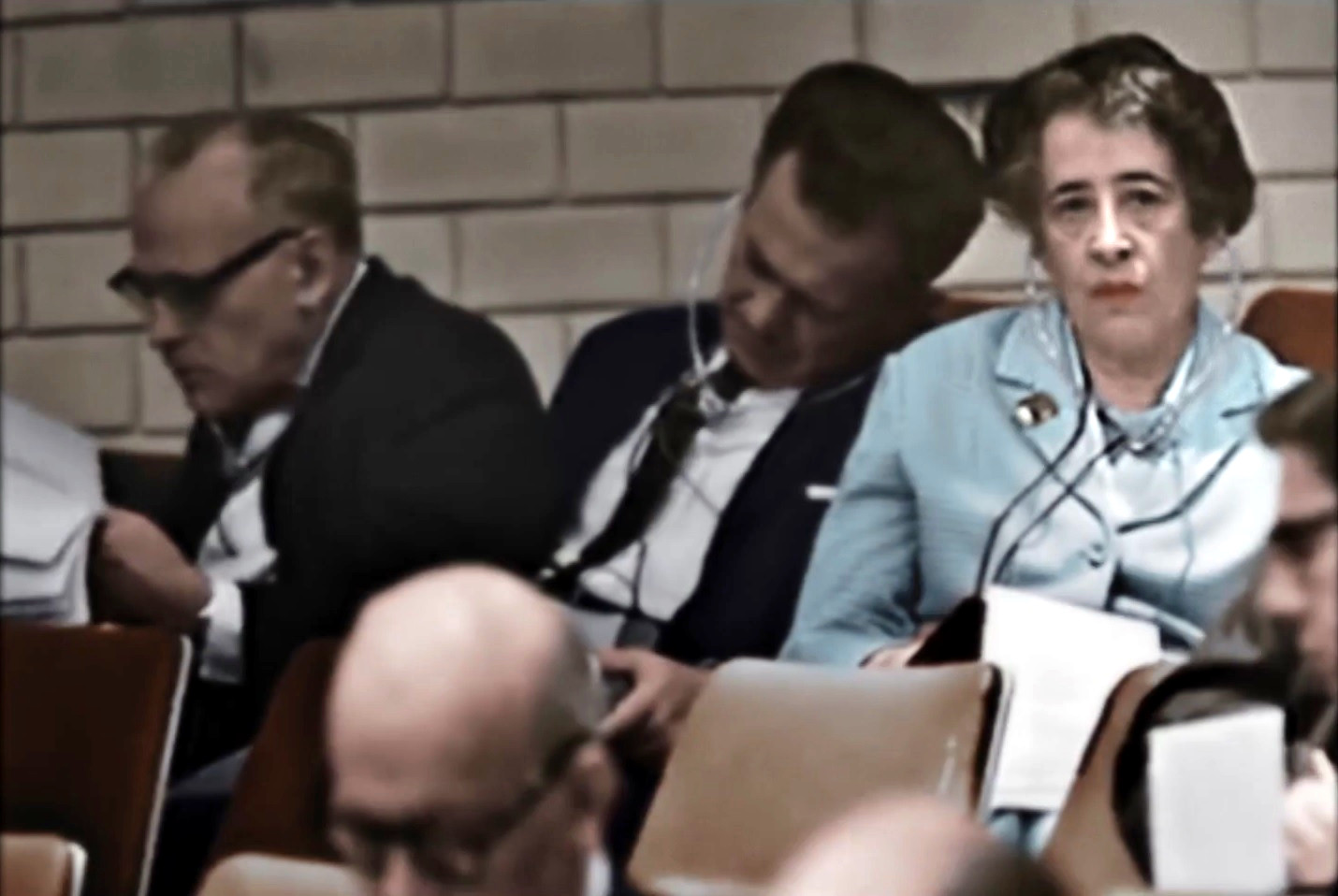
Arendt in Jerusalem

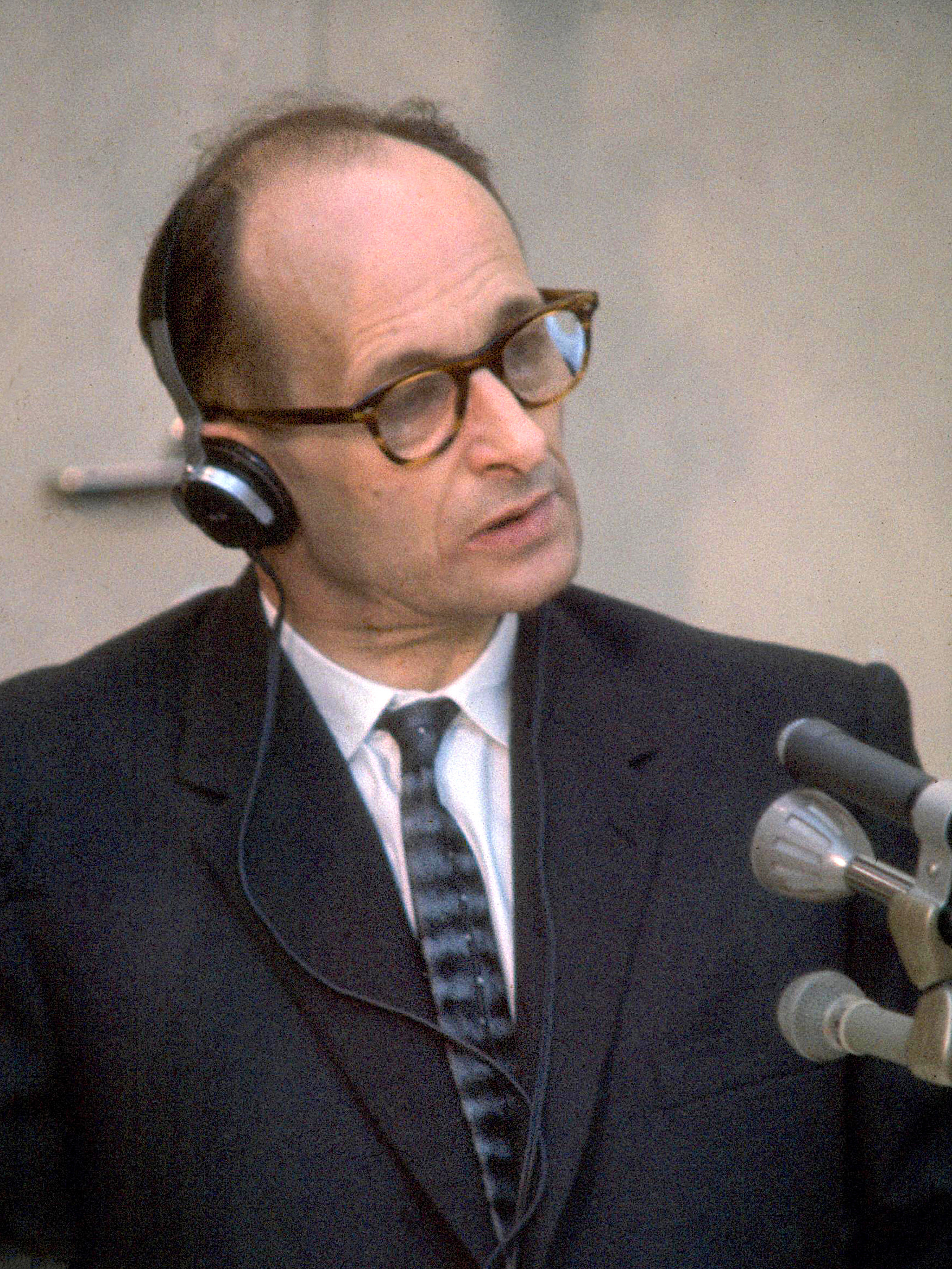
Eichmann vor Gericht 1961

1961 nahm Arendt von April bis Juni als Reporterin der Zeitschrift The New Yorker am Prozess gegen Adolf Eichmann in Jerusalem teil. Daraus gingen zunächst Reportagen hervor und schließlich eines ihrer bekanntesten und damals bis heute sehr umstrittenen Bücher, Eichmann in Jerusalem mit dem Untertitel Ein Bericht von der Banalität des Bösen. Es wurde 1963 zunächst in den USA und kurz darauf in der Bundesrepublik veröffentlicht. Der israelische Geheimdienst hatte Adolf Eichmann 1960 in Argentinien gefasst und nach Jerusalem entführt. Ihre vieldiskutierte Wendung im Hinblick auf Eichmann – „Banalität des Bösen“ – wurde zu einem geflügelten Wort.

„In diesen letzten Minuten war es, als zöge Eichmann selbst das Fazit der langen Lektion in Sachen menschlicher Verruchtheit, der wir beigewohnt hatten – das Fazit von der furchtbaren »Banalität des Bösen«, vor der das Wort versagt und an der das Denken scheitert.“

Um das Werk gab es heftige Kontroversen. Insbesondere der Ausdruck „Banalität“ in Bezug auf einen Massenmörder wurde von verschiedenen Seiten, darunter auch von Hans Jonas, angegriffen.
In der Einleitung zur deutschen Ausgabe 1964 erläutert Arendt ihre Wortwahl: „In dem Bericht kommt die mögliche Banalität des Bösen nur auf der Ebene des Tatsächlichen zur Sprache, als ein Phänomen, das zu übersehen unmöglich war. Eichmann war nicht […] Macbeth […]. Außer einer ganz ungewöhnlichen Beflissenheit, alles zu tun, was seinem Fortkommen dienlich sein konnte, hatte er überhaupt keine Motive.“ Niemals hätte er seinen Vorgesetzten umgebracht. Er sei nicht dumm gewesen, sondern „schier gedankenlos“. Dies habe ihn prädestiniert, zu einem der größten Verbrecher seiner Zeit zu werden. Dies sei „banal“, vielleicht sogar „komisch“. Man könne ihm beim besten Willen keine teuflisch-dämonische Tiefe abgewinnen. Trotzdem sei er nicht alltäglich. „Dass eine solche Realitätsferne und Gedankenlosigkeit in einem mehr Unheil anrichten können als alle die dem Menschen innewohnenden bösen Triebe zusammengenommen, das war in der Tat die Lektion, die man in Jerusalem lernen konnte. Aber es war eine Lektion und weder eine Erklärung des Phänomens noch eine Theorie darüber.“
Häufig wurde ihr vorgehalten, es sei völlig unangemessen, überheblich und für die Opfer verletzend, wenn sie Eichmann „komisch“ oder einen „Hanswurst“ nenne, der ohne Motiv lediglich im Sinne seines persönlichen Aufstiegs gehandelt und im Prozess leere Phrasen von sich gegeben habe. Ihre teilweise ironische Ausdrucksweise stieß großenteils auf Ablehnung. Arendt selbst sprach von ihrer Sprach- und Heimatlosigkeit angesichts des beispiellosen Massenmordes. All dies könne sie nur mit einem Lachen bewältigen.
1969 schrieb sie in einem Brief an Mary McCarthy: „Die Wendung ‚Banalität des Bösen‘ als solche steht im Gegensatz zu der vom ‚radikal Bösen‘ [Kant], die ich [A.] im Totalitarismus-Buch benutze.“
Die Art des Verbrechens war Arendt zufolge nicht einfach kategorisierbar. Was in Auschwitz geschah, sei beispiellos gewesen. Den vom „englischen Imperialismus“ herkommenden Ausdruck „Verwaltungsmassenmord“ hielt sie für der Sache angemessener als den Begriff „Völkermord“. Auch wandte sie sich dagegen, von Verbrechen gegen die Menschlichkeit zu sprechen, und prägte den Terminus Verbrechen gegen die Menschheit. Dazu heißt es in ihrem Buch:

„Das den Nürnberger Prozessen zugrunde liegende Londoner Statut hat […] die »Verbrechen gegen die Menschheit« als »unmenschliche Handlungen« definiert, woraus dann in der deutschen Übersetzung die bekannten »Verbrechen gegen die Menschlichkeit« geworden sind – als hätten es die Nazis lediglich an »Menschlichkeit« fehlen lassen, als sie Millionen in die Gaskammern schickten, wahrhaftig das Understatement des Jahrhunderts.“

In der Einleitung der deutschen Ausgabe gibt Arendt an, dass sie für ihren Bericht „durchgängig »Die Endlösung« von Reitlinger herangezogen“, sich aber vor allem „auf das Werk von Raul Hilberg, »The Destruction of the European Jews«, die ausführlichste und auch fundierteste quellenmäßige Darstellung der Judenpolitik des Dritten Reiches“, verlassen hat. Die Arbeit von Raul Hilberg The Destruction of the European Jews war erst 1961 im Druck erschienen. Als Gutachterin hatte sie Hilbergs Dissertation 1959 noch als unbedeutende Fallstudie beurteilt.
Nach Avner Werner Less, der Eichmann 275 Stunden lang verhört hatte, haben viele Prozessbeobachter und insbesondere Hannah Arendt völlig verkannt, dass Eichmanns Aussagen ein Lügengewebe gewesen seien, um seine eigene bedeutende Rolle in der Judenvernichtung systematisch zu verschleiern. Er sei kein kleiner, armer und unbedeutender Beamter, der nur seine Pflicht tat und blind an Kadavergehorsam glaubte. Eichmanns Verteidigungsstrategie habe darin bestanden, die Richter von der Unwichtigkeit und Geringfügigkeit seiner eigenen Person zu überzeugen. Dies hätten viele Beobachter nicht durchschaut, sondern seine gespielte Rolle naiv für wahr erachtet. Jacob Robinson warf Arendt bereits 1965 vor, mit ihrem Bild von Eichmann als ideologiefreiem, beflissenem Bürokraten dessen antisemitische Weltanschauung zu ignorieren. Insbesondere die sogenannten Sassen-Protokolle, die zum Zeitpunkt des Prozesses in Teilen bekannt waren und auf die sich auch die Anklage im Eichmann-Prozess stützte, seien ein Beweis für Eichmanns fanatischen Antisemitismus. Diese These wird von der aktuellen Arbeit zu Eichmann von Bettina Stangneth gestützt.
Die weitgehende Ablehnung, auf die Arendt mit ihrem Bericht stieß, veranlasste Jaspers zu umfangreichen Aufzeichnungen mit vornehmlich positiver Rezeption von Arendts Arbeiten, die im Marbacher Literaturarchiv unter der Bezeichnung Das Buch Hannah aufbewahrt werden. Seine Absicht, eine Verteidigungsschrift zu veröffentlichen, hat er nicht verwirklicht.

#### Debatte über die Rolle der Judenräte
Neben ihren Überlegungen zur Banalität des Bösen führte auch ihre Darstellung der Rolle der Judenräte im Prozess der Vernichtung zu kontroversen Debatten. Laut Arendt habe Eichmann „Kooperation“ von den Juden verlangt und sie in „wahrhaft erstaunlichem Maße“ erhalten. Auf dem Weg in den Tod hätten die Juden nur wenige Deutsche gesehen. Die Mitglieder der Judenräte hätten von den Nationalsozialisten eine „enorme Macht über Leben und Tod“ bekommen, „so lange, bis sie selbst auch deportiert wurden“. So seien beispielsweise die Transportlisten nach Theresienstadt vom Judenrat zusammengestellt worden.

„Diese Rolle der jüdischen Führer bei der Zerstörung ihres eigenen Volkes ist für Juden zweifellos das dunkelste Kapitel in der ganzen dunklen Geschichte.“

Andererseits sah es Arendt als eine „Wohltat“ an, vor Gericht den „ehemaligen jüdischen Widerstandskämpfern“ zu begegnen. „Ihr Auftreten verjagte das Gespenst einer allseitigen Gefügigkeit.“ In den „Todeslagern“ seien „die direkten Handreichungen zur Vernichtung der Opfer im Allgemeinen von jüdischen Kommandos verrichtet“ worden.

„Das alles war zwar grauenhaft, aber ein moralisches Problem war es nicht. Die Selektion […] der Arbeiter in den Lagern wurde von der SS getroffen, die eine ausgeprägte Vorliebe für kriminelle Elemente hatte. Das moralische Problem sei das Gran [kleines Gewicht] Zusammenarbeit bei der Endlösung gewesen.“

Leo Baeck, einer der wichtigsten Vertreter der Juden in Deutschland, habe geäußert, es sei besser für die Juden gewesen, über ihr Schicksal nicht Bescheid zu wissen, da diese Erwartung des Todes nur noch härter gewesen wäre.
Arendts Ansichten stießen bei vielen jüdischen Organisationen auf vehemente Ablehnung. Demnach hatte sie die Judenräte verkürzt und nicht abgewogen beurteilt. In einer Reaktion auf die Kritik an ihr schrieb Arendt Mary McCarthy am 16. September 1963, sie habe gehört, dass die Anti-Defamation League alle New Yorker Rabbiner per Rundbrief aufgefordert habe, am Neujahrstag (Rosch ha-Schana, 4. Oktober 1963) gegen sie zu predigen. Bei der erfolgreichen politischen Kampagne gehe es darum, ein „Image“ zu schaffen, um das wirkliche Buch zuzudecken. Sie fühle sich machtlos gegenüber der großen Zahl der Kritiker mit Geld, Personal und Verbindungen.
Im Radiointerview mit Joachim Fest am 9. November 1964 bekundete Arendt, dass die Judenräte („natürlich“) Opfer seien. Sie seien deshalb nicht hundertprozentig entschuldigt, „aber selbstverständlich stehen sie auf der anderen Seite, das ist ja offenbar.“
Raul Hilberg distanzierte sich in seinen Unerbetenen Erinnerungen sowohl von Arendts Begriff der Banalität des Bösen als auch von ihrer Analyse der Judenräte. Hilberg zufolge sind diese „nicht nur Werkzeuge der Deutschen, sondern auch ein Instrument der jüdischen Gemeinde“ gewesen.
Gershom Scholem, der mit Arendt seit 1939 in regelmäßigem Briefwechsel stand, äußerte im Juni 1963 eine scharfe Kritik an dem Buch, die – gemeinsam mit Arendts Replik – wenig später mit ihrer Zustimmung veröffentlicht wurde. Hinsichtlich der Judenräte vermisste er ein abgewogenes Urteil. „In den Lagern wurden Menschen entwürdigt und, wie Sie selber sagen, dazu gebracht, an ihrem eigenen Untergang mitzuarbeiten, bei der Hinrichtung ihrer Mitgefangenen zu assistieren und dergleichen. Und deswegen soll die Grenze zwischen Opfern und Verfolgern verwischt sein? Welche Perversität! Und wir sollen da kommen und sagen, die Juden selber hätten ihren ‚Anteil‘ an dem Judenmord.“

#### Persönliche Verantwortung gegen Kollektivschuld
1964 und 1965 hielt Arendt in der Bundesrepublik Deutschland mehrmals einen Vortrag unter dem Titel: Persönliche Verantwortung in der Diktatur. Sie betonte erneut, dass ihre Veröffentlichung über den Eichmann-Prozess lediglich ein „Tatsachenbericht“ gewesen sei. Ihre Kritiker hätten dagegen Probleme der „Moralphilosophie“ diskutiert. Mit Entsetzen habe sie u. a. vernommen: „Jetzt wissen wir, dass in jedem von uns ein Eichmann steckt.“ Der Mensch ist jedoch nach Arendt ein frei handelndes, für seine Taten verantwortliches Wesen. Schuld haben demnach bestimmte Personen auf sich geladen. Die Idee einer Kollektivschuld verwarf sie und bezeichnete es als moralische Verwirrung, dass im Nachkriegsdeutschland die Unschuldigen sich schuldig fühlten, während die meisten Verbrecher keine Reue zeigten.
Sie stellte heraus, der Prozess gegen Eichmann sei korrekt abgelaufen. Seine Einlassung, er sei nur ein Rädchen im großen bürokratischen Apparat gewesen, bezeichnete sie als irrelevant für das juristische Urteilen. Er wurde, so Arendt, mit Recht hingerichtet. Im Nationalsozialismus waren alle Schichten der offiziellen Gesellschaft an den Verbrechen beteiligt. Als Beispiel nennt sie eine Reihe antijüdischer Maßnahmen, die dem Massenmord vorangegangen waren und die in jedem Einzelfall gebilligt worden waren, „bis eine Stufe erreicht war, daß Schlimmeres überhaupt nicht mehr passieren konnte“. Die Taten wurden nicht von „Gangstern, Monstern oder rasenden Sadisten begangen, sondern von den angesehensten Mitgliedern der ehrenwerten Gesellschaft“. Folglich sollten diejenigen, die mitmachten und Befehlen gehorchten, nie gefragt werden: „Warum hast du gehorcht?“, sondern: „Warum hast du Unterstützung geleistet?“
Hannah Arendt wies selbst darauf hin, dass sie diese hohen Anforderungen eventuell nicht erfüllt hätte: „Wer hat je behauptet, dass ich, indem ich ein Unrecht beurteile, unterstelle, selbst unfähig zu sein, es zu begehen?“

#### Späte hebräische Ausgabe
Als im Sommer 2000 in Tel Aviv eine hebräische Ausgabe von Eichmann in Jerusalem als erstes Werk Arendts veröffentlicht wurde, flammte die Diskussion noch einmal auf. Es ging um ihre Kritik an der Prozessführung. Ihr wurde in diesem Zusammenhang grundsätzlicher Antizionismus vorgeworfen.
Außerdem stieß, wie schon bei Erscheinen des Buches, ihre Auffassung über die Rolle der Judenräte und der Begriff der „Banalität des Bösen“ auf Ablehnung.

#### „Wahrheit und Politik“
Auf Grund der zahlreichen negativen Reaktionen auf die Veröffentlichung ihrer Prozessberichte und das daraus entstandene Buch reflektierte Hannah Arendt 1964 in ihrem Essay Wahrheit und Politik, ob es stets richtig sei, die Wahrheit zu sagen, und urteilte über die vielen „Lügen“ hinsichtlich der Tatsachen, die sie berichtet habe. Dieser Text zeigt, wie sie in der US-amerikanischen Fassung von 1967 ausdrücklich anmerkt, dass sie inhaltlich an ihren Ausführungen festhielt und die Methoden ihrer Kontrahenten auch aus der Retrospektive ablehnte. Hauptsächlich handelt der Aufsatz jedoch vom Verhältnis zwischen Philosophie und Politik, von der Beziehung zwischen „Vernunftwahrheit“ und „Tatsachenwahrheit“.

### Lehre an Universitäten und Auszeichnungen
Im Frühjahr 1959 erhielt Hannah Arendt für ein Semester eine Gastprofessur an der renommierten Princeton University. Sie war die erste Frau, die dort lehrte. Von 1963 bis 1967 war sie Professorin an der University of Chicago und von 1967 bis 1975 an der Graduate Faculty der New School for Social Research in New York. Dort befindet sich ein großer Teil ihres Nachlasses.
In den USA wurde sie mit zahlreichen Ehrendoktoraten ausgezeichnet. 1962 wurde sie in die American Academy of Arts and Sciences gewählt, 1964 in die American Academy of Arts and Letters aufgenommen. Auch im westlichen Nachkriegs-Deutschland erhielt sie bedeutende Auszeichnungen: so 1959 den Lessing-Preis der Freien und Hansestadt Hamburg und 1967 den Sigmund-Freud-Preis für wissenschaftliche Prosa der Deutschen Akademie für Sprache und Dichtung in Darmstadt, deren Mitglied sie bereits seit 1958 war. 1969 ehrte die Emerson-Thoreau-Medaille der American Academy ihr Schaffen, ihre Dankesrede ist überliefert. Das Bryn Mawr College in Pennsylvania zeichnete sie 1971 mit dem M. Carey Thomas Prize aus. 1975 wurde ihr der Sonning-Preis der dänischen Regierung für Beiträge zur europäischen Kultur verliehen.

### Entfaltung ihres Denkens in Reden und Essays
Anlässlich der Verleihung des Lessing-Preises äußerte sich Arendt 1959 in ihrer Rede über Lessing Von der Menschlichkeit in finsteren Zeiten zu ihrer „Gesinnung“. Im Sinne Lessings sei Kritik stets das Begreifen und Beurteilen im Interesse der Welt, woraus niemals eine Weltanschauung werden könne, „die sich auf eine mögliche Perspektive festgelegt hat“. Nicht das „Misstrauen“ gegen Aufklärung oder Humanitätsglauben des 18. Jahrhunderts erschwere das Lernen von Lessing, sondern das 19. Jahrhundert stehe mit seiner „Geschichtsbesessenheit“ und „Ideologieverschworenheit“ zwischen uns und Lessing. Ziel sei das freie Denken, mit Intelligenz, Tiefsinn und Mut – „ohne das Gebäude der Tradition“. Eine absolute Wahrheit existiere nicht, da sie sich im Austausch mit anderen sofort in eine „Meinung unter Meinungen“ verwandle und Teil des unendlichen Gesprächs der Menschen sei, in einem Raum, wo es viele Stimmen gibt. Jede einseitige Wahrheit, die auf nur einer Meinung beruht, sei „unmenschlich“.
Kurz vor ihrem Tod betonte sie in ihrer Rede zur Verleihung des Sonning-Preises, wie sehr sie die USA als Rechtsstaat schätze. Es handele sich dabei um die Herrschaft der Gesetze (Verfassung der Vereinigten Staaten) und nicht um diejenige der Menschen. Als US-amerikanische Staatsbürgerin halte sie dennoch an der deutschen Sprache fest. Sie unterstrich, wie wichtig die Rolle Dänemarks im Zweiten Weltkrieg gewesen sei, als es gelang, durch politischen Druck (auch durch den König) und Druck der öffentlichen Meinung die Juden, die sich in Dänemark aufhielten, vor der Deportation durch die Nationalsozialisten zu bewahren. „Nirgendwo sonst war das passiert.“
Politisch sprach sich Arendt auf dem Hintergrund des Ungarn-Aufstands wiederholt für einen Rätegedanken auf der Grundlage der Freiheit des Einzelnen aus, ein staatliches Ideal, wie es auch ihr Ehemann Heinrich Blücher, der 1919 selbst als Spartakist an den Kämpfen während der Novemberrevolution und an der Bildung so genannter Arbeiter- und Soldatenräte beteiligt war, vertreten hat. Sie ging davon aus, dass jeder Mensch zum „Denken“ und damit zur Politik befähigt ist und der politische Raum nicht für Spezialisten reserviert werden darf.
Arendt verfasste, vielfach als Auftragsarbeiten von Zeitschriften, Essays über Zeitgenossen, die durch ihr Leben und ihr politisches oder literarisches Werk Außergewöhnliches geleistet hatten. Sie legte Porträts unterschiedlicher Persönlichkeiten vor, wie das kurz nach Kriegsende herausgekommene über Franz Kafka, wo sie ihn als wahrheitssuchend, auf Menschenrechte in einer kalten, bürokratischen und unwirklich scheinenden Welt bestehend, charakterisierte. Sie konstatierte eine Verbindung zwischen Kafkas Roman Der Prozess und seinen ausweglosen Erfahrungen mit der österreichischen Bürokratie, als er osteuropäischen Juden zu einer Aufenthaltserlaubnis verhelfen wollte. In den zwanziger Jahren sei aber das Wesen der Bürokratie, die sie zuvor als „bösartige bürokratische Maschine“ bezeichnet, in der Öffentlichkeit noch nicht bekannt gewesen, so dass das Entsetzen und der Schrecken unerklärlich schienen. Ein weiterer Essay handelte von Papst Johannes XXIII., den sie unter dem Titel Angelo Giuseppe Roncalli. Der christliche Papst beschrieb. Weitere Darstellungen galten unter anderen der dänischen Schriftstellerin Isak Dinesen (in Deutschland bekannt als Karen Blixen), ihren Freunden Hermann Broch, Walter Benjamin und W. H. Auden sowie Bertolt Brecht, dem Freund ihres Mannes, Robert Gilbert, und der französischen Vertreterin des „Nouveau Roman“, Nathalie Sarraute. Diese Essays erschienen in Anspielung auf das Brechtgedicht An die Nachgeborenen 1968 unter dem Titel Men in Dark Times. 1989 kam die durch weitere Texte ergänzte deutsche Fassung Menschen in finsteren Zeiten heraus.
Darin findet sich auch ihr 1966 zuerst veröffentlichtes Porträt A Heroine of Revolution (deutsch 1968: Rosa Luxemburg). Arendt würdigt die Revolutionärin als unorthodoxe, selbstständig denkende deutsch-jüdische Marxistin polnischer Herkunft. Niemals habe sie zu den „Gläubigen“ gehört, die „Politik als Religionsersatz“ auffassten. Vielmehr habe Luxemburg gewagt, öffentlich Lenin zu kritisieren, insbesondere seine Instrumentalisierung des Krieges für die Revolution, und von den Gefahren „deformierter Revolutionen“ gesprochen: „Was die Frage der Organisation anging, so glaubte sie nicht an einen Sieg, an dem die breite Masse keinen Anteil und kein Mitspracherecht hatte, ja, sie hielt so wenig davon, um jeden Preis die Macht in den Händen zu halten, daß »sie eine deformierte Revolution weit mehr als eine erfolglose fürchtete« – im Grunde der Hauptunterschied zwischen ihr und den Bolschewiken.“ Arendt schließt sich in der Bewertung Luxemburg an, indem sie fragt:

„Hatte sie nicht recht mit ihrem Urteil, daß Lenin völlig im Irrtum war über die von ihm angewandten Mittel und daß die einzige Rettung in der »Schule des öffentlichen Lebens selber lag, in der unumschränktesten, breitesten Demokratie und öffentlichen Meinungsäußerung«, daß der Terror jedermann »demoralisiere« und alles zerstöre?“

Wegen ihrer Eigenwilligkeit sowie der Verachtung für Karrieristen und Statusgläubige stand Luxemburg, hebt die Publizistin hervor, oft am Rande der kommunistischen Bewegung. Als radikale Kriegsgegnerin, Kämpferin für politische Freiheit und eine uneingeschränkte Demokratie zog sie häufig Kritik auf sich. Ihre moralische Haltung beruhte auf dem Ehrenkodex einer kleinen jüdischen und mehrsprachigen intellektuellen Elite der Ostjuden, die sich selbst als Kosmopoliten betrachteten, tatsächlich aber nach Meinung Arendts „vielmehr europäisch“ waren, so dass „ihr Vaterland in Wahrheit Europa war“. Mit Bitterkeit vergleicht die Autorin die Rechtsauffassung der Weimarer Republik und der Bonner Republik von 1962. Zur Zeit der Ermordung Liebknechts und Luxemburgs habe die Regierungsgewalt „praktisch in den Händen der Freikorps“ gelegen. Dennoch wurden der Häscher und der Mörder Rosa Luxemburgs immerhin zu einer – wenn auch geringen – Gefängnisstrafe verurteilt. Hingegen habe die Bonner Regierung die Ermordung von Liebknecht und Luxemburg als eine „Hinrichtung in Übereinstimmung mit den Kriegsgesetzen und somit um einen legalen Vorgang“ verstanden.

### Vergleich von US-amerikanischer und französischer Revolution und Verfassung
In ihrem wie Vita activa auf Vorlesungen beruhenden 1963 erschienenen Buch: On Revolution (dt. Über die Revolution) vergleicht Arendt die Französische mit der Amerikanischen Revolution und stellt auch hier das Politische in den Mittelpunkt ihres Denkens.
Demnach scheiterte die Französische Revolution am Terror Robespierres, der den Versuch gemacht habe, das soziale Elend zu überwinden und eine egalitäre Gesellschaft auf moralischer Grundlage zu schaffen. Die US-amerikanische Revolution konnte dagegen fast ausschließlich politische Ziele verfolgen, weil die soziale Frage nicht so brennend gewesen sei. So war es möglich, eine freie Republik zu bilden, in der der Bürger in öffentlich-politischen Angelegenheiten bei aller Pluralität mit anderen Bürgern gleichberechtigt war.
Philosophischer Fortschrittsglaube dürfe nicht, wie bei der Französischen Revolution, zum Kriterium im politischen Raum werden. Gerade die Umsetzung der philosophischen Ideen habe zur Schreckensherrschaft geführt. In der US-amerikanischen Revolution seien indes die Grundsätze der Antike und daran anschließend diejenigen Montesquieus verwirklicht worden: das Prinzip der Gewaltenteilung oder „Machtteilung“ und das die Macht weiter begrenzende Prinzip des Föderalismus kleiner Republiken mit einer zentralen Gewalt.
Die politische Gemeinschaft der Auswanderer habe einen „Bund“ geschlossen, der aus einem „Akt des Sichaneinanderbindens“ bestehe.

„Die politische Gemeinschaft, die auf Grund dieses ‚Bundes‘ entsteht, enthält die Quelle für die Macht, die allen denen zufließt, die ihm angehören und die außerhalb der politischen Gemeinschaft zur Ohnmacht verurteilt wären. Im Gegensatz hierzu erwirbt der Staat, der aus der Zustimmung der Untertanen entsteht, ein Machtmonopol, das außerhalb des Zugriffs der Beherrschten steht, die aus dieser politischen Ohnmacht nur heraustreten können, wenn sie beschließen, den Staatsapparat zu brechen.“

Die Unabhängigkeitserklärung der Vereinigten Staaten von 1776 hat laut Arendt diesem Grundsatz der Freiheit im Rahmen einer Verfassung der Vereinigten Staaten entsprochen, während die französische Verfassung von 1791 auf der Grundlage eines zentralistisch organisierten Nationalstaates entstand, der die Bürger nicht mit mehr, sondern mit weniger Macht ausstattete. Somit ist die Französische Revolution aus der absolutistischen Monarchie, die US-amerikanische jedoch aus einer „begrenzten Monarchie“ hervorgegangen. Daher sei in Frankreich nunmehr der „Wille der Nation die Quelle der Gesetze“, während in den Vereinigten Staaten im Anschluss an Montesquieu die Regierungsgewalt durch Gesetze beschränkt worden sei.

### Zu Fragen der Ethik
Arendt postuliert, dass die Menschen von Natur aus weder gut noch böse sind. Allein das Individuum trägt ihrer Auffassung nach die Verantwortung für seine Taten. Daher müssen Verbrechen, aber auch politische „Lügen“ geahndet werden. In Staaten mit einer Verfassung, die das politische Leben regelt, sei es für den Einzelnen leichter, sich nach „moralischen Maßstäben“ zu verhalten, als in „finsteren Zeiten“. Umso schwerwiegender sei das Denken, Urteilen und Handeln gerade in nichtdemokratischen Herrschaftsformen.
Menschen, die sich politisch interaktiv auf der Grundlage persönlicher Wahrhaftigkeit bewähren, handeln nicht unbedingt moralisch in Bezug auf den privaten Bereich. Sie lehnt den Rückgriff auf Transzendenz oder Gewissen zur Begründung von Moral ab, da sie davon überzeugt ist, dass auf diesen Wegen erzeugte Werte manipulierbar sind. Für sie ist die totale Herrschaft ein System, in dem der bisherige Moralkodex umgedeutet wird.

„Denn so wie Hitlers ‚Endlösung‘ in Wirklichkeit bedeutete, dass die Elite der Nazipartei auf das Gebot ‚Du sollst töten‘ verpflichtet wurde, so erklärte Stalins Verlautbarung das ‚Du sollst falsches Zeugnis reden‘ zur Verhaltensregel für alle Mitglieder der bolschewistischen Partei.“

Diejenigen, die im Nationalsozialismus nicht kollaborierten, stellten sich die Frage, inwiefern sie mit sich selbst in Frieden leben könnten, wenn sie bestimmte Taten begangen hätten. Dabei verlief die Trennungslinie quer zu allen sozialen, kulturellen und bildungsmäßigen Unterschieden. Festzustellen war der totale Zusammenbruch der „ehrenwerten Gesellschaft“.
Sie zitiert Kants Kategorischen Imperativ und stellt den Egoismus den Anforderungen des Gemeinwesens gegenüber. Dabei entwickelt sie die Vorstellung einer gemeinschaftlichen Ethik, die immer wieder neu ausgehandelt werden muss. Den Philosophen lastet Arendt an, sie hätten sich zu wenig mit der Pluralität der Menschen auseinandergesetzt. Darüber hinaus gebe es eine Art von Feindseligkeit der meisten Philosophen gegen alle Politik. Im Gegensatz zu anderen Denkern sieht Arendt auch nach der Zeit des Totalitarismus eine Hoffnung für die Welt durch jeden Menschen, der geboren wird und einen Neuanfang machen kann.
Die Schlechtigkeit, d. h. das Böse betrachtet sie als ein Phänomen mangelnder Urteilskraft. Der Mensch ist – auch im Verbrechen – immer auf andere bezogen, entwickelt einen Willen, der mit dem Willen anderer konfrontiert wird, und muss seine Taten reflektieren, sonst wird er zum Getriebenen.
In ihrer postum veröffentlichten, 1965 gehaltenen Vorlesung Über das Böse beschäftigt sich Arendt mit einer facettenreichen Definition des Bösen, die das Besondere des Nationalsozialismus mit seinen Vernichtungslagern wie auch das „universal Böse“ (Kant) umfasst.

### Veröffentlichungen, Auftritte in der Öffentlichkeit, Eintreten für Freiheit und Rechtsstaatlichkeit
Arendts Bücher und Aufsätze sind teilweise in unterschiedlichen Fassungen in englischer und in deutscher Sprache erschienen. Dies trifft z. B. auf Elemente und Ursprünge totaler Herrschaft (1951, 1955) und auf Macht und Gewalt (1970) zu. Einige ihrer Texte übersetzte sie selbst und verbesserte sie dabei, andere wurden von professionellen Übersetzern übertragen und danach von Arendt korrigiert. Ihre Freundin Mary McCarthy hat ein paar ihrer in englischer Sprache verfassten Werke gegengelesen. Teilweise gab es vor dem Erscheinen vorbereitende Artikel in Zeitschriften, vor allem in den USA, der Bundesrepublik Deutschland und in Frankreich. Auch in ihren Vorlesungen griff sie Themen ihrer späteren Veröffentlichungen auf, besprach Passagen vor dem Erscheinen mit ihren Studenten, ebenso in der Korrespondenz. Die Einträge in ihr sogenanntes Denktagebuch korrespondieren mit ihren Veröffentlichungen. Vorträge, Interviews, die Teilnahme an Tagungen und Diskussionsveranstaltungen, insbesondere in den USA und der Bundesrepublik Deutschland, dienten der Verbreitung ihrer Gedanken.
Die Ausdrucksweise Hannah Arendts ist rational und nüchtern. Häufig benutzt sie Begriffe mit anderer als der in der Umgangs- oder Wissenschaftssprache üblichen Bedeutung. Zuweilen kehrt sie gängige Verständnisse in ihr Gegenteil. Ihre Thesen erläutert sie klar und direkt.
Zeit ihres Lebens scheute Hannah Arendt persönliche Auftritte in der Öffentlichkeit. Dies äußerte sie zuletzt in ihrer Rede zur Verleihung des Sonning-Preises in Dänemark kurz vor ihrem Tod. Heinrich Blücher schrieb sie dazu bereits 1955: „Kein Erfolg hilft mir über das Unglück ‚im öffentlichen Leben‘ zu stehen, hinweg […] Was ich nicht schaffen kann, ist das "auf dem Präsentierteller"-Stehen und auf ihm dauernd [zu] verbleiben.“ Sie machte einen „radikalen“ Unterschied zwischen „privat und öffentlich.“
Ihre Briefwechsel, in denen sie bisweilen harte Urteile über Zeitgenossen fällte, zählte sie wohl zum Privatleben. Während die Korrespondenz mit Jaspers, Blücher, McCarthy, Blumenfeld, Johnson und Scholem fast vollständig veröffentlicht werden konnte, fehlen zahlreiche Arendt-Briefe an Heidegger und Broch. Einige ihrer Briefe an andere Freunde sind bisher noch unveröffentlicht.
Als Karl Jaspers 1958 den Friedenspreis des Deutschen Buchhandels erhielt, hatte Arendt vor der Laudatio auf ihn zunächst wegen ihrer engen Freundschaft – vielleicht auch wegen ihrer Freundschaft mit Heidegger – Skrupel, die Festrede zu halten. Jaspers bat jedoch darum. Bei dieser Gelegenheit setzte sie sich mit den Vorstellungen von „Öffentlichkeit“, „Person“ und „Werk“ auseinander: Nach Cicero wird mit einer Laudatio die „Würde eines Menschen“ in der „Öffentlichkeit“ und nicht nur von Fachkollegen gefeiert. In der modernen Zeit sei indessen das „Vorurteil“ verbreitet, dass nur „das Werk“ in die Öffentlichkeit gehöre. Aus Arendts Sicht geht zwar der „Arbeitsprozess“ die Öffentlichkeit nichts an, aber in Werken, welche nicht rein akademisch sind, sondern Resultate „lebendigen Handelns und Sprechens“, erscheine eine „Personhaftigkeit“, die römische „humanitas“, die Kant und Jaspers „Humanität“ nennen. Diese Humanität könne nur erreichen, wer seine Person und das damit verbundene Werk „dem Wagnis der Öffentlichkeit“ aussetze.
Jaspers habe sich über den akademischen Raum hinaus in der Öffentlichkeit nicht nur philosophisch, sondern auch politisch geäußert. Als Einzelperson habe er den freien Austausch mit anderen gesucht. Nur so sei es möglich, „vernünftig“ zu sein. Der Preisträger habe damit zur „Existenzerhellung“ auch in Zeiten der Gewaltherrschaft beigetragen, nicht als Vertreter Deutschlands, sondern der Vernunft. Arendt vertritt die Vorstellung einer geistig-freiheitlichen Person, wenn sie abschließend sagt: „Es ist das Reich der «humanitas», zu dem ein jeder kommen kann aus dem ihm eigenen Ursprung. Diejenigen, die in es eintreten, erkennen sich.“
Bei der Gedenkfeier der Universität Basel zum Tode von Karl Jaspers im März 1969 kam sie auf dieses Thema zurück: Jaspers habe in seinem Leben exemplarisch die „Dreieinigkeit“ von Vernunft, Freiheit und Kommunikation dargestellt.
Hannah Arendt verstand sich nie als Marxistin. Sie betonte vielmehr ihr Herkommen aus der Philosophie. Dennoch bescheinigte sie Marx anders als den anderen „Ideologen“ des 19. Jahrhunderts „Mut“ und „Gerechtigkeitssinn“ und schätzte seine Analysen und ihn selbst als „Rebellen und Revolutionär“. Die „Fiktion“ des Kommunismus lehnte sie aber ab, weil ihr jeder Bezug zu utopischem Denken fehle. Die Begriffe „links“ und „rechts“ als politische Kategorien kommen in ihrem Werk nicht vor.
Sie legte den Schwerpunkt ihrer Analysen auf politische Weltanschauungen und Ideologien als Grundlagen für Staaten, die sie danach beurteilte, wie viel politische Freiheit und Rechtsstaatlichkeit dem Einzelnen in der Öffentlichkeit und insbesondere in der Politik zugestanden werden oder er sich mit anderen erkämpfen kann. In einem Brief an Johnson heißt es dementsprechend 1972, von der Freiheit halte sie mehr als von Sozialismus oder Kapitalismus.
Sie differenzierte lediglich zwischen drei Herrschaftsformen: der Demokratie, der Republik oder Räterepublik u. Ä. als unterschiedlich freiheitlichen Systemen und der Diktatur bzw. „Tyrannis“ als „normalen“ Unterdrückungsregimes und der „totalen Herrschaft“.

### Beziehungen und Freundschaften

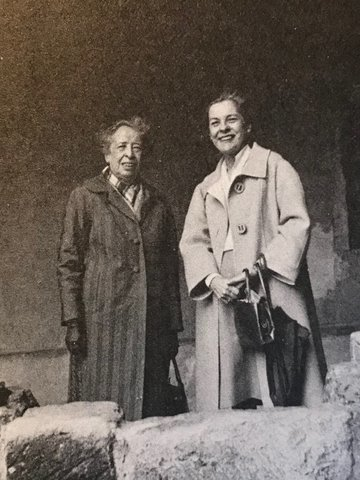
Hannah Arendt mit Mary McCarthy

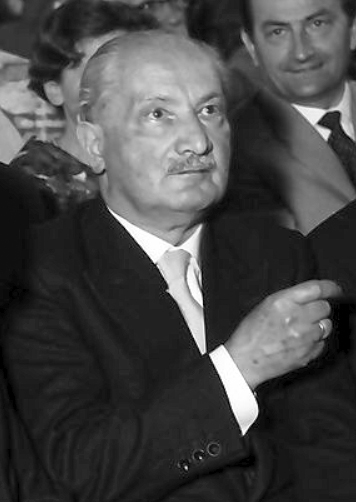
Martin Heidegger (1960)

Freundschaften spielten eine sehr große Rolle in Hannah Arendts Leben. Neben ihrer engen Partnerschaft mit ihrem Ehemann Heinrich Blücher, der 1970 starb, pflegte sie geistig intensive Freundschaften u. a. mit Mary McCarthy, Dolf Sternberger, Kurt Blumenfeld, Uwe Johnson, sowie vor allem mit Karl Jaspers und auch bis zuletzt mit Martin Heidegger. Jedoch hatte letztere einen besonderen Charakter. Während sie sich mehrmals abfällig über Heidegger als Menschen äußerte, beispielsweise im Brief an Jaspers vom 29. September 1949 und in den Briefen an Blücher vom 3. Januar 1950 und vom 26. Oktober 1959, betrachtete sie ihn und Karl Jaspers als die größten zeitgenössischen Philosophen.
1950 hatte Arendt die Beziehung zu Heidegger wieder aufleben lassen, allerdings blieb diese zeitlebens ambivalent. Gegenüber Blumenfeld zeigte sie sich Ende 1957 beeindruckt von Heideggers Arbeit über Identität und Differenz, gleichzeitig machte sie sich über seinen Stil lustig: „Er zitiert sich selbst und interpretiert sich, als ob es ein Text aus der Bibel sei.“
Von ihrem philosophischen Hauptwerk Vita activa schickte sie Heidegger ein Exemplar mit der Bemerkung, wenn es zwischen ihnen je mit rechten Dingen zugegangen wäre, hätte sie ihm das Buch gewidmet:

„Du wirst sehen, daß das Buch keine Widmung trägt. Wäre es zwischen uns je mit rechten Dingen zugegangen – ich meine zwischen, also weder Dich noch mich -, so hätte ich Dich gefragt, ob ich es Dir widmen darf; es ist unmittelbar aus den ersten Marburger Tagen entstanden und schuldet Dir in jeder Beziehung so ziemlich alles.“

Er antwortete darauf nicht und brach den Kontakt für einige Zeit ab. Enttäuscht schrieb sie im November 1961 an Jaspers:

„Ich weiß, daß es ihm [Heidegger] unerträglich ist, daß mein Name in der Öffentlichkeit erscheint, daß ich Bücher schreibe, etc. Ich habe ihm gegenüber mein Leben lang gleichsam geschwindelt, immer so getan, als ob all dies nicht existiert und als ob ich sozusagen nicht bis drei zählen kann, es sei denn in der Interpretation seiner eigenen Sachen“, da sei es ihm willkommen, dass sie sogar bis vier zählen könne. „Nun war mir das Schwindeln plötzlich zu langweilig geworden, und ich habe eins auf die Nase gekriegt.“

In keiner seiner bekannten Schriften hat Heidegger auf die Arbeiten Hannah Arendts Bezug genommen.
Anlässlich von Heideggers 80. Geburtstag hielt sie im Herbst 1969, bereits nach Jaspers’ Tod, einen Vortrag im Bayerischen Rundfunk, in dem sie ausführte: „Wir, die wir die Denker ehren wollen, wenn auch unser Wohnsitz mitten in der Welt liegt, können schwerlich umhin, es auffallend und vielleicht ärgerlich zu finden, daß Plato wie Heidegger, als sie sich auf die menschlichen Angelegenheiten einließen, ihre Zuflucht zu Tyrannen und Führern nahmen.“ Diese Vorliebe nennt sie eine „déformation professionnelle“. „Denn die Neigung zum Tyrannischen läßt sich theoretisch bei fast allen großen Denkern nachweisen (Kant ist die große Ausnahme).“ Heidegger zitierend, fährt sie fort: nur sehr wenige verfügten über das Vermögen, „vor dem Einfachen zu erstaunen und […] dieses Erstaunen als Wohnsitz anzunehmen. […] Bei diesen wenigen ist es letztlich gleichgültig, wohin die Stürme ihres Jahrhunderts sie verschlagen mögen. Denn der Sturm, der durch das Denken Heideggers zieht – wie der, welcher uns nach Jahrtausenden noch aus dem Werk Platos entgegenweht – stammt nicht aus dem Jahrhundert. Er kommt aus dem Uralten, und was er hinterlässt, ist ein Vollendetes, das, wie alles Vollendete, heimfällt zum Uralten.“
Diese Passage hätte sie wohl nicht zu Lebzeiten Karl Jaspers’, der sich immer als Demokrat verstanden hatte, verfasst.
Sowohl die Veröffentlichung einiger Werke Jaspers’ als auch Heideggers in den USA unterstützte Hannah Arendt tatkräftig. Sie suchte Verlage, teilweise beaufsichtigte sie die Übersetzungen und gab die US-amerikanische Ausgabe von Die großen Philosophen heraus. In der jeweiligen Korrespondenz wird die Hilfe wiederholt thematisiert. Beide waren sehr an der Verbreitung ihrer Arbeiten in den Vereinigten Staaten interessiert und bedankten sich bei ihr.

### „Denktagebuch“
Hauptsächlich 1950 bis 1960 und weniger intensiv und stringent 1963 bis 1970 führte Hannah Arendt handschriftlich auf Deutsch – abgesehen von Originalzitaten auf Griechisch, Lateinisch, Englisch und Französisch und dem letzten Teil, in dem sie vor allem in englischer Sprache schreibt – ein von ihr gegenüber ihrer Freundin und späteren Nachlassverwalterin, der Germanistin Lotte Köhler, so bezeichnetes Denktagebuch. Sie setzt sich in 28 Heften, nach Jahren und Monaten geordnet, mit zahlreichen Philosophen und politischen Denkern auseinander. Der Schwerpunkt liegt dabei auf der griechischen Antike. Sie behandelt aber auch Denker der Römerzeit, des Mittelalters und besonders zahlreich solche der Neuzeit.
Durchgehend debattiert sie die Philosophie und das politische Denken Platons (anhand seiner Originalbegriffe), betrachtet sie in der Tradition Aristoteles’ und Heideggers kritisch. Häufig befasst sie sich mit Kant, Heidegger und Marx (vor allem mit dessen Arbeitsbegriff), aber auch mit Nietzsche, Hegel und mit vielen anderen politischen Denkern. Hinzu kommen in geringerem Maße Dichter wie Hölderlin, Dickinson, Goethe, Rilke, Dostojewski, Kafka u. a.; außerdem notiert sie einige eigene (zu Lebzeiten unveröffentlichte) Gedichte und äußert sich nur hier zu Freundschaft, Liebe und Leidenschaft. Überdies stellt sie Reflexionen über die Sprache an.

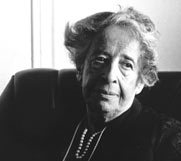
Hannah Arendt, 1975

Vor diesem Hintergrund entwickelt Arendt im inneren Dialog mit sich selbst ihre eigenen Begriffe, wie beispielsweise die „Gebürtlichkeit“, die „Pluralität“ und das „Zwischen“. Allgemein gebräuchliche Begriffe benutzt sie mit spezieller Bedeutung: so z. B. das Politische, die Freiheit, das Arbeiten, das Herstellen, das Denken, das Handeln, das Urteilen, das Böse, die Macht, die Gewalt, die Wahrheit, die Lüge und die Ideologie. Weiterhin denkt sie über Geschichte, Politik und deutlich weniger über Gesellschaft sowie über Geschichts-, Politik- und Gesellschaftswissenschaften nach und stellt religionsbezogene Überlegungen an. Ihre kurzen, klar strukturierten Eintragungen, jeweils zu einem Thema, bilden eine der Grundlagen für ihre schriftlichen und mündlichen öffentlichen und privaten überlieferten Äußerungen. Unter dem Titel Denktagebuch wurden ihre Aufzeichnungen 2002 zusammen mit einem undatierten (ca. 1964 entstandenen) kleinen Heft über Kant in den USA und in Deutschland herausgebracht.

### Alter und Tod

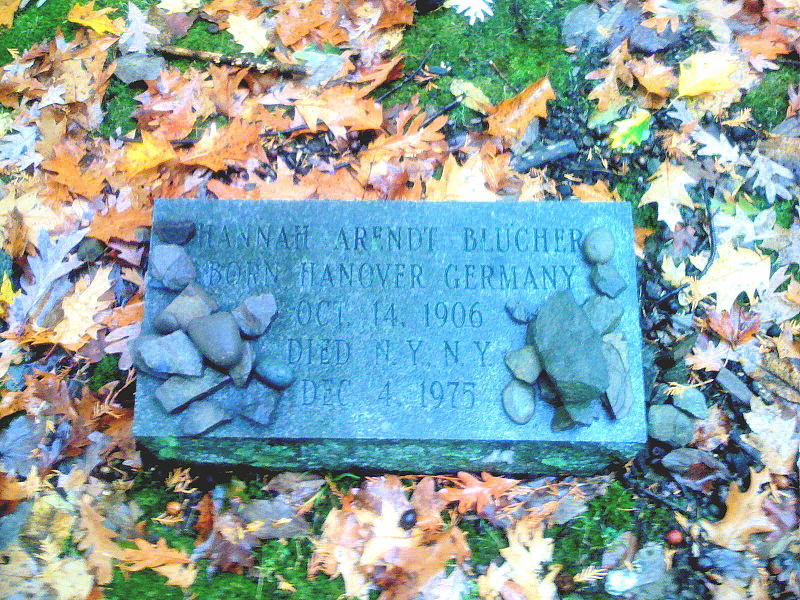
Grabstein am Bard College in Annandale-on-Hudson, New York

Hannah Arendt hinterließ kein „Alterswerk“. Sie entfaltete vielmehr stetig ihr politisches Denken und zeigte häufig Zivilcourage. Tiefe Brüche gab es dabei nicht. Trotz der äußeren Umwälzungen, vor allem durch das Auftreten des Totalitarismus, ist ihr Gesamtwerk in sich geschlossen und birgt nur wenige grundsätzliche Korrekturen. So hat sie – auf der Grundlage des Kantschen Begriffs vom „radikal Bösen“, den sie zunächst übernommen hatte – 1961 die These von der „Banalität des Bösen“ aufgestellt und später trotz jahrelanger Anfeindungen verteidigt.
In ihren Briefen spricht sie den Wunsch aus, bis zu ihrem Tod leistungsfähig zu bleiben. Nach einem ersten Herzinfarkt 1974 nahm sie ihr Schreiben und ihre Lehrtätigkeit wieder auf. Am 4. Dezember 1975 erlitt sie in Anwesenheit von Freunden einen zweiten, tödlichen Herzinfarkt in ihrem Arbeitszimmer, 370 Riverside Drive, Manhattan. Grabreden hielten u. a. ihr alter Freund Hans Jonas und Vertreter ihrer Studenten. Die Asche von Hannah Arendt wurde neben der ihres Mannes Heinrich Blücher auf dem Friedhof des Bard College, Dutchess County, New York beigesetzt.

## Hauptwerke

### „Rahel Varnhagen. Lebensgeschichte einer deutschen Jüdin aus der Romantik“
Das Manuskript für ihr großes Jugendwerk über Rahel Varnhagen hatte Arendt bereits 1931 bis Anfang 1933 in Berlin verfasst. Die zwei letzten Kapitel zu ihrer Theorie über Paria und Parvenü entstanden im Exil in Paris 1938. Das Werk erschien erst 1958 mit einem aktuellen Vorwort in englischer Sprache, aus dem Deutschen übersetzt, herausgegeben vom Leo Baeck Institut. Die deutsche Fassung kam 1959 auf den Markt. Es stützt sich auf veröffentlichte und unveröffentlichte Briefe sowie Tagebuchaufzeichnungen, die Arendt z. T. erstmals auswertete.
Die Autorin bezeichnet ihr Werk Jaspers gegenüber als „Frauenbuch“ und im Vorwort als einen Beitrag zur Geschichte der deutschen Juden. Am Beispiel ihrer 1771 geborenen Protagonistin zeigt sie den am zunehmenden gesellschaftlichen Antisemitismus gescheiterten Assimilationsversuch von wohlhabenden und gebildeten Juden im 19. Jahrhundert.
Aufgeklärt und auf Vernunft gestützt, war es Rahel Levin gelungen, in Berlin einen eigenen literarischen Salon zu führen und damit gleichberechtigten Umgang mit Literaten, Wissenschaftlern und Philosophen zu pflegen, nicht aber Eingang in die deutsche Standesgesellschaft zu finden. Um in den Adel oder wenigstens in die höhere Gesellschaft aufzusteigen, versuchte Rahel mehrmals vergeblich, ihr Judentum durch eine Ehe zu überwinden. Dies scheiterte zweimal an ihrer jüdischen Herkunft und einmal an den Vorstellungen über die Unterordnung der Frau unter den Mann. Nach diesen Erfahrungen beschloss sie, den Nachnamen Robert anzunehmen, um die Trennung von der jüdischen Identität auch äußerlich sichtbar zu machen.

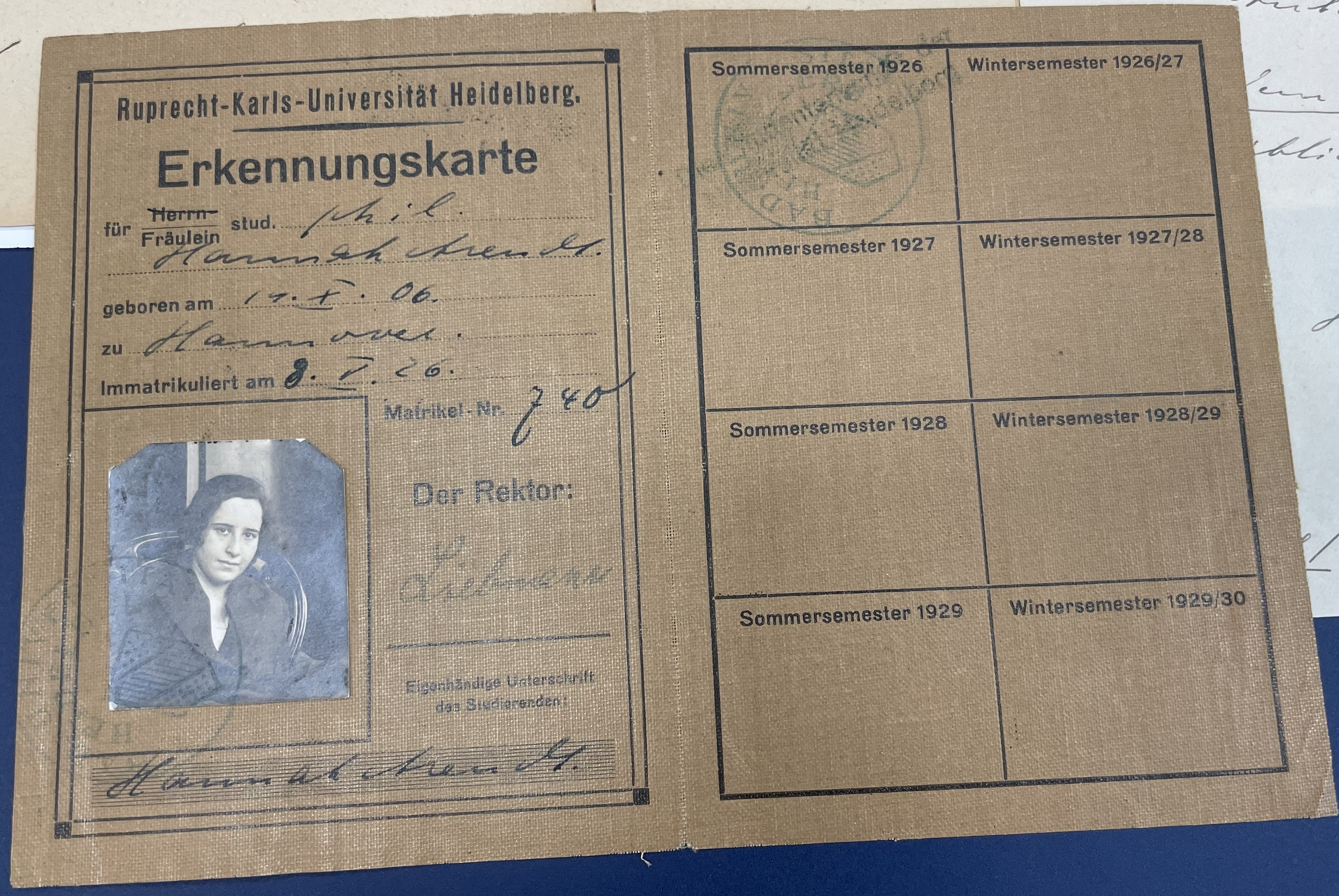
Erkennungskarte, Sommersemester 1926

Anfang des 19. Jahrhunderts erschien die erste moderne „Hetzbroschüre“ Wider die Juden, der eine Welle von Antisemitismus folgte. 1806 wurde der Salon infolge des Einmarsches Napoleons geschlossen. Die neuen Berliner Salons ab 1809 beschreibt Arendt als eher politisch-literarische Zirkel, vom Adel dominiert und patriotisch geprägt mit Statuten, die Frauen, Franzosen, Philistern und Juden den Zutritt verboten.
Rahel versuchte nunmehr sogar, eine philosophische Form des Nationalismus von Fichte zu übernehmen, um „dazuzugehören“. Dies konnte ihr, so Arendt, nicht gelingen, „denn der patriotische Antisemitismus, dem auch Fichte nicht fernstand, vergiftete alle Beziehungen zwischen Juden und Nichtjuden“.
Endlich lernte sie 1808 Karl August Varnhagen von Ense kennen, ließ sich 1814 seinetwegen taufen und kam durch die späte Heirat der ersehnten Assimilation näher.
Schon 1815 etablierte sich der Antisemitismus erneut offen und stark. 1819 kam es in Preußen zu Pogromen. Durch beruflichen Aufstieg, einen Adelstitel und steigenden Wohlstand verkehrte August von Varnhagen nunmehr mit den Honoratioren der Gesellschaft. Rahel hatte ihr Ziel erreicht. Sie war „dumm“ und „überschwenglich glücklich“, urteilt Arendt, „daß man ihr gnädigst erlaubt mitzutun“. Trotzdem blieb Rahels Haltung zwiespältig. Sie fühlte sich weiterhin „fremd“ in einer judenfeindlichen Gesellschaft und beklagte sich, dass Frauen am Stand des Mannes und des Sohnes gemessen werden und vielfach nicht als Menschen mit Geist betrachtet werden.
Arendt versteht unter einem Parvenü einen Menschen, der sich in eine Gesellschaft „hineinschwindelt“, in die er nicht gehört. Arendt zufolge ist es dieses Lügen, das Rahel und ihr Mann perfekt beherrschen. Sie bezeichnet ihn als Parvenu, während sie Rahel als Person zwischen Paria und Parvenu kennzeichnet, da ihr das Schwindeln und Heucheln für den Aufstieg mehr und mehr als Lüge und Last erschienen.
Von 1821 bis 1832 führte Rahel von Varnhagen ihren zweiten Salon wiederum mit illustren Gästen. Doch dieser literarische Kreis blieb – mehr noch als der erste – nur eine Illusion der Gemeinsamkeit und der Integration. Außerhalb des Salons blieben die Varnhagens isoliert und erhielten keine Einladungen zu den angestrebten Kreisen. Daraus schließt Arendt: In einer im Großen und Ganzen judenfeindlichen Gesellschaft können sich Juden nur assimilieren, wenn sie sich an den Antisemitismus assimilieren.
Auch assimilierte Juden in Europa waren demnach Außenseiter, also Parias geblieben, weil sie meistens von großen Teilen des Adels und vor allem vom Bürgertum nicht anerkannt wurden. Zwar konnten Wohlhabende in die Rolle des Parvenüs wechseln; dies war jedoch mit Lüge, Untertanengeist und Heuchelei erkauft. Den Status des unbeliebten Außenseiters konnten sie dadurch nicht überwinden. Einige der Parias wurden zu Rebellen und behielten auf diese Weise ihre Identität bei.
Rahel strebte, so Arendt, bis kurz vor ihrem Tod die vollständige Eingliederung in die Gesellschaft als Person an. Erst am Lebensende nahm sie eine klare Haltung ein, war wieder Jüdin und Paria geworden. Nunmehr sah sie die Realität des Antisemitismus klar. Als Anhängerin Saint-Simons forderte sie Gleichheit und Rechte ohne Berücksichtigung der Herkunft.

### „Elemente und Ursprünge totaler Herrschaft“
Im ersten Teil ihres fast 1000 Seiten umfassenden Hauptwerkes, das 1951 zunächst in den USA und 1955 in der Bundesrepublik Deutschland veröffentlicht wurde, rekonstruiert Arendt die Entwicklung des Antisemitismus im 18. und 19. Jahrhundert, im zweiten Teil den Verlauf und die Funktionsweise des Rassismus und des Imperialismus im 19. und frühen 20. Jahrhundert bis zum Nationalsozialismus. Schließlich beschreibt sie im dritten Teil die beiden Formen totaler Herrschaft – Nationalsozialismus und Stalinismus – vor dem Hintergrund ihrer These der wachsenden Zerstörung des politischen Raums durch die Entfremdung des Individuums in der Massengesellschaft.

#### Antisemitismus, Imperialismus und totale Herrschaft
Arendt verwirft alle Ideologien des 19. Jahrhunderts, wie die bürgerliche Wissenschaftsgläubigkeit, z. B. des Darwinismus. Aber auch den Idealismus lehnt sie als Ursprung des nationalsozialistischen „Gesetzes der Natur“ ab. Ebenso steht sie dem geschichtsphilosophischen Fortschrittsoptimismus, der sich beispielsweise im Marxismus zeigt, und pessimistischen Geschichtsauffassungen kritisch gegenüber, da sie sich von allen Vorstellungen linearer Entwicklung abgrenzt und stattdessen von der Möglichkeit eines Neuanfangs oder des Scheiterns einer jeden neuen Generation überzeugt ist.
Der Antisemitismus wurde im 18. und 19. Jahrhundert zu einer an den Nationalismus gebundenen irrationalen Ideologie. Eine besondere Bedeutung für die Entwicklung dieser national-völkischen Ideologie sieht Arendt im Imperialismus, den sie mit Bezug auf die Imperialismustheorie Rosa Luxemburgs als Grundlage für die weitere Entwicklung des Antisemitismus und des Rassismus untersucht. Während der „nationale“ Antisemitismus den Ausschluss der Juden aus der Nation fordere, gehe es dem „imperialistischen“ Antisemitismus nationenübergreifend um die Vernichtung der Juden.
Der Imperialismus zersetze die politischen Räume der Gesellschaft, indem er in der Innen- und Außenpolitik Hindernisse beseitige, die die Expansion des Kapitals stören. Arendt erweitert den marxistischen Imperialismusbegriff um die Dimension des Rassismus und kritisiert die Reduzierung der Auseinandersetzungen mit dem Kapitalismus auf die rein ökonomischen Fragen. Die politische Triebfeder des Imperialismus sei der Versuch, die Menschheit in „Herren- und Sklavenrassen“, in „Schwarze und Weiße“ einzuteilen.
Im Zuge ihrer Welteroberungspolitik haben totalitäre Regierungen die Gruppen von Flüchtlingen und Staatenlosen stark vermehrt und sich bemüht, ihre rechtlichen und moralischen Positionen zu zerstören, um die Nationalstaaten von innen her zu zersetzen.

„Wen immer die Verfolger als Auswurf der Menschheit aus dem Lande jagten – Juden, Trotzkisten und so weiter –, wurde überall auch als Auswurf der Menschheit empfangen, und wen sie für unerwünscht und lästig erklärt hatten, wurde zum lästigen Ausländer, wo immer er hinkam.“

Die Frage, warum die Juden als Opfer ausgewählt wurden, beschäftigt die politische Denkerin durchgehend. Bereits in der Einleitung kritisiert sie Historiker, die das Bild vom „ewigen Juden“, den ewigen natürlichen Antisemitismus nicht hinterfragen oder die Sündenbockthese sowie die „Ventiltheorie“ als Erklärung für die nationalsozialistische Judenvernichtung verbreiten.
„Wenn es wahr ist, daß die Menschheit immer darauf bestanden hat, Juden zu ermorden, dann ist Judenmord eine normale, menschliche Betätigung und Judenhaß eine Reaktion, die man noch nicht einmal zu rechtfertigen braucht.“ Tatsächlich sei jedoch nichts so „grauenhaft einprägsam“ wie die vollkommene Unschuld aller, die in der „Terrormaschine“ gefangen wurden.

#### Abgrenzung und Charakterisierung der totalen Herrschaft
Den Begriff der totalen Herrschaft grenzt Arendt ein auf den Nationalsozialismus, endend mit Hitlers Tod, und das System des Stalinismus, das sie von 1929 an bis zu Stalins Tod 1953 in der Sowjetunion verwirklicht sieht. Es handelt sich ihrer Auffassung nach um „Variationen des gleichen Modells“. Nicht der Staat und die Nation sind für die totalitäre Politik letztendlich wichtig, sondern die Massenbewegung, die sich auf Ideologien, wie den Rassismus oder den Marxismus stützt.
Als Kennzeichen dieser Herrschaftsform sieht sie: die Umwandlung der Klassen – auf der Grundlage von Interessen – in fanatisierte Massenbewegungen, die Beseitigung von Gruppensolidarität, das Führerprinzip, millionenfache Morde, die Passivität der Opfer, Denunziationen sowie die „Bewunderung für das Verbrechen“.
Demnach sind Anhänger totalitärer Massenbewegungen Argumenten nicht zugänglich und ignorieren ihren Selbsterhaltungstrieb. Totalitäre Führer rühmen sich begangener Verbrechen und kündigen künftige an. Sie exekutieren „Gesetze von Natur oder Geschichte“. Während jedoch der dialektische Materialismus auf den besten Traditionen basiere, sei der Rassismus kläglich-vulgär. Beide Ideologien liefen auf die Ausscheidung von «Schädlichem» oder Überflüssigem zu Gunsten des reibungslosen Ablaufs einer Bewegung hinaus.
Für Arendt ist die totale Herrschaft die einzige Staatsform, mit der es keine Koexistenz und keinen Kompromiss geben kann.
Zeitweiliges Bündnis zwischen Mob und Elite
Zu diesem Abschnitt ihres Buches stellt der bereits früher veröffentlichte Essay Über den Imperialismus eine Vorstudie dar.
Totalitäre Bewegungen sind laut Arendt durch die echte Ergebenheit ihrer Anhänger geprägt. Gerade ein großer Teil der geistigen und künstlerischen Elite hat sich – wenigstens zeitweise – mit den totalitären Regierungen identifiziert. Die Elite habe sich (aus guten Gründen), bevor der „Zusammenbruch des Klassensystems“ die „Massenindividuen“ erzeugte, von der Gesellschaft losgesagt und könne nun die Massen „verstehen“. Ebenso stehe der Mob, der von Verfassungen, Parteien und Moralsystemen nicht berührt werde, die Unterwelt und das Gesindel umfasse, am Rande der Gesellschaft. Er sei erstmals bereit und in der Lage gewesen, die Massen zu organisieren und, da er keine berufliche Karriere anstreben konnte, politische Ämter zu übernehmen.
Die Führer der Parteien meinten, dies diskreditiere den Mob, doch es war umgekehrt, da die Lage der Massen so verzweifelt war, dass sie nicht mehr auf die bürgerliche Gesellschaft hofften. Hitlers „hysterischer Fanatismus“ und Stalins „rachsüchtige Grausamkeit“ trugen Arendt zufolge Züge des Pöbels.

„Jedenfalls beruhte das zeitweilige Bündnis zwischen Elite und Mob weitgehend auf dem echten Vergnügen, das der Mob der Elite bereitete, als er daranging, die Respektabilität der guten Gesellschaft zu entlarven, ob nun die deutschen Stahlbarone den ‚Anstreicher Hitler‘ empfingen oder ob das Geistes- und Kulturleben mit plumpen und vulgären Fälschungen aus seiner akademischen Bahn geworfen wurde.“

Die Elite war demnach vom Radikalismus besonders fasziniert, von der Aufhebung der Trennung zwischen Privatem und Öffentlichem und von der Erfassung des ganzen Menschen durch die jeweilige Weltanschauung. Die Überzeugungen des Mobs betrachtet sie als reine, nicht durch Heuchelei abgeschwächte Verhaltensweisen der Bourgeoisie. Doch die Hoffnungen beider Gruppen wurden nicht erfüllt, da die Führer der totalitären Bewegungen, die zum großen Teil dem Mob entstammten, weder dessen Interessen noch die der intellektuellen Anhänger vertraten, sondern „tausendjährige Reiche“ anstrebten. Initiativen von Mob und Elite wären „beim Aufbau funktionsfähiger Beherrschungs- und Vernichtungsapparate“ eher hinderlich gewesen. Die Machthaber griffen daher lieber auf die „Massen gleichgeschalteter Spießer“ zurück.
Totalitäre Propaganda und Indoktrination
Während Mob und Elite selbstständig alles Bestehende durch Terror umwälzen wollten, konnten die Massen erst durch Propaganda in totalitäre Organisationen eingebunden werden. Totalitäre Bewegungen verändern die Realitätswahrnehmung der Gesellschaft und fixieren sie auf universelle Bedeutungen. Die Bewegung nahm Ideologien von einer „Rassegesellschaft oder eine(r) klassen- und nationslosen Gesellschaft“ auf und verbreitete Theorien von Verschwörungen gegen die Gesellschaft durch Juden oder Parteifeinde.
Für den Nationalsozialismus stellt Arendt die Bedeutung dieses Phänomens anhand der Protokolle der Weisen von Zion heraus. Es müsse gefragt werden, wie diese offensichtliche Fälschung zu der „Bibel einer Massenbewegung“ werden konnte. Mit dem Glauben an die Jüdische Weltverschwörung und ihren modernen Elementen ließen sich Antworten auf Probleme der Moderne vermitteln. „Es sind die eigentümlich modernen Elemente, denen die Protokolle ihre außerordentliche Aktualität verdanken und die stärker wirken als die viel banalere Beimischung uralten Aberglaubens.“
Auch im Stalinismus findet sie antisemitische Züge nach nazistischem Vorbild. Der Bezug auf eine jüdische Weltverschwörung im Sinne der Weisen von Zion, die Umdeutung des Begriffs „Zionismus“, die alle nichtzionistischen Organisationen und damit alle Juden einschloss, eignete sich auf Grund der vorhandenen antisemitischen Ressentiments in der Bevölkerung eher zur Verwirklichung der Ansprüche auf eine Weltherrschaft als der Kapitalismus oder der Imperialismus.
Nach der Machtübernahme durch die „Bewegungen“ sei, so die Autorin, die Propaganda durch Indoktrination ersetzt worden. Der Terror richtete sich jetzt nicht allein gegen die angeblichen Feinde, sondern auch gegen die unbequem gewordenen Freunde. Die Ergebenheit der treuen Mitglieder ging dann so weit, dass sie jederzeit bereit waren, den Opfertod für den Führer oder die Partei zu sterben. Arendt belegt dies z. B. mit der Haltung der Angeklagten in den Moskauer Prozessen.
Die Lügen über die „Verschwörer“, argumentiert die Verfasserin, seien durch ihre Offensichtlichkeit nicht entkräftet worden:

„So hat weder die offenbare Hilflosigkeit der Juden gegen ihre Ausrottung die Fabel von der Allmacht der Juden, noch haben die Liquidierung der Trotzkisten in Russland und die Ermordung Trotzkis die Fabel von der Verschwörung der Trotzkisten gegen die Sowjetunion zu zerstören vermocht.“

Terror als Wesen totaler Herrschaft
In der Zeit des Nationalsozialismus wurde, fährt Arendt fort, der Machtapparat vollständig etabliert, gleichgeschaltet und nach und nach immer radikaler und undurchschaubarer gestaltet. Das „Recht zum Morden“ zusammen mit Methoden, das Wissen aus der Welt zu schaffen, wurde zur sichtbaren Weltanschauung.

„Daß die Nazis die Welt erobern, ‚artfremde‘ Völker aussiedeln und ‚erbbiologisch Minderwertige ausmerzen‘ wollten, war so wenig ein Geheimnis wie die Weltrevolution und -eroberungspläne des russischen Bolschewismus.“

Während die Nationalsozialisten immer die Fiktion der jüdischen Weltverschwörung aufrechterhielten, änderten die Bolschewisten ihre Fiktion mehrmals: von der trotzkistischen Weltverschwörung über den Imperialismus zur Verschwörung der «wurzellosen Kosmopoliten» usw. Stalins Machtmittel war die Verwandlung der Kommunistischen Parteien in Filialen der von Moskau beherrschten Komintern. Innerhalb der „totalen Welt“ herrschte der Polizeiapparat als Geheimpolizei, GPU oder Gestapo.
Die Zahl der in den NS-Vernichtungslagern ermordeten Juden sowie anderer Gruppen und der im „Raubkrieg“ getöteten Menschen sei nachweisbar. Aus Arendts Quellenlage war keine genaue Quantifizierung der Opfer des Stalinismus möglich. Die Morde reichten von der Liquidierung der Kulaken über die Verluste während der Kollektivierung der Landwirtschaft, die Moskauer Prozesse bis zum Großen Terror. Sie stützte sich u. a. auf Angaben zeitgenössischer junger russischer Intellektueller über „Massensäuberungen, Verschleppung und Ausrottung ganzer Völker“.
Hannah Arendt beschreibt die Konzentrations- und Vernichtungslager als Versuchsanstalten, die der Ausrottung von Menschen, der Erniedrigung von Individuen dienten und dem Nachweis, dass Menschen total beherrschbar sind. Identität, Pluralität und Spontanität aller Menschen sollten vernichtet werden. Die Lager seien für die Erhaltung des Machtapparats zentral gewesen, die Verbrechen und Gräueltaten so ungeheuerlich, das Grauen so groß, dass sie auf Unbeteiligte leicht unglaubhaft wirkten. Denn die Wahrheit der Opfer beleidige den gesunden Menschenverstand. Hitlers „hundertfach wiederholten Ankündigungen, daß Juden Parasiten seien, die man ausrotten müsse“, wurde nicht geglaubt.
Das Grauen vor dem „radikal Bösen“ bringt die Erkenntnis, dass es hierfür keine politischen, geschichtlichen oder moralischen menschlichen Maßstäbe gibt.
Konzentrationslager stehen immer außerhalb des normalen Strafsystems. Sie beruhen auf der „Tötung der juristischen Person“. Der Mensch wird reduziert auf „Jude“, „Bazillenträger“, „Exponent(en) absterbender Klassen“. Bei den Verbrechern und Politischen kann die Vernichtung der juristischen Person laut Arendt nicht vollständig gelingen, „weil sie wissen, warum sie dort sind“. Die meisten Insassen seien aber völlig unschuldig gewesen. Gerade diese wurden in den Gaskammern liquidiert, während wirkliche Regimefeinde häufig schon im Vorfeld getötet wurden. Die „Entrechtung“ des Menschen sei „Vorbedingung für sein totales Beherrschtsein“ und gelte für jeden, der in einem totalitären System lebt.
Hinzu komme die „Ermordung der moralischen Person“. Es handele sich dabei um ein System des Vergessens, das bis in die Familien- und Freundeskreise der Betroffenen reiche. Der Tod werde anonymisiert. Moralisches Handeln, Gewissensentscheidungen wurden unmöglich. Arendt zitiert den Bericht von Albert Camus über eine Frau, der die Nationalsozialisten die Wahl zuschoben zu entscheiden, welches ihrer drei Kinder getötet werden sollte.
Das einzige, was dann noch bleibt, um die Verwandlung von Personen in „lebendige Leichname“ zu verhindern, ist die Beibehaltung der „Differenziertheit, der Identität“. Hannah Arendt führt deutlich vor Augen: die Zustände bei den Transporten in die Lager, das Kahlscheren der Schädel, die Entkleidung, die Tortur und die Ermordung. Während die SA noch mit „Haß“ und „blinder Vertiertheit“ tötete, sei der Mord im Lager ein „mechanisierter Vernichtungsakt“ gewesen, teilweise ohne „individuelle Bestialität“ begangen von normalen Menschen, die zu Mitgliedern der SS erzogen worden seien.
Der Terror als Wesen einer totalitären Regierung übt zunächst eine eigentümliche Anziehungskraft auf moderne entwurzelte Menschen aus, presst später die Massen zusammen und zerstört alle Beziehungen zwischen Menschen. Das Prinzip ist die Ideologie, „der innere Zwang“, umgedeutet und so weit angenommen, bis die Menschen voller Furcht, Verzweiflung und Verlassenheit vorwärts in den eigenen Tod getrieben werden, wenn „man“ schließlich selbst zu den «Überflüssigen» und «Schädlingen» gehört.
Am Ende betont sie, dass die totale Herrschaft nicht in einem langwierigen Prozess, sondern plötzlich zusammenbricht und anschließend die meisten ihrer Anhänger die Teilnahme an Verbrechen, ja selbst die Zugehörigkeit zur Bewegung leugnen.

### „Vita activa oder Vom tätigen Leben“
Im Gegensatz zu Heidegger begründete Arendt ihr Denken von der Geburt des einzelnen Menschen her und nicht vom Tod. In ihrem 1958 veröffentlichten, sich hauptsächlich auf Philosophie beziehenden zweiten Hauptwerk The Human Condition, in deutscher Sprache – von ihr selbst übersetzt – unter dem Titel: Vita activa oder Vom tätigen Leben, 1960 erschienen, führt Arendt diesen Gedanken aus. Mit der Geburt beginnt die Fähigkeit, einen Anfang machen zu können. Das Individuum hat die Aufgabe, in Verbindung mit anderen Personen die Welt zu gestalten. Dabei geht es ihr um die Grundbedingungen aktiven menschlichen Lebens, die sie auf „Arbeiten, Herstellen und Handeln“ beschränkt. Davon unterscheidet sie das „Wesen“ und die „Natur“ des Menschen, die begrifflich nicht zu definieren und menschlicher Erkenntnis nicht zugänglich seien. Versuche, sie zu bestimmen, endeten „zumeist mit irgendwelchen Konstruktionen eines Göttlichen“.
Das Handeln ist ihrer Ansicht nach enger an die Gebürtlichkeit gebunden als das Arbeiten und Herstellen.

#### Arbeiten und Herstellen
Die Arbeit dient dem Fortbestand des Einzelnen und der Gattung. Daher gehört Arbeit notwendig zum menschlichen Leben, aber auch zu dem jedes anderen Lebewesens. Arbeit ist, so sieht es Arendt, nicht mit Freiheit verbunden, sondern stellt einen Zwang zur Erhaltung des Lebens dar, dem der Mensch von der Geburt bis zum Tod ständig unterliegt.
Auf der Grundlage der Arbeit beginnt das Individuum über die Endlichkeit seines Daseins nachzudenken. Um dieser Gewissheit zu entfliehen, baut der Mensch neben der natürlichen eine eigene künstliche Welt auf, für die er Dinge aus unterschiedlichen Materialien herstellt. Arendt geht davon aus, dass diese Welt beständig ist, und das Individuum eine Beziehung zu den hergestellten Dingen und Phänomenen aufbauen kann. Ein Beispiel dafür ist das Gefühl des „nach Hause Kommens“. In einer sich ständig ändernden Welt kann der Mensch sich nicht zu Hause fühlen.
Die von Arendt eingeführte Unterscheidung zwischen „Arbeiten“ und „Herstellen“ bezieht sie auch auf die Produktion. Als Produkte der Arbeit bezeichnet sie Konsumgüter, die „verbraucht“ werden, während Produkte des Herstellens oder des Werkens „gebraucht“ werden.

#### Handeln
Das Handeln schließlich, soweit es der Gründung und Erhaltung politischer Gemeinwesen dient, schafft die Bedingungen für eine Kontinuität der Generationen, für Erinnerung und damit für Geschichte. Es spielt sich zwischen den Individuen ab und zeigt gleichzeitig die Einzigartigkeit, die Verschiedenheit und Pluralität der Menschen. Der einzelne Mensch kann, argumentiert Arendt, in einer Gesellschaft überleben, ohne jemals selbst zu arbeiten oder selbst etwas herzustellen.
Handeln besteht in politischer Interaktion, die für Arendt fundamental ist. Kommunikation, d. h. „Finden des rechten Wortes im rechten Augenblick“ ist bereits Handeln. „Stumm ist nur die Gewalt, und schon aus diesem Grunde kann die schiere Gewalt niemals Anspruch auf Größe machen.“ Arendt betont: Auch wenn der Einzelne noch weiß, dass er ein Mensch ist, so wird er anderen ohne Handlungen nicht als solcher erscheinen. Der für die deutsche Ausgabe gewählte Titel: Vita activa beruht auf diesem Gedankengang.
Handeln findet im öffentlichen Raum statt. Am klarsten realisiert war dies für Arendt in der griechischen Polis, wo das Arbeiten im privaten Raum des Haushalts – mit allen Folgen einer Zwangsherrschaft – stattfand, während sich das Handeln im öffentlichen Raum auf der Agora abspielte. Dieser öffentliche Platz war der Ort der Vita activa, der politischen Kommunikation, Gestaltung und Freiheit unter Gleichen.

#### Vom Verständigungsprozess im politischen Raum zur Massengesellschaft
Demgegenüber kam es, so Arendt, im Mittelalter auf der Grundlage christlicher Dogmatik zu einer Verschiebung. Die höchste Freiheit für den Menschen lag nun in der auf Gott ausgerichteten „Vita contemplativa“. Dabei wurde das Element des handwerklich-künstlerischen Herstellens höher bewertet als das (philosophische) Denken und (politische) Handeln. Der Mensch wurde zum Homo faber, d. h. Erschaffer einer künstlichen Welt. Das „sprachlose Staunen“, welches seit der Antike als „Beginn und Ende aller Philosophie“ galt und nur Wenigen zugänglich war, verlor an Bedeutung zugunsten des „betrachtend anschauenden Blicks der handwerklich-Schaffenden“.
Arendt kritisiert die christlich-abendländische Philosophie. Zwar hätten die meisten Philosophen sich zu politischen Fragen geäußert, aber kaum einer habe unmittelbar am politischen Diskurs teilgenommen. Als Ausnahme sah sie lediglich Machiavelli. Auch wenn bei Hegel das Politische eine Aufwertung gefunden habe, wendet sich Arendt vor allem gegen die Vorstellung Hegels von der Notwendigkeit der geschichtlichen Entwicklung. Die Idee des Absoluten als Ziel der Geschichte führe zur Ideologie und damit zur Rechtfertigung von undemokratischen Praktiken und schließlich am Ende zu den Formen der totalen Herrschaft.
Das moderne Individuum entfernt sich ebenfalls vom Politischen auf Grund der „radikalen Subjektivität seines Gefühlslebens“ durch „endlose innere Konflikte“. Die Einzelnen werden gesellschaftlich normiert, Abweichungen von dieser Norm als asozial oder anormal verbucht. Es kommt zum Phänomen der Massengesellschaft mit der Herrschaft der Bürokratie. Dabei werden die sozialen Klassen und Gruppierungen einander angeglichen und mit gleicher Macht kontrolliert. Das Gleichmachen, der Konformismus in der Öffentlichkeit, führt dazu, dass Auszeichnungen und „Besonderheit“ zu Privatangelegenheiten von Individuen werden. Große Anhäufungen von Menschen entwickeln die Tendenz zur Despotie, entweder eines Einzelnen oder zum „Despotismus der Mehrheit“.
Auch in der Vorstellung der Geschichtlichkeit als Grundbedingung der menschlichen Existenz bei Heidegger bleibt für die Autorin das Denken in der Kontemplation verhaftet. Eine „Vita activa“ erfordert aber die Fragen nach den Prinzipien des Politischen und den Bedingungen der Freiheit. Als Ansatz hierzu sah Arendt wie Jaspers die Moralphilosophie Kants, in der die Frage nach den Bedingungen der menschlichen Pluralität im Vordergrund gestanden habe. Kant habe nicht nur Staatsmänner und Philosophen betrachtet, sondern alle Menschen als Gesetzgeber und Richter angesehen und sei so zu der Forderung nach einer Republik gekommen, der sich die Forscherin anschließt.
In diesem Werk geht Arendt der historischen Wandlung von Begriffen wie Freiheit, Gleichheit, Glück, Öffentlichkeit, Privatheit, Gesellschaft und Politik nach und beschreibt genau den Bedeutungswandel im jeweiligen historischen Kontext. Dabei ist ihr Bezugspunkt das antike Griechenland, insbesondere zur Zeit des Sokratischen Dialogs. Ihrer Auffassung nach gilt es, die verlorenen Bereiche des Politischen wiederum in der Gegenwart modifiziert zu verankern und damit die Fähigkeiten politisch denkender und handelnder freier Individuen, die versuchen, sich voreinander auszuzeichnen, fruchtbar zu machen. Im Gegensatz dazu sieht sie den verbreiteten Behaviorismus, der darauf abziele, den Menschen in allen seinen Tätigkeiten „auf das Niveau eines allseitig bedingten und sich verhaltenden Lebewesens zu reduzieren“.

### „Über die Revolution“
Laut ihrem zu Lebzeiten unveröffentlichten Essay Die Freiheit, frei zu sein, der Anfang 2018 erstmals auf Deutsch erschien, sah Arendt für die Entstehung von Revolutionen in der Erosion des bestehenden Herrschaftssystems eine Grundvoraussetzung:

„Allgemein gesprochen ist eine Revolution gar nicht möglich, wenn die Autorität des Staatswesens intakt ist, was unter neuzeitlichen Bedingungen heißt: wenn man darauf vertrauen kann, dass die Streitkräfte der staatlichen Obrigkeit gehorchen. Revolutionen sind keine notwendige, sondern eine mögliche Antwort auf den Niedergang eines Regimes, sie sind nicht Ursache, sondern Folge des Verfalls politischer Autorität.“

In dem Buch On Revolution (1963, deutsche Ausgabe 1965) analysiert und interpretiert Arendt die Französische und die Amerikanische Revolution, wobei auch andere Revolutionen angesprochen werden. Sie kritisiert die Gesellschaften, die aus den Revolutionen hervorgegangen sind. Dabei verwendet sie einen anderen Revolutionsbegriff als gemeinhin üblich. Ihr Hauptanliegen ist es, die wesentlichen Merkmale des „revolutionären Geistes“ zu bestimmen. Diese erkennt sie in der Möglichkeit, etwas neu zu beginnen und im gemeinsamen Handeln von Menschen.

„In der Sprache des 18. Jahrhunderts heißen [die Prinzipien des revolutionären Geistes] öffentliche Freiheit, öffentliches Glück, öffentlicher Geist.“

Arendt stellt die Frage, warum der „Geist der Revolution“ keine Institutionen fand und daher verloren ging. Dabei geht sie von Thomas Jefferson aus, der nach seiner Amtszeit als dritter Präsident der Vereinigten Staaten von Amerika das Geschehene in Briefen reflektierte. Als Lösungsansatz betrachtet sie Jeffersons ward-system, das sie auch „Elementarrepubliken“ nennt.
Laut Jefferson gab es nach der Amerikanischen Revolution und der Einführung der Verfassung keine Institution, in der das Volk einen Beitrag zu öffentlichen Angelegenheiten leisten konnte. Das uralte Verhältnis von Regierten und Regierenden bestand weiter fort. Während und vor der Amerikanischen Revolution konnte das Volk in den townhalls aktiv am politischen Geschehen teilnehmen. Von dieser Möglichkeit machten die Einwanderer regen Gebrauch. Nach der Revolution jedoch bezogen sich die Menschen mehr und mehr auf ihr Privatleben, verfolgten ihre Privatinteressen und interessierten sich weniger für die öffentlichen Angelegenheiten.
Als Alternative zur repräsentativen Parteiendemokratie befürwortet Arendt eine Räterepublik. Erstere sei unfähig, das Volk am politischen Leben teilnehmen zu lassen. Auf Grund der Erfahrung nach dem Ersten Weltkrieg bezeichnet sie das Mehrparteiensystem als noch unattraktiver als das englische oder amerikanische Zweiparteiensystem, da es im Wesen die Ein-Partei-Diktatur in sich trage.
Elemente des Rätesystems tauchen nach Arendt in fast allen Revolutionen auf, bis auf die Februarrevolution und die Märzrevolution 1848. Die Räte beschreibt sie als friedlich, parteilos und daran interessiert, einen neuen Staat aufzubauen. Die Parteien, ob links, rechts oder revolutionär, sahen in den Räten oder Sowjets eine starke Konkurrenz, agitierten gegen sie und konnten sie mit staatlicher Hilfe letztendlich immer vernichten.
Hannah Arendt favorisiert dieses politische System direkter Demokratie, weil die Menschen sich in den Parteiendemokratien als Regierte fühlen – und das war gerade nicht der Sinn der Revolutionen. Dagegen kommt die Möglichkeit der politischen Teilnahme auf unterschiedlichen Ebenen Arendts Vorstellungen des Politischen wesentlich näher.
Sie hebt hervor, „daß keiner glücklich genannt werden kann, der nicht an öffentlichen Angelegenheiten teilnimmt, daß niemand frei ist, der nicht aus Erfahrung weiß, was öffentliche Freiheit ist, und daß niemand frei oder glücklich ist, der keine Macht hat, nämlich keinen Anteil an öffentlicher Macht“.

### „Denken, Wollen, Urteilen“
Die 1989 posthum veröffentlichten Werke Das Denken und Das Wollen erschienen 1998 in dem Sammelband Vom Leben des Geistes. Diese Arbeit beruht wiederum auf Vorlesungen, die sie 1973 und 1974 gehalten hat. Der dritte Teil Das Urteilen wurde nach Vorarbeiten seitens ihrer Nachlassverwalterin Mary McCarthy von dem Politikwissenschaftler Ronald Beiner auf der Grundlage der Manuskripte ihrer Vorlesungen zu Kant, insbesondere aus dem Jahr 1970, zusammengestellt.
Arendt will, wie sie in der Einleitung schreibt, mit diesem anspruchsvollen Titel nicht als „Philosoph“, als „Denker von Gewerbe“ (Kant) wirken, aber das Denken auch nicht diesen überlassen. Anlass für ihre Studien war u. a. ihr Eichmann-Buch, in dem sie sich mit den „ungeheuerlichen Taten“ eines „gewöhnlichen“, „gedankenlosen“ Täters beschäftigt hatte. Dies führte zu der Frage, ob das Denken, d. h. die Gewohnheit, alles zu untersuchen, ohne Rücksicht auf die Ergebnisse, zu den Bedingungen gehört, die die Menschen davor schützen, Böses zu tun.

#### Das Denken
In ihrem bereits zur Veröffentlichung fertiggestellten Werk über Das Denken erweiterte Arendt die Ideen aus Vita activa, indem sie nunmehr die „Vita contemplativa“, d. h. geistige Tätigkeiten, als ebenbürtig oder sogar überlegen beschreibt. Sie versucht, ihre Aussage im Eichmann-Buch über die „Banalität des Bösen“ mit der These zu untermauern, diese Art bösen Handelns sei mit dem „Fehlen des Denkens“ mit der „Gedankenlosigkeit“ verknüpft. Sie stellt folgende Frage:

„Könnte vielleicht das Denken als solches – die Gewohnheit, alles zu untersuchen, was sich begibt oder die Aufmerksamkeit erregt, ohne Rücksicht auf die Ergebnisse und den speziellen Inhalt – zu den Bedingungen gehören, die die Menschen davon abhalten oder geradezu dagegen prädisponieren, Böses zu tun?“

Als Motto stellte sie der Einleitung einen kurzen Text aus Heideggers Was heißt Denken? voran, in dem dieser die Bedeutung des Denkens an sich hervorhebt.
Wiederum verfolgt sie Begriffe zu ihrem Ursprung zurück. Ethik und Moral, so Arendt, sind die griechischen bzw. lateinischen Ausdrücke für Sitte und Gewohnheit. Gewissen dagegen bedeute „bei sich wissen“ und gehöre zu jedem Denkvorgang. Nur „gute Menschen“ hält sie für fähig, ein schlechtes Gewissen zu entwickeln, während Kriminelle in der Regel über ein gutes Gewissen verfügten. Ethik und Moral (wörtlich: Sitten und Gewohnheiten) seien hauptsächlich von der entgegengesetzten Prämisse ausgegangen.
Angelehnt an Sokrates findet sich bereits bei Demokrit die Aussage: „Es ist besser Unrecht zu leiden als Unrecht zu tun“, entwickelt sie den Gedanken des inneren Gesprächs, wobei das Individuum sich davor hüten müsse, mit sich selbst in Zwiespalt zu geraten, um seine Selbstachtung zu bewahren, auch wenn viele Menschen sich anders entscheiden.

„Als Bürger müssen wir schlechte Taten verhindern, weil es um die Welt geht, in der wir alle leben, der Übeltäter, das Opfer und die Zuschauer.“

Zum Handeln gehöre seit der Antike das Denken. Arendt grenzt ihr Verständnis vom Denken sowohl von Platon und Aristoteles, die das Denken als passive Betrachtung verstanden hätten, wie auch vom Christentum ab, das die Philosophie zur „Magd der Theologie“ und das Denken zur Meditation und Kontemplation gemacht habe. Auch dem Ansatz der Neuzeit, in der das Denken hauptsächlich der Erfahrungswissenschaft diene, steht sie kritisch gegenüber. Die Mathematik hält sie als reines Denken für die „Königin der Wissenschaften“. Sie kritisiert die Hegemonie der Naturwissenschaften als Erklärungsmodell aller „Erscheinungen“, auch der gesellschaftlichen und politischen, und betont die Wichtigkeit des Nachdenkens über die Bedingtheit des menschlichen Lebens.
Die Bedeutung des Denkens im öffentlichen Leben trete in der modernen Gesellschaft, die immer mehr zur Arbeitswelt werde, weitgehend zurück. Die „vita activa“, das Herstellen und Handeln, siege über die „vita contemplativa“, die Suche nach dem Sinn, die einstmals – insbesondere im Mittelalter – vorrangig gewesen sei. Der Mensch gerate in eine Zwickmühle, da einerseits die Individualität gerade in der demokratischen Massengesellschaft betont werde, andererseits die Massengesellschaft den Diskussionen im öffentlichen Raum Grenzen setze.
In dieser auf Vorlesungen beruhenden Abhandlung setzte sie sich mit zahlreichen bedeutenden Philosophen auseinander, die über das Denken – als Betrachten des Seins – Auskunft gegeben haben. Dabei behandelte sie die großen Denker lebenslang, genauso wie Jaspers, als wären sie Zeitgenossen.
Während das Denken als Unsichtbares in aller Erfahrung gegenwärtig sei und dazu neige, zu verallgemeinern, stünden die anderen beiden geistigen Tätigkeiten der „Erscheinungswelt“ viel näher, weil es immer um „einzelnes“ gehe: um das Urteilen über die Vergangenheit, dessen Ergebnis die Vorbereitung für das Wollen darstelle.

#### Das Wollen
Laut Arendt beruht der Wille auf dem kreatürlichen Begehren wie auch auf dem vernünftigen Denken. Sie betont die Bedeutung des Willens als ein dem Menschen eigenes Talent, das Alte zu überwinden, um mit dem Neuen beginnen zu können. Dieser Wille, verbunden mit der Gebürtlichkeit nicht gleicher, sondern voneinander abweichend denkender Menschen („Differenz“), ermögliche einerseits Freiheit, berge aber andererseits die Gefahr des rein spontanen, intuitiven Handelns. Sie stellt fest: „Die freien Handlungen des Menschen sind selten.“
Dem Begriff des Willens geht sie anhand seiner Geschichte nach. Er sei in der griechischen Antike unbekannt gewesen und habe erst in der Neuzeit im Zusammenhang mit dem der Innerlichkeit („die innere Erfahrung“) große Bedeutung gewonnen.
Parallel dazu untersucht sie das Wollen als inneres Vermögen der Menschen zu entscheiden, in welcher Gestalt sie sich in der „Erscheinungswelt“ zeigen möchten. Der Wille schafft demnach mit seinen Projekten sozusagen die „Person“, die für ihren Charakter (ihr ganzes „Sein“) verantwortlich gemacht werden kann. Sie grenzt sich hier von den einflussreichen marxistischen und existentialistischen Thesen ab, die den Menschen als Schöpfer seiner selbst darstellen. Dieser Trugschluss entspreche der modernen Betonung des Wollens als Ersatz für das Denken.

#### Das Urteilen
Wie bereits dreißig Jahre zuvor in ihrer Arbeit zur Existenzphilosophie Heideggers und Jaspers’ bezieht Arendt Stellung im mittelalterlichen Universalienstreit und zwar wiederum zugunsten des Nominalismus. In ihrem nicht autorisierten posthum veröffentlichten Fragment Das Urteilen. Texte zu Kants politischer Philosophie reflektiert sie das Zustandekommen von Urteilen als subjektiv. Sie setzt sich mit Kants Theorie des „ästhetischen Urteils“ in der Kritik der Urteilskraft auseinander, wobei sie das ästhetische Urteil als Vorbild für das politische Urteilen ansieht. Dieses Urteil beruhe auf dem Denken ohne die Vermittlung durch einen Begriff oder ein System. Als Beispiel führt Arendt an, dass, wenn man eine Rose als schön bezeichne, man zu diesem Urteil komme ohne die Verallgemeinerung, dass alle Rosen schön sind und daher diese eine auch. Es gibt also keine Kategorie „Rosen“ bzw. eine „Natur der Rose“, vielmehr immer nur die einzelne Rose, die von jeder Person aus ihrer eigenen Perspektive beurteilt wird. Die Erkenntnis der unterschiedlichen Standpunkte bezeichnet sie als „repräsentatives Denken“. Dieses Denken setze voraus, einen Standort in der Welt einzunehmen, der nicht der eigene ist, ohne die eigene Identität aufzugeben.
Urteile beruhten danach nicht auf einer bestimmten verinnerlichten Moralvorstellung. Das Urteilsvermögen, zu dem der Mensch im Stande ist, hat nach Arendts Verständnis etwas mit der Fähigkeit zu tun, den Standpunkt des Anderen einzunehmen und dabei vom eigenen Willen abzusehen.

## Wirkung

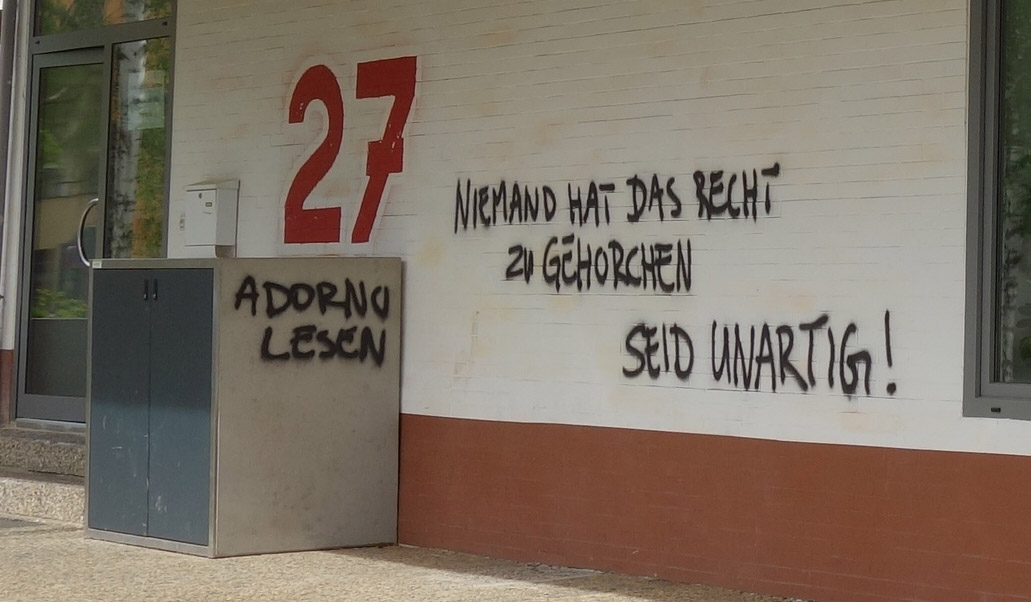
Zeitgenössisches Graffito in Göttingen verweist auf Totalitarismuskritik von Arendt: „Niemand hat das Recht zu gehorchen“, „Seid unartig!“, 2018

Berühmt wurde Hannah Arendt mit ihrem Totalitarismusbuch. Dieses Werk, das heute zum Standard politischer Bildung gehört, brachte ihr viel Zustimmung und zahlreiche Vortragseinladungen ein. „Sie war die erste Theoretikerin, die das Phänomen des Totalitarismus als eine in der Menschheitsgeschichte völlig neue Form politischer Macht verstand.“ Es diente teilweise als Grundlage für einen erweiterten Totalitarismusbegriff und als Argument gegen die nachstalinistische Sowjetunion im Kalten Krieg. Sie geriet damit immer wieder in die Kritik von eher orthodoxen Sozialisten.
Gleichzeitig wurden in Fachkreisen, aber auch in Teilen der Linken nicht nur ihre Forschungsergebnisse über den Nationalsozialismus geschätzt, sondern auch ihre frühen Analysen des Stalinismus als totalitäres System. Insbesondere in den USA und in Frankreich haben diese Debatten die Entwicklung einer undogmatischen Neuen Linken gefördert.
Der amerikanische Literaturwissenschaftler und palästinensische Aktivist Edward Said, der über den Postkolonialismus arbeitete, zählte Hannah Arendt auf Grund ihrer Rezeption des Schriftstellers Joseph Conrad in The Origins of Totalitarianism zu den Theoretikern des Imperialismus, die sich sowohl „imperialistisch als auch antiimperialistisch“ orientieren.
Ihr Lehrer Karl Jaspers bezeichnete das Buch im Vorwort zur dritten Auflage als „Geschichtsschreibung im großen Stil“. Es sei mit den Mitteln historischer Forschung und soziologischer Analyse erarbeitet. Das Werk gebe „die Einsicht, durch welche eine philosophische Denkungsart in der politischen Wirklichkeit erst urteilsfähig wird“. Arendt erteile keine Ratschläge, sondern vermittele Erkenntnisse, die der Menschenwürde und Vernunft dienen.
Vor allem in den 1960er Jahren verursachte ihre Reportage über den Eichmann-Prozess in Jerusalem heftige Kontroversen. Die Memoiren Eichmanns, die seinen starken eigenständigen Antisemitismus belegen, standen Hannah Arendt bei der Verfassung der Zeitungsberichte und des Buches noch nicht zur Verfügung. Heute wird in einem großen Teil der Rezeption darauf hingewiesen, dass Arendt Eichmanns Antisemitismus als Motiv unterschätzt habe. Auch gegenwärtig wird diese Arbeit oft abgelehnt oder ignoriert, findet jedoch andererseits – wie alle Werke Arendts – mehr und mehr Anerkennung und Aufmerksamkeit. So hob z. B. Jan Philipp Reemtsma 1998 hervor, dass sich spätestens seit Arendts Eichmann-Buch die „Pathologisierung der Täter“ als untauglicher Erklärungsversuch erwiesen habe. Bis heute gibt es eine kritische Debatte darüber, wie sie Autoren und deren Texte oft nur auf eine Textstelle hin und ohne Kontext rezipiert, vom Augustinus- über das Totalitarismus-Buch bis zu ihren letzten Veröffentlichungen. Manchmal nennt sie die Umstände in Anmerkungen, häufig nicht, fast immer setzt sie Kenntnisse über Autoren voraus.
Jürgen Habermas nahm Hannah Arendt in seine philosophisch-politischen Profile bedeutender Autoren des 20. Jahrhunderts auf, die die Richtung seines Denkens bestimmt hätten. Neben Scholem und Bloch spricht er in Bezug auf Arendt von „faszinierende(r) Bewunderung für den wegweisenden Geist“. Seine sowohl positive als auch kritische Haltung kommt zum Ausdruck, wenn er schreibt: „Von Hannah Arendt habe ich gelernt, wie eine Theorie des kommunikativen Handelns anzugehen ist; was ich nicht zu sehen vermag, ist, daß dieser Zugang im Widerspruch stehen soll zu einer kritischen Theorie der Gesellschaft.“ Er bezeichnete Jaspers und Arendt als „unerschrockene Radikaldemokraten“ mit „elitärer Mentalität“. Differenziert setzte er sich bereits seit den 1960er Jahren – wie auch in seinem großen Werk Faktizität und Geltung (1992) – mit ihrer politischen Theorie auseinander, indem er ihre Thesen in Elemente und Ursprünge totaler Herrschaft, mehr noch in Vita activa und Über die Revolution, aber auch in ihren späteren, zu Lebzeiten noch nicht veröffentlichten Arbeiten darstellte, teilweise adaptierte, teilweise verwarf oder weiterentwickelte.
Der Soziologe Hauke Brunkhorst befasste sich 1999 mit dem Verhältnis zwischen Habermas und Arendt. Habermas habe Übereinstimmungen seiner Theorie kommunikativen Handelns mit Arendts Theorie der Macht und Gewalt entdeckt, halte aber Distanz zu ihrem Aristotelismus und zu ihrer Kritik an der Französischen Revolution.
Die Habermas-Schüler Helmut Dubiel, Ulrich Rödel und Günter Frankenberg haben in Die demokratische Frage (1990) versucht, „mit Hilfe von Arendt das Demokratiedefizit der älteren kritischen Theorie zu reparieren“. Damit begann nach Brunkhorst die große Wirkung von Hannah Arendt in den achtziger Jahren, als die civil society (Zivilgesellschaft) auf der Tagesordnung stand. Anlass war demnach einerseits die neoliberale Politik Ronald Reagans und Margaret Thatchers und andererseits die Politik der Sowjetunion.
Seyla Benhabib fragt sich, wie die Arendt-Renaissance zu erklären ist. „Nach dem Fall des autoritären Kommunismus und seitdem die marxistische Theorie weltweit den Rückzug angetreten hat, erwies sich Hannah Arendts Denken als die kritische politische Theorie des posttotalitären Augenblicks.“ Auch für die moderne Frauenbewegung sei Arendt, die sich selbst nicht als Feministin einordnete, „ein beeindruckendes und geheimnisvolles Vorbild, eine unserer ‚früheren Mütter‘“. Die feministische Bewegung in den 1970er und 1980er Jahren hatte sich hingegen kaum auf Arendt bezogen.
Im Jahr 1998 kritisierte Walter Laqueur den „Arendt-Kult“, insbesondere in Deutschland. Besonders auf Schriftstellerinnen übe sie eine Faszination aus, werde als Heldin betrachtet, als größte Philosophin unserer Tage oder aller Zeiten, was sie eventuell auch gewesen sei. „Man erkennt eine faszinierende Diskrepanz zwischen Arendt als politischer Philosophin und ihrem mangelnden Urteilsvermögen in Bezug auf die aktuelle politische Situation.“ Er spricht in diesem Zusammenhang von „gewohnheitsmäßigen Fehleinschätzungen“, wirft ihr, wie Scholem, ihre Haltung zu Israel und Palästina vor und konstatiert mit scharfen Worten eine Distanz zum Judentum.
2005 zählte Ralf Dahrendorf Hannah Arendt mit Einschränkungen zu den wenigen eigenständigen humanistischen und freiheitlichen Denkern des vorigen Jahrhunderts.

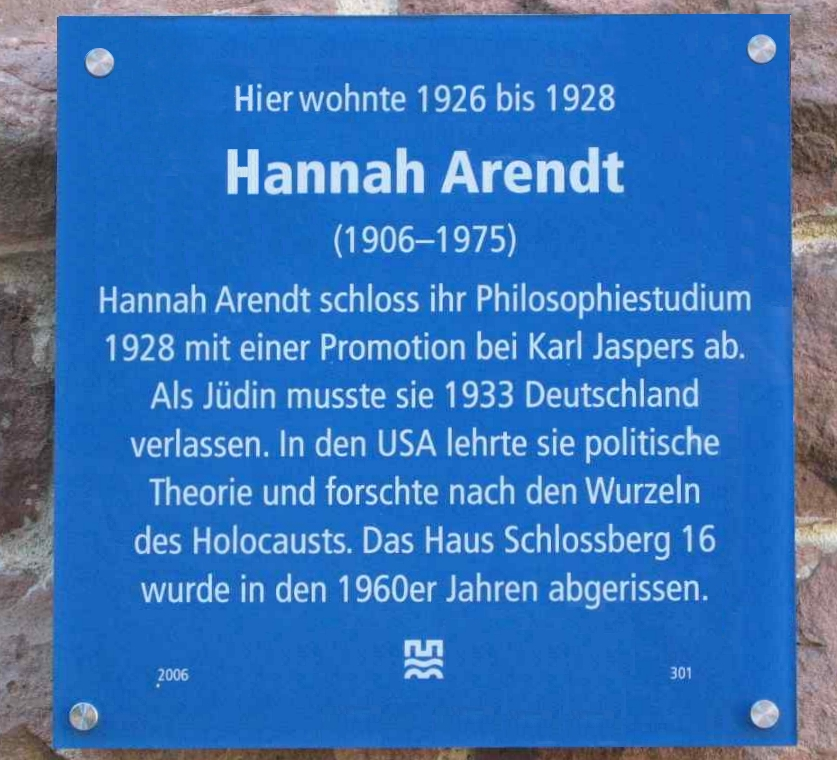
Gedenktafel an Arendts Wohnhaus in Heidelberg, Schlossberg 16, angebracht im Jahr 2006

Ihr wurde häufig vorgehalten, sie unterschätze die sozialen Fragen. 1972 entgegnete sie in einem Gespräch mit Freunden darauf, beispielsweise der Wohnungsbau sei eine Frage der Verwaltung, enthalte aber auch politische Aspekte wie das Integrationsproblem. Sie selbst hat ihr – radikal Traditionen und Weltanschauungen in Frage stellendes – Denken immer wieder ausdrücklich auf das Politische beschränkt. Rahel Jaeggi setzte sich 2008 mit dem politischen Denken in Kontrast und in Verbindung zum sozialen auseinander.
Elisabeth Young-Bruehl verwies 2006 darauf, dass Arendts politisches Konzept des Vergebens und des Neubeginnens fünfzehn Jahre nach ihrem Tod in der Wahrheits- und Versöhnungskommission von Südafrika umgesetzt wurde: „Her ideas about forgiveness and her book on Eichmann influenced and were reflected in the action, the new beginning, that brought the South African Truth and Reconciliation Commission (TRC), which, for the first time in history, made forgiveness a guiding principle for a state.“
Es existiert keine philosophische oder politologische Schule, die sich auf Hannah Arendt beruft. Ihr weit verzweigtes Werk bietet die Möglichkeit, passende Versatzstücke für die Begründung der eigenen Position herauszugreifen. Nach eigener Auskunft war sie – anders als viele bedeutende intellektuelle Zeitgenossen – niemals Sozialistin oder Kommunistin, andererseits aber auch nicht durchgängig Zionistin und passte auch in kein anderes Schema hinein. Daher gab es lange Zeit nur wenige Wissenschaftler, wie Jürgen Habermas und Ernst Vollrath, die ihr Gesamtwerk ernst nahmen.
Dies hat sich in den letzten Jahren grundlegend geändert. In den Zeiten der Postmoderne werden ihr individuelles „Denken ohne Geländer“, ihre Ausführungen über Pluralität und Vielstimmigkeit eher geschätzt, auch weil – wie häufig angemerkt wird – ihr Denk- und ihr Lebensweg ein hohes Maß an Übereinstimmung aufweisen.
Etwa seit 1945 konnte Arendt in den USA durchgängig in großem Umfang publizieren, seit 1953 akademisch lehren und in der Öffentlichkeit eine bedeutende Stellung als politische Intellektuelle einnehmen, eine Tatsache, die Thomas Wild folgendermaßen kommentiert: „Eine «Karriere» dieser Art wäre für eine Frau in den Ländern des alten Europas zu jener Zeit kaum vorstellbar gewesen.“
Amos Elon, Journalist und Schriftsteller, ordnete ihre Bedeutung ein mit den Worten „Das 20. Jahrhundert ist ohne Hannah Arendt gar nicht zu verstehen.“

## Nachlass und Einrichtungen
Ihre Bibliothek, die nahezu 4000 Bücher und andere Papiere umfasste, befindet sich seit 1976 im Bard College in New York, das eine Übersicht digitalisiert öffentlich zugänglich macht.

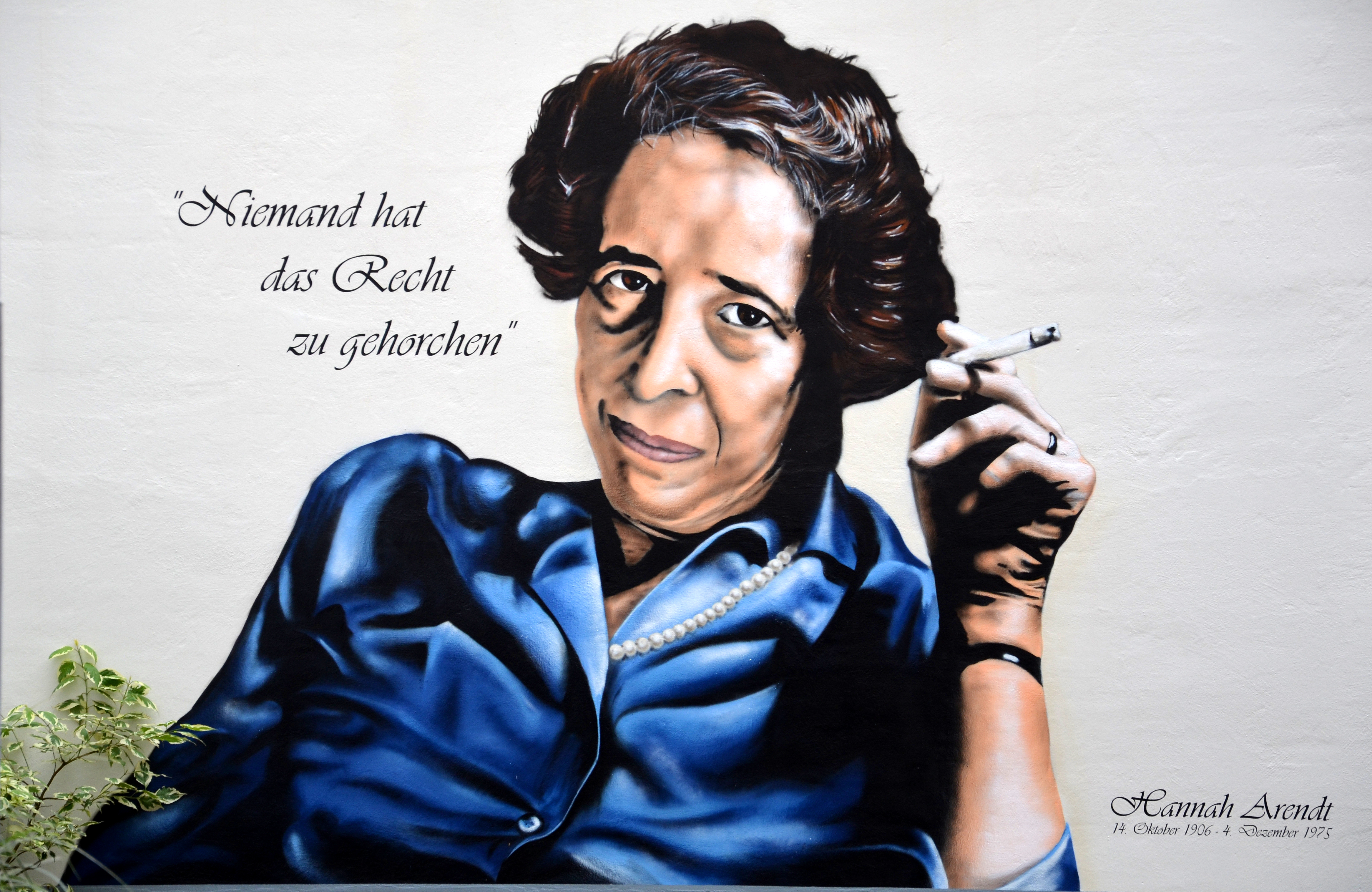
Graffito von BeneR1 und koart an Arendts Geburtshaus mit der Aufschrift: „Niemand hat das Recht zu gehorchen.“ Im Original aus dem Radiointerview mit Joachim Fest 1964: „Kein Mensch hat bei Kant das Recht zu gehorchen“

Das Hannah-Arendt-Institut für Totalitarismusforschung e. V. (HAIT) in Dresden arbeitet seit 1993. Es hat sich zum Ziel gesetzt, „Diktaturen mit totalitärem Verfügungsanspruch“ zu untersuchen. Historiker und Sozialwissenschaftler sollen auf empirischer Grundlage die politischen und gesellschaftlichen Strukturen des Nationalsozialismus und des SED-Regimes analysieren. Das Institut führt überdies Tagungen zu Hannah Arendt durch und unterstützt posthume Veröffentlichungen.
Die 1997 gegründete ungarische Hannah-Arendt-Gesellschaft richtet sich vor allem an pädagogisches Personal und beschäftigt sich u. a. mit einer Neudefinition der Menschenrechte angesichts der Arendt-These, dass die industrielle Massenvernichtung nur möglich war, weil die Menschenrechte weder philosophisch begründet noch politisch durchgesetzt, sondern lediglich proklamiert worden seien.
In Zürich, wo Arendt 1958 den Vortrag Freiheit und Politik gehalten hatte, fanden 1996 bis 2000 jährlich Hannah-Arendt-Tage statt, die sich – jeweils unter einem anderen Blickwinkel – mit ihrem politischen Denken befassten. Seit 1998 werden auch in Hannover jeden Sommer ähnliche Veranstaltungen durchgeführt und deren Ergebnisse publiziert.
An der Carl von Ossietzky Universität Oldenburg gründete Antonia Grunenberg 1999 das Hannah Arendt-Zentrum sic!]. Es verfügt über Originale und Kopien des größten Teils der Dokumente aus Arendts Nachlass. Außerdem werden die Hannah Arendt Studien als Buchreihe herausgegeben. Hinzu kommen Tagungen und andere Veranstaltungen zu den Werken Arendts und allgemein zur Geistesgeschichte des vorigen Jahrhunderts.
Das Hannah Arendt Center an der New School for Social Research in New York – Arendt war dort in ihren letzten Lebensjahren als Professorin tätig – existiert seit dem Jahr 2000. Sein Leiter ist Jerome Kohn, der bei Arendt wissenschaftlicher Mitarbeiter war, über sie publiziert hat und gegenwärtig ihren Nachlass verwaltet.
Seit 2005 wird in Berlin der Internationale Hannah-Arendt-Newsletter herausgegeben mit deutschen, englischen und seltener französischen Beiträgen, darunter auch bisher noch unveröffentlichten Arbeiten Arendts.

## Ehrungen

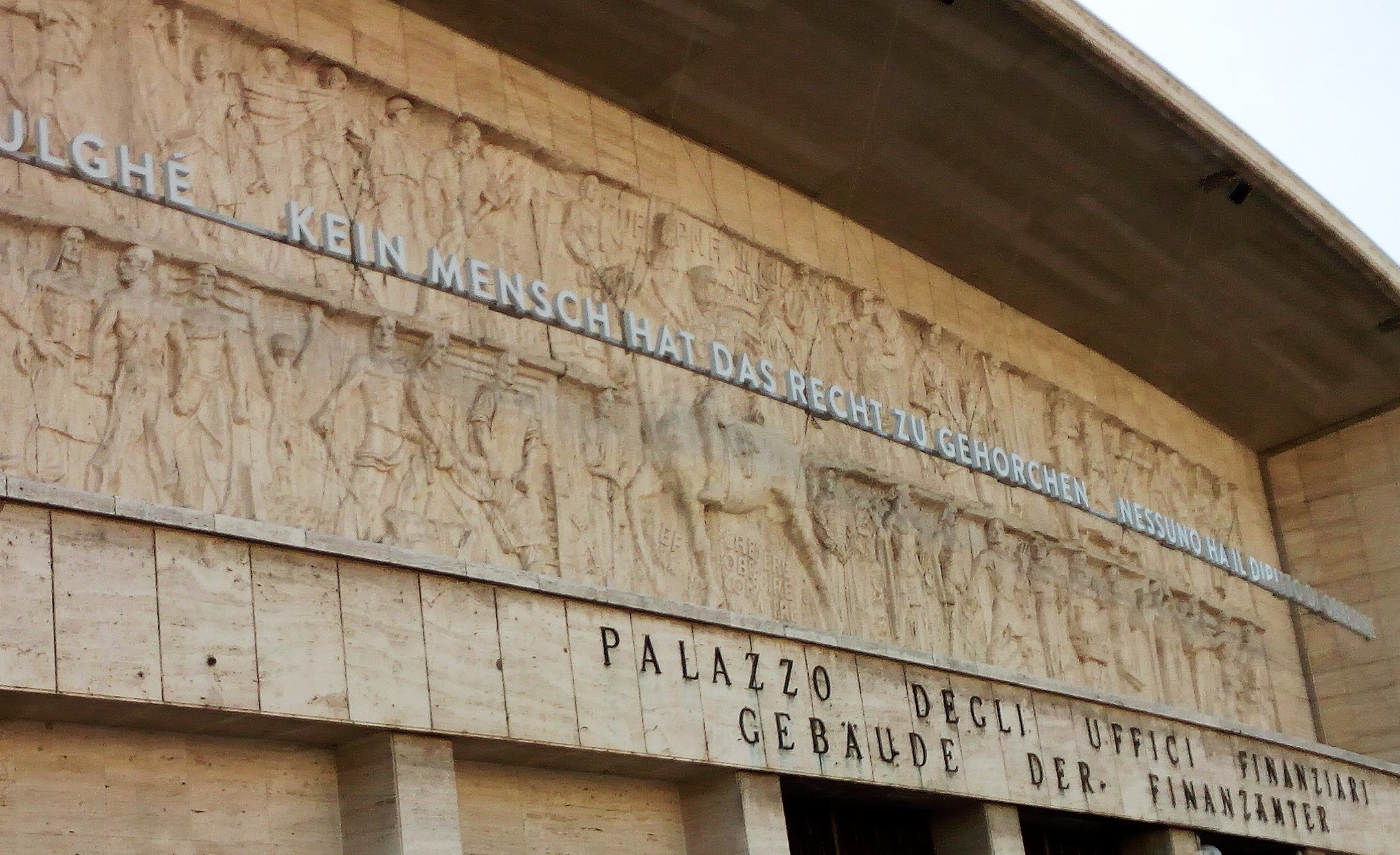
Verkürztes Hannah-Arendt-Zitat „Kein Mensch hat das Recht zu gehorchen“ in Bozen

Der 1990 entdeckte Asteroid „(100027) Hannaharendt“ wurde 2006 nach ihr benannt.
Seit 1995 wird der Hannah-Arendt-Preis für politisches Denken vergeben und von der Stadt Bremen sowie der Heinrich-Böll-Stiftung der Grünen finanziert.
Etwa seit der Jahrtausendwende kann man von einem Arendt-Boom in Deutschland sprechen. Hannover, Marburg und Heidelberg haben Gedenktafeln an den entsprechenden Wohnstätten angebracht, einige Schulen sowie Straßen und Plätze sind nach ihr benannt, öffentliche Veranstaltungen wie Vorträge, Symposien und Ausstellungen durchgeführt. Aus Anlass ihres 30. Todestages 2005 und kurz darauf zu ihrem 100. Geburtstag erschienen zahlreiche Artikel und Bücher. In den Universitäten und anderen Forschungsstätten interessieren sich zunehmend neben Philosophen, Politologen und anderen Sozialwissenschaftlern auch Historiker und Literaturwissenschaftler für Hannah Arendt.

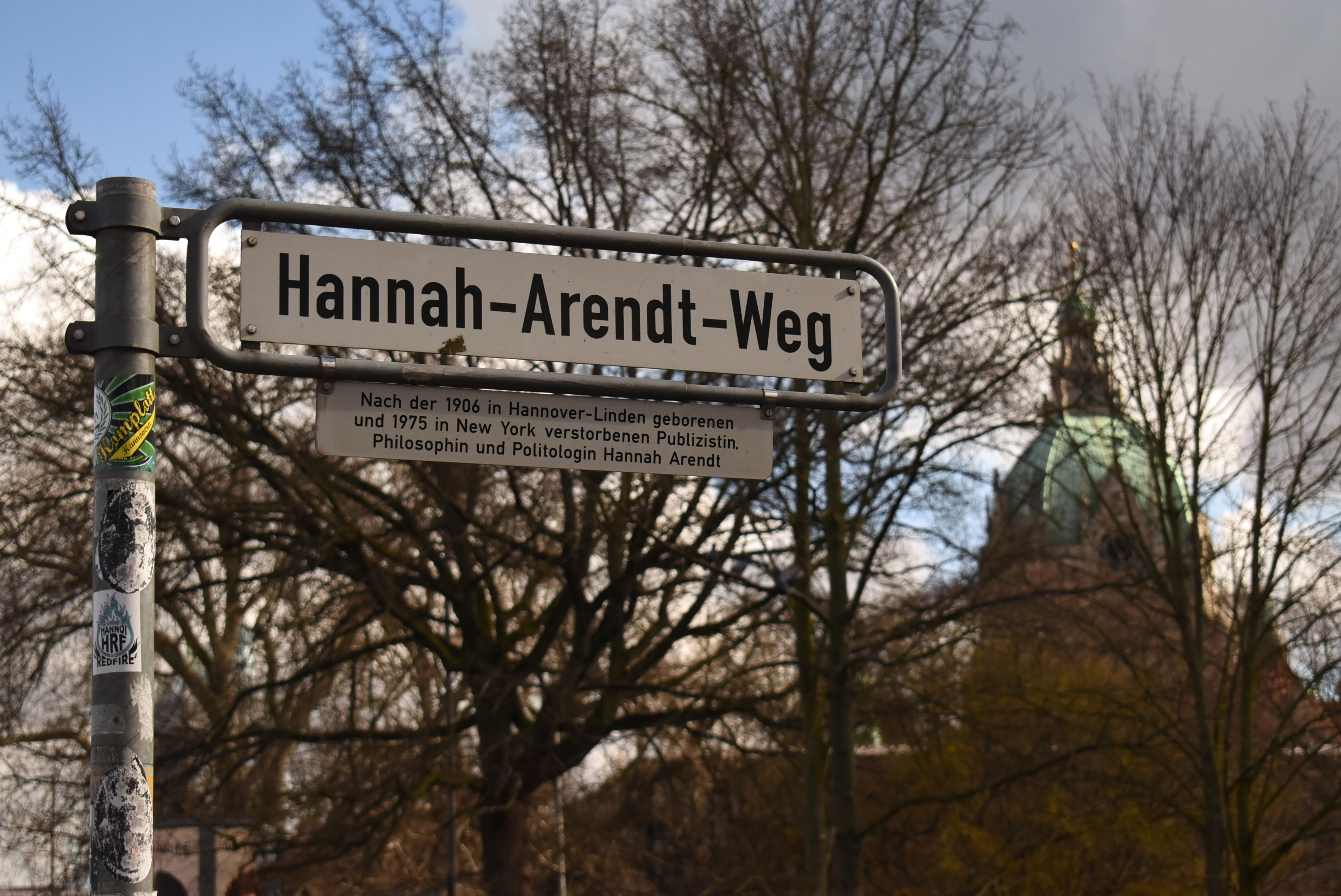
Hannah-Arendt-Weg in Hannover

In Berlin wurde 2005 die Straße neben dem Denkmal für die ermordeten Juden Europas nach ihr benannt. In Wien-Donaustadt wurde 2012 der Hannah-Arendt-Platz und der Hannah-Arendt-Park im neu entstehenden Stadtteil Seestadt Aspern nach ihr benannt. 2015 wurde der vor dem Niedersächsischen Landtag in Hannover liegende Hannah-Arendt-Platz nach ihr benannt. Zudem ist seit 1986 in Hannover ein Weg entlang der Leine als Hannah-Arendt-Weg benannt. Weitere Straßen in u. a., in Gießen, Oldenburg und Heidelberg sind nach ihr benannt.
Im Jahr 2017 wurde in Bozen ein aus der Zeit des Faschismus stammendes und diesen verherrlichendes Monumental-Relief an der Casa Littoria von den Südtiroler Künstlern Michele Bernardi und Arnold Holzknecht mit der Anbringung eines Hannah-Arendt-Zitats – in verkürzter Form – zu einem öffentlichen Mahnmal umgestaltet.
Das Deutsche Historische Museum Berlin widmet ihr in Kooperation mit der Bundeskunsthalle in Bonn eine Ausstellung im Winter 2020/21.
Alma Zadić, damals Abgeordnete der Liste Pilz im österreichischen Nationalrat, wählte 2018 ein Gastlokal am Hannah-Arendt-Platz, Wien als Ort für ein Interview: „Ich würde mir viel mehr Straßennamen von starken Frauen in der Innenstadt wünschen und nicht ‚nur‘ hier am Stadtrand.“
In Potsdam, Berlin, Krefeld, Erfurt und Markranstädt tragen Gymnasien ihren Namen. Am Wohnhaus in der Babelsberger Merkustraße 3, in dem sie 1929 mit Günther Stern zusammengelebt hat, wurde am 14. Oktober 2021 eine Gedenktafel angebracht.

## Werke

### Bücher, Vorlesungen und größere Schriften

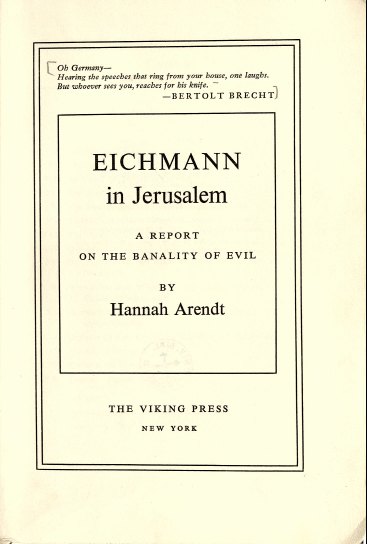
Erstausgabe 1963 mit einem Zitat von Bertolt Brecht

- Der Liebesbegriff bei Augustin. Versuch einer philosophischen Interpretation. Berlin, Julius Springer 1929. Neuausgaben: (mit einer Einleitung und Anmerkungen von F. A. Kurbacher) Philo Verlagsgesellschaft, Berlin / Wien 2003, ISBN 3-86572-343-8; Meiner Verlag, Hamburg 2018, ISBN 978-3-7873-2990-8, (Dissertation)
- The Origins of Totalitarianism. New York 1951, dt. Elemente und Ursprünge totaler Herrschaft. Frankfurt a. M., 1955; 10. Aufl. Piper, München 2003, ISBN 3-492-21032-5.
- Über den Totalitarismus. Texte Hannah Arendts aus den Jahren 1951 und 1953 (Vorwort und abschließende Bemerkungen zur 1. Auflage von The Origins of Totalitarianism und Kontroverse mit Eric Voegelin). Übers. Ursula Ludz, Kommentar Ingeborg Nordmann. Hannah-Arendt-Institut, Dresden 1998, ISBN 3-931648-17-6.
- Rahel Varnhagen: The Life of a Jewess. London 1958, dt. Rahel Varnhagen. Lebensgeschichte einer deutschen Jüdin aus der Romantik. Piper, München 1959; Neuauflagen: 1981–1998, ISBN 3-492-20230-6.
- The Human Condition. University Press, Chicago 1958; dt. Vita activa oder Vom tätigen Leben. Kohlhammer, Stuttgart 1960; Piper, München 1967, 3. Aufl. 2002, ISBN 3-492-23623-5.
- Eichmann in Jerusalem: A Report on the Banality of Evil. Viking Press, New York 1963.
  - Eichmann in Jerusalem. Ein Bericht von der Banalität des Bösen. Von der Autorin durchgesehene und ergänzte deutsche Ausgabe. Übersetzung Brigitte Granzow. Piper, München 2004, 13. Auflage.
- On Revolution. New York 1963, dt.: Über die Revolution. Piper, München 1963, 4. Aufl. 2000, ISBN 3-492-21746-X.
- Some Questions of Moral Philosophy 1965, dt. Einige Fragen der Ethik. Vorlesung in vier Teilen. In: Über das Böse. Eine Vorlesung zu Fragen der Ethik. Piper, München 2006, ISBN 3-492-04694-0, (engl. Responsibility and Judgment) Einleitung, posthum erstmals veröffentlicht.
- On Violence. New York / London 1970, dt. Macht und Gewalt. Piper, München 1970; 15. Auflage, 2003, ISBN 3-492-20001-X. Anhang: Adelbert Reif: Interview mit Hannah Arendt zu Macht und Gewalt, 1970.
- Lectures on Kant’s Political Philosophy. Chicago 1982, dt. Das Urteilen. Texte zu Kants politischer Philosophie. Piper, München 1985, ISBN 3-492-22560-8, Vorlesung 1970, posthum erstmals veröffentlicht.
- The Life of the Mind. New York 1978, dt. Vom Leben des Geistes. Bd. 1: Das Denken. Bd. 2: Das Wollen. Piper, München 1979, ISBN 3-492-22555-1, Vorlesungen 1973 und 1974, posthum erstmals veröffentlicht.
- Denktagebuch 1950–1973. Hrsg. Ursula Ludz, Ingeborg Nordmann in Zusammenarbeit m. d. Hannah-Arendt-Institut, Dresden. 2 Bände. Piper, München / Zürich 2002, ISBN 3-492-04429-8, posthum erstmals veröffentlicht.
- The Jewish Writings. Hrsg. Jerome Kohn, Ron H. Feldman, Schocken, New York 2007, ISBN 978-0-8052-4238-6, Rezensionen:[213]
- Mir ist, als müsste ich mich selbst suchen gehen. Das private Adressbuch 1951–1975. Hrsg. Christine Fischer-Defoy. Koehler & Amelang, Leipzig 2007, ISBN 978-3-7338-0357-5.
- Sokrates. Apologie der Pluralität. Aus dem Englischen von Joachim Kalka. Matthes & Seitz, Berlin 2015, ISBN 978-3-95757-168-7, Rezension:[214]

### Essays, Artikel und kleine Schriften
- Die verborgene Tradition. Acht Essays (1932–1948). Suhrkamp, Frankfurt a. M. 1976, ISBN 3-518-36803-6; [vergriffen ab 2010] Jüdischer Verlag, 2000, ISBN 3-633-54163-2, darin: Zueignung an Karl Jaspers. 1947, Über den Imperialismus 1946, Organisierte Schuld 1946, Die verborgene Tradition 1948, (Stefan Zweig) Juden in der Welt von gestern 1944, Franz Kafka, (von Neuem gewürdigt) 1946, Aufklärung und Judenfrage 1932, Der Zionismus aus heutiger Sicht (englisch 1945).
- What is Existenz Philosophy? New York 1946. Was ist Existenzphilosophie? In: Sechs Essays. Schriften der Wandlung. 3, Heidelberg 1948; Neuerscheinung: Verlag Anton Hain, Frankfurt a. M. 1990, ISBN 3-445-06011-8.
- Vor Antisemitismus ist man nur noch auf dem Monde sicher. Beiträge für die deutsch-jüdische Emigrantenzeitung „Aufbau“ 1941–1945. Hrsg. Marie Luise Knott, Piper, München 2004, ISBN 3-492-24178-6. Sammlung von 40 Texten.
- From the Dreyfus Affair to France Today. In: Essays on Antisemitism. Koppel S. Pinson (Hrsg.); Salo W. Baron (Vorwort). Conference on Jewish Relations, New York 1946 (nur in dieser 2. Auflage enthalten). Reihe: Jewish Social Studies. Publications, Bd. 2, S. 173–217.[215]
- Reflections on Literature and Culture. Hrsg. und Vorwort Susannah Young-Ah Gottlieb. Stanford University Press SUP, Stanford, Calif. 2007, ISBN 978-0-8047-4499-7 (engl. Das Buch enthält etliche schwer greifbare Aufsätze Arendts, u. a. aus den 1930er Jahren. U. a. über: Duineser Elegien, Gentz, Adam Müller, Käte Hamburger, Dostojewski: Die Dämonen, Emerson-Thoreau-Preisrede, Franz. Existentialismus, Bernard Lazare, Proust, Kipling (dieser Text ist identisch mit dem entsprechenden Kapitel aus Elemente und Ursprünge), den Maler Carl Heidenreich, von dem das Frontispiz stammt, und Herman Melville. Im Anhang werden Arendts unterschiedliche dt.-engl. Versionen verglichen mit Stefan Zweig, Kafka, „Kultur und Politik“, Brecht.)
- Israel, Palästina und der Antisemitismus. Aufsätze (1943–1964). Hrsg. Eike Geisel, Klaus Bittermann. Verlag Klaus Wagenbach, Berlin 1991, ISBN 3-8031-2196-5 (Übers. d. amerikan. Originalfassung).
- Zur Zeit. Politische Essays (1943–1975). Rotbuch, Hamburg 1999, ISBN 3-434-53037-1 (Erstmals 1986). Inhalt: Wir Flüchtlinge[216] (1943); zur Deutschlandfrage (1945); zu den Nachwirkungen des Naziregimes (Besuch in Deutschland 1950); zum wachsenden Antiamerikanismus, der Atombombe und dem Konformismus der MC-Carthy-Ära (1954); zur Negerfrage und den Grenzen der Integration (1957); zum Recht auf Zivilen Ungehorsam (1970) und zur „Kunst des Vergessens“ nach Vietnam und Watergate (1975).
- Nach Auschwitz. Essays und Kommentare (1944–1965). Hrsg. Eike Geisel, Klaus Bittermann. Edition Tiamat, Berlin 1989, ISBN 3-923118-81-3.
- Es gibt nur ein einziges Menschenrecht. In: Die Wandlung. Hrsg. Dolf Sternberger. Lambert Schneider, Heidelberg 4. Jg., Dezember 1949, S. 754–770 (Übersetzung von: ›The Rights of Man‹. What Are They? In: Modern Review. NY 1949, 3 (1), S. 24–36).
- In der Gegenwart. Übungen zum politischen Denken II. Hrsg. Ursula Ludz. Piper, München 2000, ISBN 3-492-22920-4; Texte 1944–1975, darin u. a.: Gestern waren sie noch Kommunisten …. 1953 und Die Lüge in der Politik. Überlegungen zu den Pentagon Papieren 1971.
- Was ist Politik? Fragmente aus dem Nachlass 1950–1959. Vorwort: Kurt Sontheimer, Hg.: Ursula Ludz. Piper, München 1993, ISBN 3-492-23770-3 (TB 2. Auflage. 2005).
- Un viatique pour lire Machiavel („Kleine Anleitung, M. zu lesen“) Bisher nicht veröff. Texte von 1955, Vorlesungen an der Univ. Berkeley (frz. Übers. von Marie Gaille-Nikodimov) in: Magazine littéraire, Paris, No. 397, April 2001, dito brasilianisch-port. Übers. (aus dem Frz. von Gabriel Cohn) scielo.br Original, als Scan des Ms. (englisch) siehe Weblinks: The Hannah Arendt Papers, in der Library of Congress, 33 S. (ebenfalls über andere polit. Denker der Zeit, u. a. Locke, Rousseau, Hobbes, Montesquieu, Tocqueville).
- Was ist Autorität? In: Der Monat. Band 8, Nr. 89 (1955–1956), Februar 1956, S. 29–44. Mehrere Fassungen
- Fragwürdige Traditionsbestände im politischen Denken der Gegenwart. Vier Essays. Europäische Verlagsanstalt, Frankfurt a. M. 1957, aus dem amerikanischen Englisch übertragen von Charlotte Beradt; Inhalt: Geschichte und Politik, Natur und Geschichte, Tradition und Neuzeit, Was ist Autorität?
- Die Ungarische Revolution und der totalitäre Imperialismus. Aus dem amerikanischen Englisch übertragen von Charlotte Beradt. Piper, München 1958.
- Zwischen Vergangenheit und Zukunft. Übungen im politischen Denken I. Texte 1954–1964. Hg. Ursula Ludz. Piper, München 1994, 2. durchges. Aufl. 2000, ISBN 3-492-21421-5; darin u. a.: Die Krise in der Erziehung 1958, Wahrheit und Politik 1967 (Originalfassung: Between Past and Future. 1961, erweitert 1968).
- Menschen in finsteren Zeiten. Essays u. a. Texte 1955–1975. Hg. von Ursula Ludz. Piper, München 2001, ISBN 3-492-23355-4. (Originalfassung: Men in Dark Times. New York 1968)
- Zusammen mit Günther Stern: Rilkes „Duineser Elegien“. (1930) Nachdruck in Ulrich Fülleborn, Martin Engel: Materialien zu Rilkes D. E., Bd. 2: Forschungsgeschichte. Suhrkamp, Frankfurt am Main 1982, ISBN 3-518-38510-0, S. 45–65.
- Ich selbst, auch ich tanze. Die Gedichte. Hg. und Nachwort Irmela von der Lühe. Piper, München 2015, ISBN 978-3-492-05716-5.[217]
- Wahrheit und Lüge in der Politik. Piper, München 2013, ISBN 978-3-492-30328-6 (zwei Essays, zuerst veröffentlicht 1971 und 1972).
- Die Freiheit, frei zu sein. Aus dem amerikanischen Englisch von Andreas Wirthensohn. Nachwort von Thomas Meyer. DTV, München 2018, ISBN 978-3-423-14651-7. Dieser im Zusammenhang mit Über die Revolution (engl. 1963, dt. 1965) entstandene englische undatierte Text ist zu Arendts Lebzeiten nicht erschienen. Laut Thomas Meyer (S. 46) ist es wahrscheinlich, dass ihre am 21. April 1967 in Chicago gehaltene Rede Revolution and Freedom eine veränderte Version dieses Manuskripts darstellt.[218]
  - Stark gekürzte Fassung dieses Essays als Vorabdruck: Revolutionen. Die Freiheit, frei zu sein; von Hannah Arendt. In: Die Zeit, Nr. 2/2018, S. 42.
  - Englisches Original: Never-Before-Published Hannah Arendt on What Freedom and Revolution Really Mean.
- Was heißt persönliche Verantwortung in einer Diktatur? Piper, München 2018, ISBN 978-3-492-23828-1.
- Über Palästina. Hg. von Thomas Meyer. Piper, München 2024, ISBN 978-3-492-07319-6.[219]

### Reden und Vorträge
- Karl Jaspers. In: Reden zur Verleihung des Friedenspreises des Deutschen Buchhandels 1958. Piper, München 1958; wieder in H. A.: Menschen in finsteren Zeiten. Piper, 1968 u. ö., S. 89–98; in Audio-Version: Von Wahrheit und Politik. 5 CDs: Originalaufnahmen aus den 50er und 60er Jahren. DHV Der Hörverlag, 2006, ISBN 3-89940-906-X.
- Von der Menschlichkeit in finsteren Zeiten. Rede am 28. September 1959 bei der Entgegennahme des Lessing-Preises der Freien und Hansestadt Hamburg. EVA, Hamburg 1999, ISBN 3-434-50127-4.
- Kollektive Verantwortung. (Memento vom 18. Januar 2012 im Internet Archive) Vortrag aus dem Jahr 1968.
- Die Sonning-Preis-Rede. Kopenhagen 1975. In: Text und Kritik. Zeitschrift für Literatur. Hrsg. Heinz Ludwig Arnold. 166/167, Schwerpunkt: Hannah Arendt, IX/05, ISBN 3-88377-787-0.

### Interviews und Hörtexte
- Hannah Arendt im Gespräch mit Günter Gaus. Zur Person – Porträts in Fragen und Antworten. Gespräch, ZDF, 72 Min., 28. Oktober 1964. Das Fernsehinterview ist verfügbar in der ZDF-Mediathek und auf YouTube (Transkript). Vgl. Besprechung von Matthias Dell: Dem Denken beim Reden und Rauchen zuschauen – Frühe Interviews von Günter Gaus auf zwei DVDs. In: der Freitag, 19. August 2005: „Das schönste Gespräch, hat Günter Gaus […] gesagt, sei das mit Hannah Arendt gewesen.“
- Ich will verstehen. Selbstauskünfte zu Leben und Werk. Hrsg. von Ursula Ludz. Piper, München 1996, Neuauflage 2005, ISBN 3-492-24591-9, (darin das Gaus-Interview, ein Interview mit Thilo Koch 1964, und eines mit Roger Errera, Oktober 1973).[220]
- Gespräche mit Hannah Arendt. Hrsg. Adelbert Reif. Piper, München 1979, ISBN 3-492-00438-5.
- Hannah Arendt im Gespräch mit Joachim Fest. Eine Rundfunksendung aus dem Jahr 1964. Hrsg. von Ursula Ludz und Thomas Wild (Transkription, Vorbemerkung und Anmerkungen), Oktober 2007, online, (Memento vom 26. Januar 2012 im Internet Archive). Die Sendung selbst ist verfügbar unter archive.org.
- Hannah Arendt und Joachim Fest. „Eichmann war von empörender Dummheit“. Gespräche und Briefe. Hrsg. von Ursula Ludz und Thomas Wild. Piper, München 2011, ISBN 978-3-492-05442-3.
- Hannah Arendt: Das Böse ist immer nur extrem, aber niemals radikal. 25 ausgewählte Texte, gelesen von Axel Grube. Alle Texte und Kommentare stehen auch auf der Verlagsseite. Onomato, Düsseldorf 2007, ISBN 978-3-939511-11-3 (weitere kpl. Aufnahme: Jokers Edition, 2 CDs, ISBN 978-3-939511-43-4).

### Korrespondenz
Mit:
- Günther Anders: Hannah Arendt – Günther Anders. Schreib doch mal hard facts über Dich. Briefe 1939 bis 1975, Texte und Dokumente. Hrsg. Kerstin Putz. C. H. Beck, München 2016, ISBN 978-3-406-69910-8.
- Wie ich einmal ohne Dich leben soll, mag ich mir nicht vorstellen: Briefwechsel mit den Freundinnen Charlotte Beradt, Rose Feitelson, Hilde Fränkel, Anne Weil und Helen Wolff. Hrsg. Ingeborg Nordmann, Ursula Ludz. Piper, München 2017, ISBN 978-3-492-05858-2.[221]
- Walter Benjamin: Arendt und Benjamin. Texte, Briefe, Dokumente. Hrsg. Detlev Schöttker, Erdmut Wizisla. Suhrkamp, Frankfurt am Main 2006, ISBN 3-518-29395-8.
- Kurt Blumenfeld: … in keinem Besitz verwurzelt. Die Korrespondenz (1933–1963). Hrsg. Ingeborg Nordmann, Iris Pilling, Hamburg 1995, ISBN 3-88022-806-X.
- Heinrich Blücher: Briefe 1936–1968. Hrsg. Lotte Köhler. Piper, München 1999; 2. Aufl. 2002, ISBN 3-492-03885-9.
- Hermann Broch: Briefwechsel 1946–1951. Jüdischer Verlag, Frankfurt am Main 1996; 2. Auflage, 2000, ISBN 3-633-54113-6.
- Joachim Fest: Eichmann war von empörender Dummheit. Gespräche und Briefe. Hrsg. Ursula Ludz, Thomas Wild. Piper, München 2011, ISBN 978-3-492-05442-3.
- Martin Heidegger: Ursula Ludz (Hrsg.): Briefe 1925 bis 1975 und andere Zeugnisse. Klostermann, Frankfurt am Main 1998; 3., erweiterte Aufl. ebenda 2002, ISBN 3-465-03205-5, darin: H.A. für M.H.: Schatten. April 1925.
- Karl Jaspers: Correspondence 1926–1969. Hrsg. Lotte Köhler, Hans Saner. New York 1992 (dt.: Briefwechsel 1926–1969. Piper, München 2001, ISBN 3-492-21757-5).
- Uwe Johnson: Der Briefwechsel 1967–1975. Hrsg. Eberhard Fahlke, Thomas Wild. Suhrkamp, Frankfurt am Main 2004, ISBN 3-518-41595-6.
- Kazin in: Zs. Samtiden. Oslo, Norge, Nr. 1-2005, Spesialseksjon Hannah Arendt. S. 107–154 (Briefe: S. 120–141, übrige S.: Introduction & Anm. von Helgard Mahrdt, engl.) Universitetsforlaget Oslo, ISBN 82-03-28347-0, ISSN 0036-3928.
- Mary McCarthy: Between Friends: The Correspondence of Hannah Arendt and Mary McCarthy, 1949–1975. Hrsg. Carol Brightman. New York 1995 (dt.: Im Vertrauen. Briefwechsel 1949–1975. München 1995, ISBN 3-492-22475-X).
- Gershom Scholem: Eichmann in Jerusalem: Exchange of Letters between Gershom Scholem and Hannah Arendt. In: Encounter. 22/1 (1964), S. 51–56, deutsch in: Neue Zürcher Zeitung, 19. Oktober 1963.
  - Der Briefwechsel. (1939–1964). Hrsg. Marie Luise Knott unter Mitarbeit von David Heredia. Jüdischer Verlag im Suhrkamp Verlag, Berlin 2010, ISBN 978-3-633-54234-5.
- Dolf Sternberger: „Was Sentimentalität auch in gutem Sinne anlangt habe ich die Seele eines besseren Schlächterhundes.“ Hannah Arendt erläutert Dolf Sternberger ihre Position. Brief vom 12. Juli 1948, in: Münchner Beiträge zur jüdischen Geschichte und Kultur. Hrsg. Lehrstuhl für Jüdische Geschichte und Kultur, Michael Brenner. 2013, Jg. 6, H. 2, S. 69–74, (mit anschl. Kommentar von Marie-Luise Knott), ISSN 1864-385X, online-Heft, (PDF; 14,42 MB). (PDF; 14 MB)
- Dolf Sternberger: „Ich bin Dir halt ein bißchen zu revolutionär“. Briefwechsel 1946 bis 1975. Herausgegeben von Udo Bermbach. Rowohlt, Berlin 2019.
- Paul Tillich: Briefwechsel. Edition/Source Document. Hrsg. Alf Christophersen, Claudia Schulze. In: ZNThG Zs. für neuere Theologiegeschichte. Bd. 9, de Gruyter, Berlin 2002, S. 131–156.
- Eric Voegelin: Disput über den Totalitarismus. Texte und Briefe. Hrsg. Hannah-Arendt-Institut in Zusammenarbeit mit dem Voegelin-Zentrum. V&R unipress, Göttingen 2015, ISBN 978-3-8471-0492-6.
- Mehrere Adressaten: Wahrheit gibt es nur zu zweien. Briefe an die Freunde. Hrsg. Ingeborg Nordmann. Piper, München 2013, ISBN 978-3-492-05542-0.[222]

### Bibliografien
Für die Werke und Texte Arendts bis 1996 gibt es die fast vollständige chronologische, deutsch-englische Bibliografie in Ich will verstehen (2005) und bei Young-Bruehl (diese nur bis 1978). Hilfreich sind die Angaben des Internet-Portals www.hannaharendt.net. insbesondere auch fremdsprachige Literatur, nach Erscheinungsjahr geordnet (Sek.-Lit. seit 2000, primäre seit 1929). Nützlich ist ebenfalls die leicht zugängliche Einführung von Wolfgang Heuer, die in der letzten Auflage einen Großteil von Arendt-Texten auflistet, welche bis 2003 erschienen sind. Im „Text & Kritik“-Heft von 2005 hat Sarah Hemmen die Sekundärliteratur gelistet. Eine neueste Auflistung (Primär- und Sekundär-Literatur) bei Thomas Wild (2006), S. 143 ff., der im Text auch die Sekundärliteratur kurz darstellt und kommentiert. Eine weitere, übersichtliche Bibliografie (primär und sekundär) ist online zugänglich. Joan Nordquist hat 1989 eine wissenschaftliche Bibliographie nur englischer Titel vorgelegt: University of Santa Cruz, 63 Seiten. Die ausführlichste Liste gibt es seit 2018 in John M. Spalek, Konrad Feilchenfeldt, Sandra H. Hawrylchak (Hrsg.): Bibliographien. Schriftsteller, Publizisten und Literaturwissenschaftler in den USA. Teil 1: A – G. de Gruyter, Berlin 2018, ISBN 978-3-11-097553-6, in Google Bücher, ausführliches Werks- und Rezensionsverzeichnis mit 31 Treffern über die dortige Suchmaschine, etliche davon sind mehrseitig.

### Sammlungen
- Sechs Essays. Schneider, Heidelberg 1948 (Inhalt: Die verborgene Tradition; Franz Kafka; Juden in der Welt von gestern; Organisierte Schuld; Über den Imperialismus; Was ist Existenz-Philosophie?; Zueignung an Jaspers).
- Wir Juden. Schriften 1932 bis 1966. Zusammengestellt und herausgegeben von Marie Luise Knott und Ursula Ludz, Piper, München 2019, ISBN 978-3-492-05561-1.
- Freundschaft in finsteren Zeiten [Die Lessing-Rede mit Erinnerungen von Richard Bernstein, Mary McCarthy, Alfred Kazin und Jerome Kohn]. Matthes & Seitz, Berlin 2018, ISBN 978-3-95757-606-4.
- Denken ohne Geländer. Texte und Briefe. Piper München, Zürich 2006, ISBN 3-492-24823-3 (Zusammenstellung kurzer Textauszüge zur Philosophie, zum politischen Denken, zum politischen Handeln, zur Situation des Menschen, Lebensgeschichten).
- Ich will verstehen. Selbstauskünfte zu Leben und Werk. Hg. Ursula Ludz. Piper, München 1996; Neuauflage 2005, ISBN 3-492-24591-9 (darin u. a. Brief an Scholem 1963, Fernsehgespräche mit Thilo Koch 1964, Günter Gaus 1964, Roger Errera 1973, Diskussion mit Freunden in Toronto 1973).
- Hannah Arendt im Gespräch mit Joachim Fest. Eine Rundfunksendung aus dem Jahr 1964. Hg. Ursula Ludz und Thomas Wild (Vorbemerkung und Anmerkungen), Okt. 2007, online, (Memento vom 26. Januar 2012 im Internet Archive).
- Hannah Arendt und Karl Jaspers: Briefwechsel 1926–1969. Piper, München 2001, ISBN 3-492-21757-5.

### Kritische Gesamtausgabe
Die Kritische Gesamtausgabe der Werke Hannah Arendts (hrsg. v. Anne Eusterschulte, Eva Geulen, Barbara Hahn, Hermann Kappelhoff, Patchen Markell, Annette Vowinckel u. Thomas Wild) veröffentlicht sämtliche Schriften der Autorin mit Ausnahme der Briefe. Jeweils rund ein Jahr nach dem Erscheinen der Werke in Buchform sind diese auf der Website https://hannah-arendt-edition.net verfügbar.
- Rahel Varnhagen. Lebensgeschichte einer deutschen Jüdin / The Life of a Jewish Woman, hrsg. v. Barbara Hahn u. Mitarbeit v. Johanna Egger u. Friederike Wein (= Kritische Gesamtausgabe Band 2). Wallstein Verlag, Göttingen 2021, ISBN 978-3-8353-3767-1
- Sechs Essays: Die verborgene Tradition, hrsg. v. Barbara Hahn u. Mitarbeit v. Barbara Breysach u. Christian Pischel (= Kritische Gesamtausgabe Band 3). Wallstein Verlag, Göttingen 2019, ISBN 978-3-8353-3278-2
- The Modern Challenge to Tradition: Fragmente eines Buchs, hrsg. v. Barbara Hahn u. James McFarland u. Mitarbeit v. Ingo Kieslich u. Ingeborg Nordmann (= Kritische Gesamtausgabe Band 6). Wallstein Verlag, Göttingen 2018, ISBN 978-3-8353-3192-1
- The Life of the Mind, hrsg. v. Wout Cornelissen, Thomas Bartscherer u. Anne Eusterschulte (= Kritische Gesamtausgabe Band 14 (2 Bände)), Wallstein Verlag, Göttingen 2024, ISBN 978-3-8353-3027-6
  - Rezension der GA:
  - Marti-Brander Urs: Arendt revisited. Ein Blick auf die ersten beiden Bände der Arendt-Gesamtausgabe Neue Politische Literatur, Springer 2019.
  - Ahlrich Meyer: Wie Hannah Arendt versuchte, Karl Marx beizukommen. Bemerkungen anlässlich der Arendt-Gesamtausgabe. In: SGO Sozial.Geschichte Online, Band 25, 2019, S. 119–151.
  - Elke Schmitter: Ende der Lotterie. Der Spiegel, Nr. 7, 9. Februar 2019, S. 110f.

## Literatur

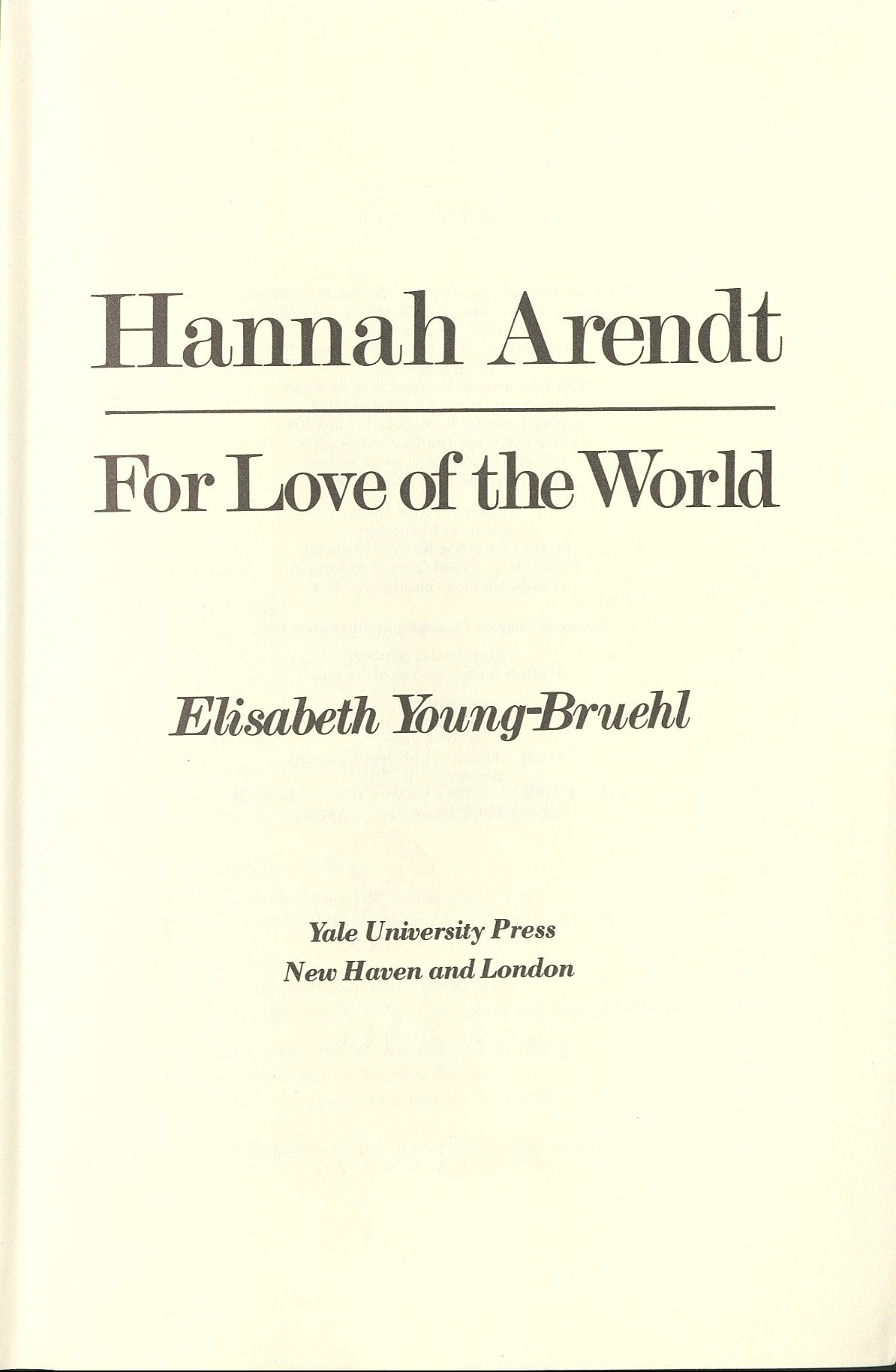
Elisabeth Young-Bruehl (1982)

## Filme
- Hannah Arendt und die Pflicht zum Ungehorsam. Dokumentarfilm, Deutschland, 2015, 90 Min., Buch und Regie: Ada Ushpiz, Produktion: Intuitive Pictures, arte, WDR, Erstsendung: 1. Februar 2017, 22 Uhr bei arte, Inhaltsangabe von ARD, online-Video.
- Hannah Arendt – Ihr Denken veränderte die Welt. Spielfilm, Deutschland, Luxemburg, Frankreich, Israel 2012, 113 Min., Buch: Pamela Katz, Margarethe von Trotta, Regie: Margarethe von Trotta. Mit Barbara Sukowa als Hannah Arendt und Axel Milberg als ihr Ehemann Heinrich Blücher. (Der Spielfilm zeichnet Arendts Leben in New York in der Zeit des Eichmann-Prozesses bis zum Erscheinen ihres Buches Eichmann in Jerusalem nach.)
 Am 8. September 2012 fand auf dem internationalen Filmfestival in Toronto (TIFF) die Welturaufführung des ersten Spielfilms über Hannah Arendt statt; die deutsche Premiere folgte am 8. Januar 2013 in Essen. Das Doku-Drama wurde häufig rezensiert.[227]
- Denken und Leidenschaft. Hannah Arendt. (Alternativtitel: A Passionate Thinker.) Dokumentarfilm, Deutschland 2006, 67 Min., Buch: Clarissa Ruge und Ursula Ludz, Regie: Jochen Kölsch, Produktion: arte, BR, SWR[228] (Der Dokumentarfilm zeichnet Arendts Leben nach, von der Jugend bis zum Eichmann-Prozess. Eingearbeitet sind Passagen aus dem Gaus-Interview.)
- Hannah Arendt – Das Mädchen aus der Fremde. Dokumentarfilmreihe in fünf Teilen à 15 Min., 2006, Buch: Carolin Otto, Produktion: Bayerischer Rundfunk, Erstsendungen ab: 5. Oktober 2006 bei BR-alpha, Inhaltsangaben.
- Deutsche Lebensläufe: Hannah Arendt – Eine Jüdin aus Deutschland. Dokumentation, Deutschland, 60 Min., Simone Reuter und Monika Boll, Produktion: SWR, Erstsendung: 20. Januar 2005 bei SWR Fernsehen, Inhaltsangabe von ARD. Mit Interviews von Elisabeth Young-Bruehl, Joachim Fest, Daniel Cohn-Bendit u. a. Der Film erhielt den LiteraVision-Preis 2006.[229]
- Hannah Arendt, la jeune fille étrangère. Dokumentarfilm, Frankreich, 1997, 51 Min., Buch und Regie: Eglal Errera und Alain Ferrari, Produktion: Cinétévé, La Sept Arte, INA, Centre Georges-Pompidou. Der Film basiert auf Arendts Korrespondenzen mit Heidegger, Jaspers, Kurt Blumenfeld und Heinrich Blücher.[230]

## Theaterstücke
- Totenauberg. Theater- und Tanz-Stück von Elfriede Jelinek. Rowohlt, Reinbek bei Hamburg 1991, ISBN 3-498-03326-3, Hauptpersonen: Heidegger und Arendt.
- Leidenschaftlich: Hannah Arendt. Freie Theatergruppe klimaelemente, Münster 2005.[231]
- Die Banalität der Liebe. Theaterstück von Savyon Liebrecht über Arendts Beziehung zu Heidegger. UA: 9. September 2007, Theater Bonn, Regie: Stefan Heiseke.[232]
- Geburtlichkeit und Sein zum Tode. Theaterstück von Fanny Brunner und Eva Bormann über die Beziehung Arendt – Heidegger. UA: 20. Mai 2012, Hessisches Landestheater Marburg, Regie: Fanny Brunner.[233]
- Hannah! Das Erwachen eines politischen Bewusstseins. 2022, Hessisches Landestheater Marburg, Regie: Christian Franke, Hannah! Das Erwachen eines politischen Bewusstseins

## Ausstellungen
- Hannah Arendt: „Von den Dichtern erwarten wir Wahrheit.“ Eine Ausstellung über H. A. und die Literatur. Konzept: Barbara Hahn & Marie Luise Knott im Literaturhaus Berlin (dort Archiv, 2007). Katalog: gleicher Titel, Matthes & Seitz, Berlin 2006, ISBN 3-88221-921-1.
- Hannah Arendt Denkraum. Berlin 2006, in der ehemaligen jüdischen Mädchenschule, Halberstadt 2008. Kurator: Peter Funken, Idee: Wolfgang Heuer & Sebastian Hefti.
- Via Activa. Ausstellung sieben bedeutender Autorinnen, darunter Hannah Arendt, im Wiener Stephansdom, Wien 2013, Konzept: Victoria Coeln.
- Hannah Arendt und das 20. Jahrhundert, Deutsches Historisches Museum, und Hannah Arendt und das 20. Jahrhundert, Rundfunk Berlin-Brandenburg, zu sehen auch in der Bundeskunsthalle Bonn

## Belletristik
- Randall Jarrell: Pictures from an Institution. A Comedy. Chicago 1954 (Neuauflage 1986). Jarrell widmete das Buch seiner Frau und H.A., mit der ihn eine Freundschaft verband. Die Figur „Irene“ trägt Arendts Züge.
- Uwe Johnson: Jahrestage – Aus dem Leben von Gesine Cresspahl. Bd. 1. Suhrkamp, Frankfurt 1970. Die entsprechende Romanfigur trägt den Titel „Gräfin Seydlitz“.
- Arthur Allen Cohen: An Admirable Woman. David R. Godine Publ., Boston/USA 1984 (Neuauflage 1994). Für die Hauptfigur „Erika Herz“ diente H.A. als Vorbild.
- Catherine Clément: Martin und Hannah. Roman. Rowohlt, Berlin 2000, ISBN 3-87134-400-1 (aus d. Franz.).
- Leslie Kaplan: Fever. POL, Paris 2005; Berlin Verlag, 2006 (Ein philosophischer Roman nach Hannah Arendts Eichmann-Buch. Kaplan greift Arendts Thesen zu Kommunikation, Freiheit und Schuld auf).
- Hildegard Elisabeth Keller: Was wir scheinen. Roman. Eichborn, Köln 2021.

## Graphic Novel
- Ken Krimstein: Die drei Leben der Hannah Arendt. Übersetzt von Hanns Zischler. dtv, München 2019, ISBN 978-3-423-28208-6.